# Thiers
Pour les articles homonymes, voir Thiers (homonymie).
Thiers (/tjɛʁ/) est une commune française, située dans le département du Puy-de-Dôme en région Auvergne-Rhône-Alpes adhérente du parc naturel régional Livradois-Forez. Elle est l'une des quatre sous-préfectures du département avec Ambert, Issoire et Riom. Les habitants sont appelés les Thiernois, voire également les « Bitords ».
Le secteur thiernois est habité aux époques gauloise, gallo-romaine et mérovingienne comme l'a prouvé récemment la découverte d'un habitat fortifié de hauteur à l'est de la ville. La présence de la Durolle aux abords de la ville rend l'utilisation de la force motrice de la rivière courante dès le XIIIe siècle. La coutellerie est déjà la première activité économique de la ville devant la papeterie avec une bonne partie de la population municipale qui exerce le métier de coutelier. Alors que la dernière enceinte de la ville est fraîchement construite, au XVIe siècle, Thiers bénéficie déjà d'une renommée internationale pour l'export de ses produits manufacturés par voie fluviale vers l'Espagne, l'Italie et les Indes via la Dore et la Durolle.
Lors de la révolution industrielle au XIXe siècle, la coutellerie s'est s'industrialisée tandis que les papeteries et les tanneries, ne s'étant pas modernisées, disparurent.
En 2022, Thiers est le bassin coutelier qui produit le plus de couteaux dans le monde : plus de 80 % des couteaux produits en France sont fabriqués par des entreprises thiernoises. Elle se voit régulièrement attribuer le surnom de « capitale de la coutellerie » avec près de cent entreprises dans ce domaine et un musée qui lui est consacré.
Située à 37 km à vol d'oiseau de la préfecture départementale Clermont-Ferrand, la ville profite de sa proximité avec d'autres villes d'importances variables comme Vichy, Lyon, Saint-Étienne ou Roanne. L'arrondissement de Thiers se compose de quarante-quatre communes et la ville est également le siège du canton de Thiers et de la communauté de communes de Thiers Dore et Montagne.

## Géographie

### Localisation
Thiers se situe sur l'axe Bordeaux - Clermont-Ferrand - Lyon, à la limite entre la plaine de la Limagne et des monts du Forez. Elle est éloignée de 135 km de Lyon et 107 km de Saint-Étienne à l'est, 42 km de Clermont-Ferrand et 421 km de Bordeaux à l'ouest, 392 km de Paris au nord ainsi que de 372 km de Montpellier au sud via circulation terrestre. Sa localisation sur les premiers contreforts du Forez lui confère un vaste panorama sur la chaîne des Puys en particulier depuis l'esplanade du rempart.

### Communes limitrophes
Le territoire de la commune est limitrophe de ceux de neuf autres communes :
| Dorat        | Paslières | Saint-Rémy-sur-Durolle                    |
| Orléat       | Thiers    | La Monnerie-le-Montel, Celles-sur-Durolle |
| Peschadoires | Escoutoux | Sainte-Agathe                             |

### Géologie et relief
Le contexte géologique a pour conséquence une commune scindée en deux territoires géologiques bien distincts séparés par une limite quasi nord-sud qui passe en son milieu. L’histoire géologique de la région thiernoise est caractérisée par la présence et le fonctionnement d’une faille majeure d’orientation générale nord-sud affectant le socle géologique régional, elle délimite ce socle en blocs distincts tout en servant de guide à l’effondrement tectonique du bloc ouest tandis que le bloc est reste plus ou moins en place. De part et d’autre de cette faille, à l’ouest l’effondrement du bloc permet le remplissage par des roches sédimentaires, c’est le bassin de Limagne sur lequel s’est développée la ville basse, à l’est la partie du socle qui ne s’est pas effondrée correspond aux monts du Forez, constituée de roches magmatiques sur lesquelles s’est édifiée la ville haute. Ainsi, la ville de Thiers s’étend sur l’escarpement de cette faille, marqueur géomorphologique du paysage entre la partie effondrée actuellement à une altitude moyenne de 350 m et la partie en surrection à une altitude moyenne de 650 m.
Les terrains les plus anciens qui affleurent à l’est de la commune sont d’âge paléozoïque, ils sont constitués de différents granites parfois recouverts d’arènes et d’éboulis. À l’ouest, le remplissage sédimentaire est d’âge cénozoïque, ces terrains ne sont pas visibles, recouverts par un épais manteau d’alluvions récentes sableuses et argileuses étagées en terrasses. La faille de Thiers est une faille normale dont le fonctionnement est d’âge cénozoïque, c’est le pendant symétrique de la faille de Limagne dans la région de Clermont-Ferrand.
Le relief de la commune suit le scindement géologique de la région. En effet, l'est est une zone montagneuse accidentée alors que l'ouest est une plaine où la Dore et la Durolle coulent avec peu de remous. L'urbanisation de la ville est une caractéristique de Thiers. En effet, la ville est étalée sur les deux types de reliefs précédents.
La ville-haute, comme son nom l'indique, est la partie de la ville où l'altitude est la plus haute. C'est ici que se trouve la cité médiévale ainsi que la plupart des faubourg construits aux XIXe et XXe siècle. Le relief de cette partie est accidenté. Les rues Durolle, des Rochers et Patural-Puy dans le centre-ville sont les rues les plus pentues de la ville avec respectivement 23°, 29° et 51° de pente. À Thiers, plus de la moitié des rues accusent une déclivité de plus de 10°. La majorité de ces rues se situent dans la ville-haute. La ville basse, comme son nom l'indique, est la partie la plus basse en altitude de la commune. Son relief quasiment plat permet une urbanisation importante depuis les années 1950.

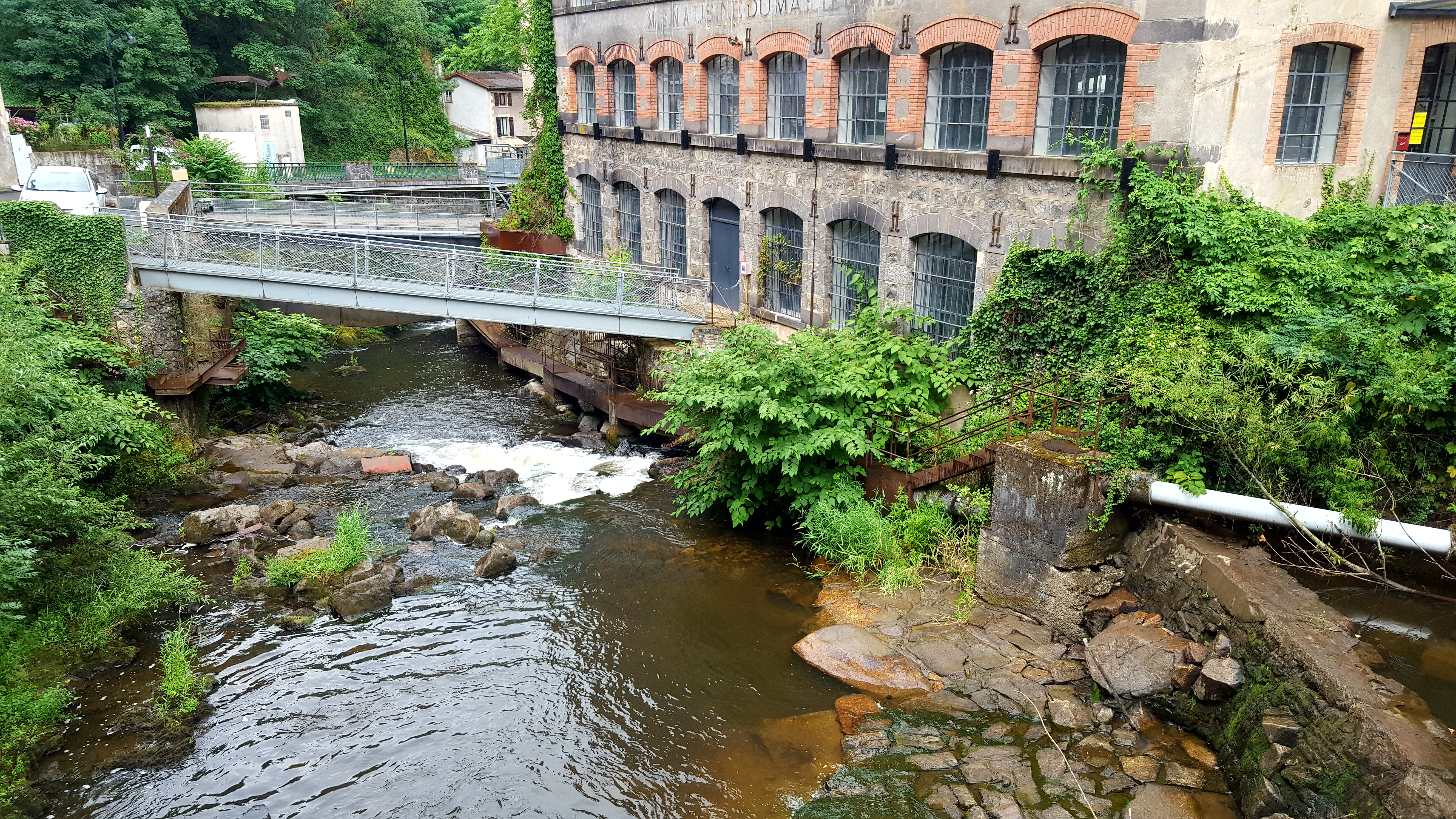
La Durolle près de l'Usine du May sur la commune de Thiers.

### Hydrographie
La ville est traversée par la Durolle qui rejoint la Dore à l'ouest de la commune. Sur un plan symbolique, la force motrice de la Durolle souligne l'adéquation de la coutellerie et du milieu naturel et  a créé la vocation industrielle de Thiers. La présence de cette rivière, lien entre la coutellerie et le terroir, justifie le monopole de la coutellerie à Thiers, en enracinant l'origine de celle-ci dans la nature même du milieu naturel. La vallée des usines, située dans les gorges profondes creusées par la Durolle doit sa vocation industrielle en partie à cette rivière.
La Dore traverse une partie de la commune en dehors de toute agglomération. Cette rivière longue de 140,5 km coule dans le parc naturel régional Livradois-Forez dans le sens sud-nord. De nombreux lacs et étangs jonchent le lit de cette rivière en bordure de la commune à l'image de l'étang d'Iloa, le plan d'eau de Courty ou encore l'étang du Chambon. La Dore laisse place à de nombreux bras-morts, comme celui proche du pont où traverse l'autoroute A89 à l'ouest de la commune. Son lit est entièrement classé et protégé par le réseau européen Natura 2000, visant à protéger la faune et la flore qui vivent sur les lieux,.
Plusieurs barrages retiennent les eaux de la Durolle, notamment dans la vallée des Usines. Le plus important d'entre eux est celui du village de Membrun situé à quelques mètres du village de Bellevue. Plus haut dans la commune, un autre grand barrage retient les eaux de la Credogne : barrage de la Muratte.

### Climat
Pour des articles plus généraux, voir Climat d'Auvergne-Rhône-Alpes et Climat du Puy-de-Dôme.
En 2010, le climat de la commune est de type climat des marges montargnardes, selon une étude du Centre national de la recherche scientifique s'appuyant sur une série de données couvrant la période 1971-2000. En 2020, Météo-France publie une typologie des climats de la France métropolitaine dans laquelle la commune est exposée à un climat de montagne ou de marges de montagne et est dans la région climatique Nord-est du Massif Central, caractérisée par une pluviométrie annuelle de 800 à 1 200 mm, bien répartie dans l’année.
Pour la période 1971-2000, la température annuelle moyenne est de 10,7 °C, avec une amplitude thermique annuelle de 16,6 °C. Le cumul annuel moyen de précipitations est de 959 mm, avec 11,5 jours de précipitations en janvier et 8,1 jours en juillet. Pour la période 1991-2020, la température moyenne annuelle observée sur la station météorologique de Météo-France la plus proche, « Courpière », sur la commune de Courpière à 11 km à vol d'oiseau, est de 11,8 °C et le cumul annuel moyen de précipitations est de 876,9 mm,. Pour l'avenir, les paramètres climatiques de la commune estimés pour 2050 selon différents scénarios d'émission de gaz à effet de serre sont consultables sur un site dédié publié par Météo-France en novembre 2022.

## Milieux naturels et biodiversité

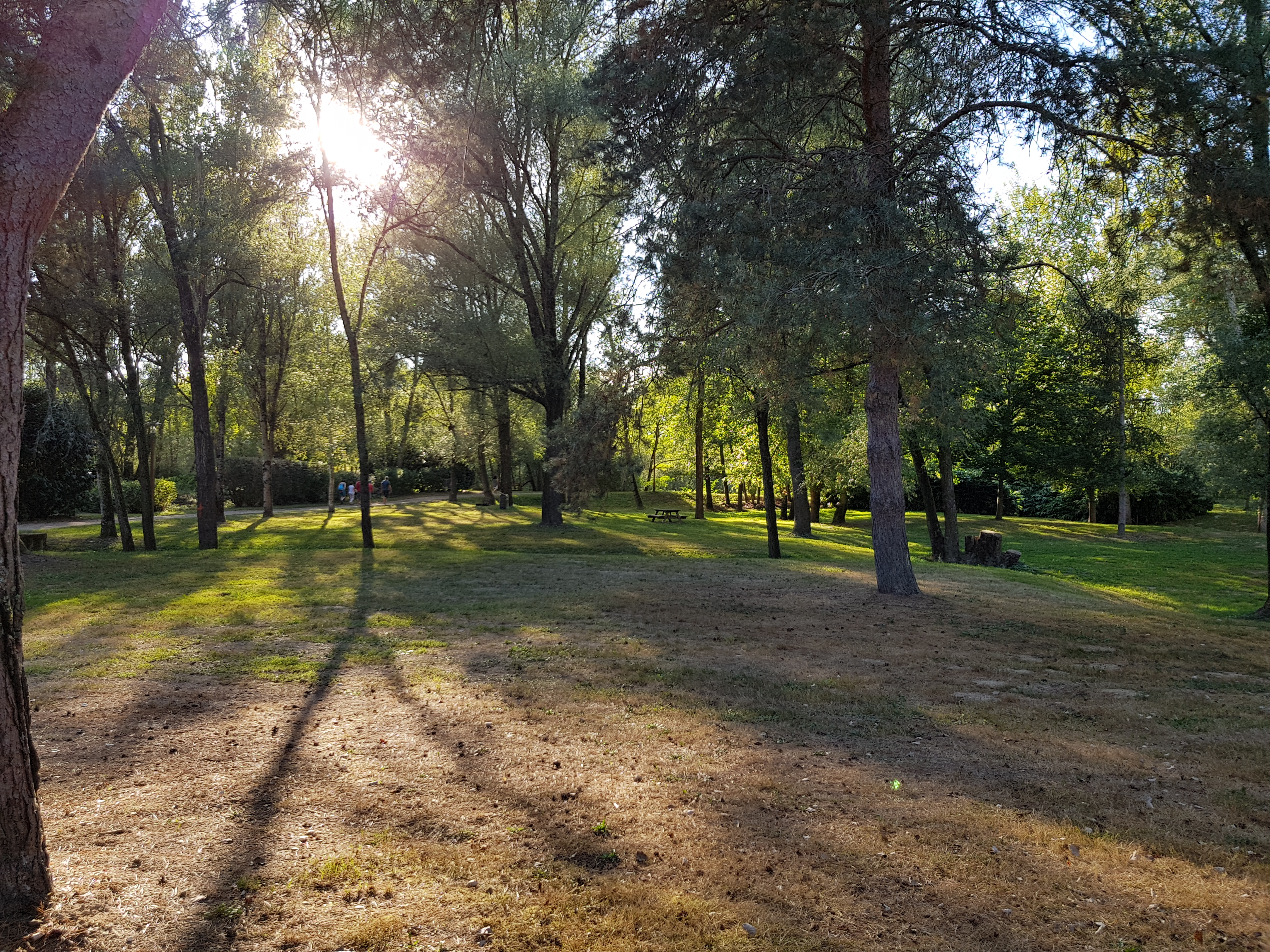
Une partie de la base de plein air et de loisirs d'ILOA.

### Parcs et jardins urbains
La ville compte plusieurs parcs et jardins urbains. Parmi eux, le square de Verdun situé rue des Grammont présente un monument aux morts de la guerre de 1914-1918, les jardins de Saint-Jean se hissent entre l'ancien hôpital de Thiers et la Durolle, le parc de l'Orangerie accueille une maison bourgeoise transformée en maison de retraite et une orangerie ouverte au public, le parc du Breuil — ancien camping transformé en parc public — accueille notamment la salle polyvalente Jo-Cognet. Plusieurs châteaux situés sur la commune offrent des parcs aménagés ouvert aux visites. Le château de la Chassaigne et ses jardins français sont ouverts au public lors de la saison estivale.
Plusieurs places urbaines sont aménagées pour accueillir des espaces verts. Parmi elles, le pré des Archers sert notamment à l’accueil de la foire au pré le deuxième week-end de septembre ; une partie de la place est revêtue de gazon arboré de vieux chênes, le square de la gare situé face à la gare de Thiers propose un petit espace de jeux pour les enfants, la place Saint-Exupéry offre une promenade engazonnée et arborée en plus d'accueillir le complexe Espace et la base de loisirs d'Iloa étendue sur 70 hectares.

### Zonages réglementaires de gestion
Le réseau Natura 2000 est un réseau écologique européen de sites naturels d’intérêt écologique élaboré à partir des Directives « habitats » et « oiseaux ». Ce réseau est constitué de Zones Spéciales de Conservation (ZSC) et de Zones de Protection Spéciale (ZPS). Dans les zones de ce réseau, les États membres s'engagent à maintenir dans un état de conservation favorable les types d'habitats et d'espèces concernés, par le biais de mesures réglementaires, administratives ou contractuelles. Les sites Natura 2000 présents sur le territoire communal de Thiers sont au nombre de deux : « la Dore et ses affluents » classé site d'importance communautaire (SIC) en 2003 et ZSC en 2014 et « les zones alluviales de la confluence Dore-Allier », classé SIC en 2014 et ZSC en 2016.

### Arrière-pays
Plusieurs espaces naturels entourent l'agglomération : la plaine de la Limagne, la vallée de la Dore, les monts du Forez à l'est de la ville, les Bois Noirs ou encore la chaîne des Puys qui est un ensemble emblématique du parc des volcans d'Auvergne : il s'agit d'un des plus importants ensembles volcaniques d'Europe à 40 km environ à l'ouest de la ville après la grande plaine de la Limagne qui est classée depuis le 2 juillet 2018 sur la liste du Patrimoine mondial de l'UNESCO.

## Urbanisme

### Typologie
Au 1er janvier 2024, Thiers est catégorisée petite ville, selon la nouvelle grille communale de densité à sept niveaux définie par l'Insee en 2022.
Elle appartient à l'unité urbaine de Thiers, une agglomération intra-départementale regroupant deux communes, dont elle est ville-centre,,. Par ailleurs la commune fait partie de l'aire d'attraction de Thiers, dont elle est la commune-centre,. Cette aire, qui regroupe 19 communes, est catégorisée dans les aires de moins de 50 000 habitants,.

### Occupation des sols

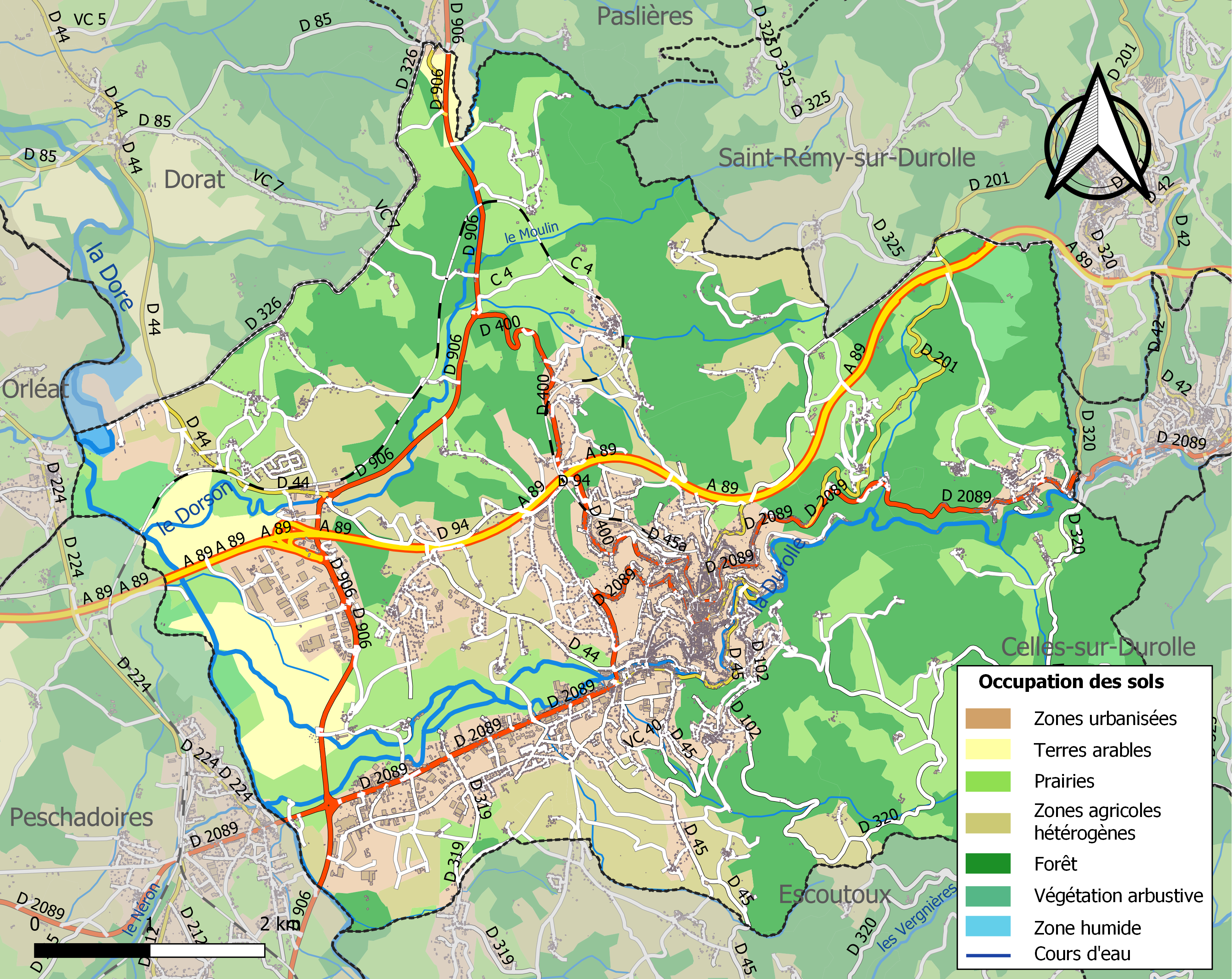
Carte des infrastructures et de l'occupation des sols de la commune en 2018 (CLC).

L'occupation des sols de la commune, telle qu'elle ressort de la base de données européenne d’occupation biophysique des sols Corine Land Cover (CLC), est marquée par l'importance des forêts et milieux semi-naturels (40,6 % en 2018), une proportion sensiblement équivalente à celle de 1990 (40,3 %). La répartition détaillée en 2018 est la suivante : forêts (38,2 %), prairies (22,8 %), zones agricoles hétérogènes (13,3 %), zones urbanisées (12,4 %), zones industrielles ou commerciales et réseaux de communication (6,1 %), terres arables (4,1 %), milieux à végétation arbustive et/ou herbacée (2,5 %), espaces verts artificialisés, non agricoles (0,5 %), eaux continentales (0,1 %).
L'IGN met par ailleurs à disposition un outil en ligne permettant de comparer l’évolution dans le temps de l’occupation des sols de la commune (ou de territoires à des échelles différentes). Plusieurs époques sont accessibles sous forme de cartes ou photos aériennes : la carte de Cassini (XVIIIe siècle), la carte d'état-major (1820-1866) et la période actuelle (1950 à aujourd'hui).

### Morphologie urbaine et quartiers

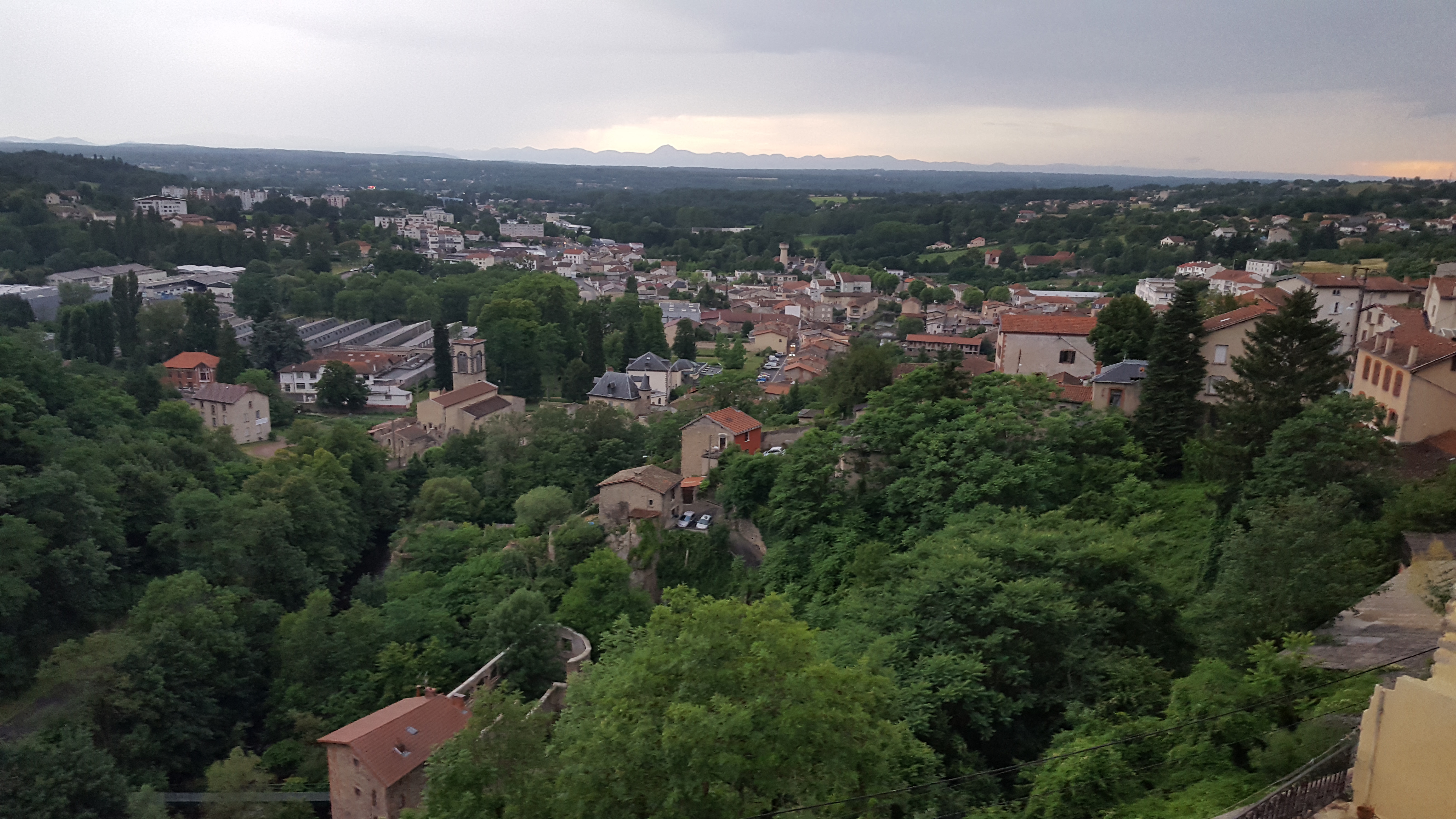
Le quartier du Moutier vu depuis le quartier Saint-Jean.

La géographie de Thiers est marquée par son étagement le long des collines escarpées surplombant la vallée de la Durolle. Le dénivelé important fournit la force hydromotrice nécessaire à la papeterie et à l'émouture des couteaux dès le XVe siècle. La ville est divisée en plusieurs quartiers dispersés sur les 44,5 km2 que compte la commune.

#### Ville-basse

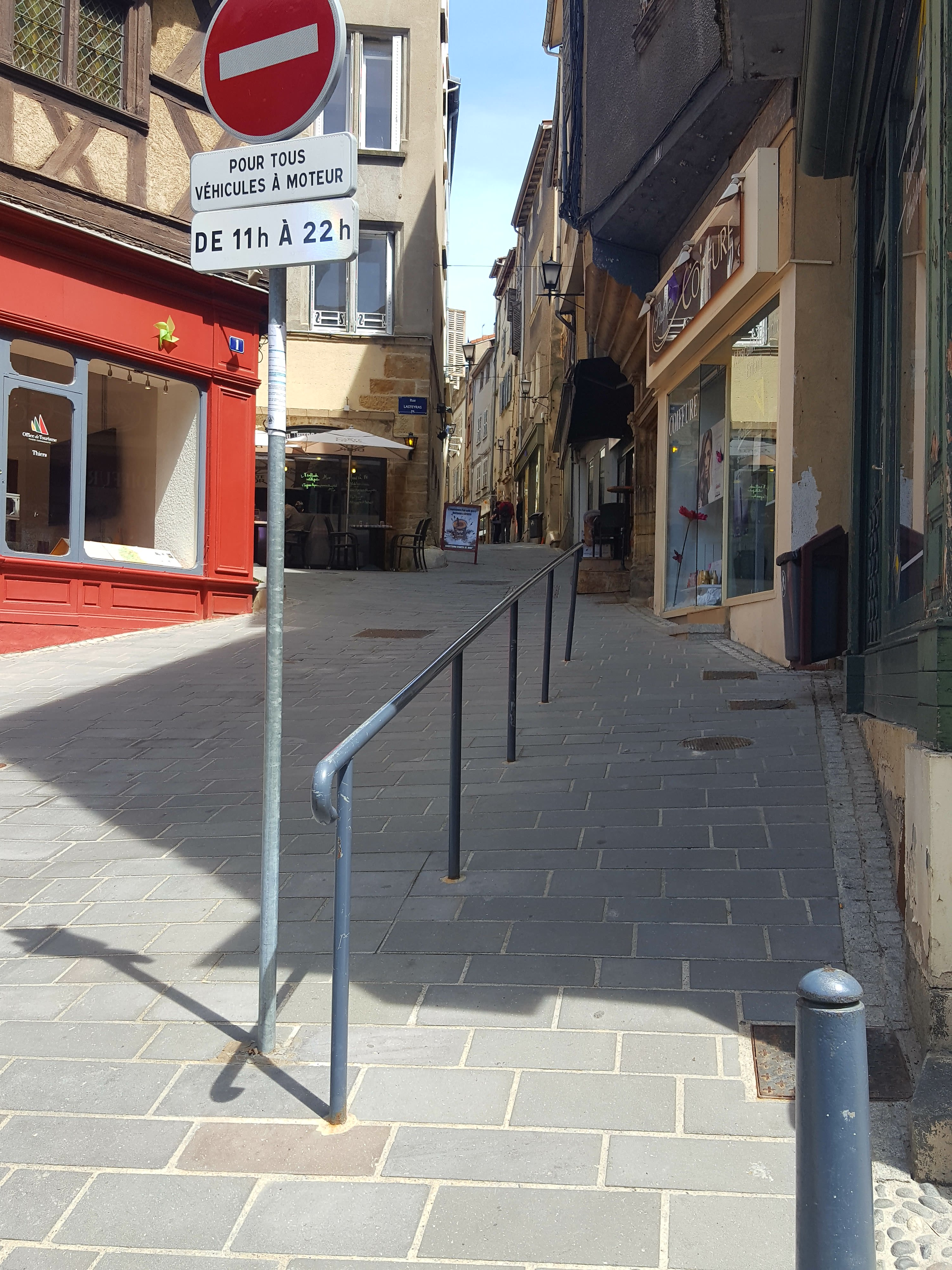
La rue du Bourg est une des rues de la cité médiévale.

La ville-basse est la partie située entre le quartier du Moutier jusqu'à la Varenne et Peschadoires. Il y est surtout concentré des commerces et des entreprises. Sur le plan superficiel, c'est le quartier le plus étendu de Thiers avec un peu plus de 6 km de long. Ce quartier reprend la forme rectiligne de l'avenue Léo-Lagrange, et du Général-de-Gaulle. Le Moutier est un quartier emblématique pour la ville. Il est principalement situé dans la ville-basse de Thiers. De nombreux passages de l'histoire de la ville de Thiers se passent dans ce dernier. L'église Saint-Symphorien et l'abbaye du Moutier sont présentes dans ce quartier. Des ateliers de fabrication de couteaux et des anciennes papeteries sont toujours présents sur les lieux.

#### Ville-haute
La ville-haute est le quartier le plus ancien de Thiers. C'est le quartier thiernois où résident le plus d'habitants étant donné du nombre élevé de logements. Il est en grande partie protégé par le secteur sauvegardé de Thiers et de nombreux bâtiments sont inscrits ou classés sur l'inventaire des monuments historiques. L'architecture, purement médiévale, présente de nombreuses maisons à colombages datant du XVe siècle,.

#### Couronne périurbaine
La couronne périurbaine de Thiers est composée de plusieurs lieux-dits. Au total, plus de 100 villages sont à recenser. Parmi eux, les plus importants sont le Fau qui abrite le centre hospitalier de Thiers ainsi qu'une école qui a pris le nom du quartier, les Garniers qui possède une chapelle à son nom ainsi qu'une école maternelle et élémentaire ou encore Courty qui s'est développé avec l'arrivée de la gare de Courty en 1872 et avec la construction de base de loisirs d'Iloa entre 1985 et 1989. Le cabaret « le Moulin bleu » est présent sur le site. Le Felet se situe proche de la sortie Thiers-ouest sur l'autoroute A89 et voit son développement économique lors de la construction de la zone industrielle qui prend son nom. De grandes industries sont implantées sur les lieux comme une usine du groupe allemand Brüggen.

#### Faubourgs industriels

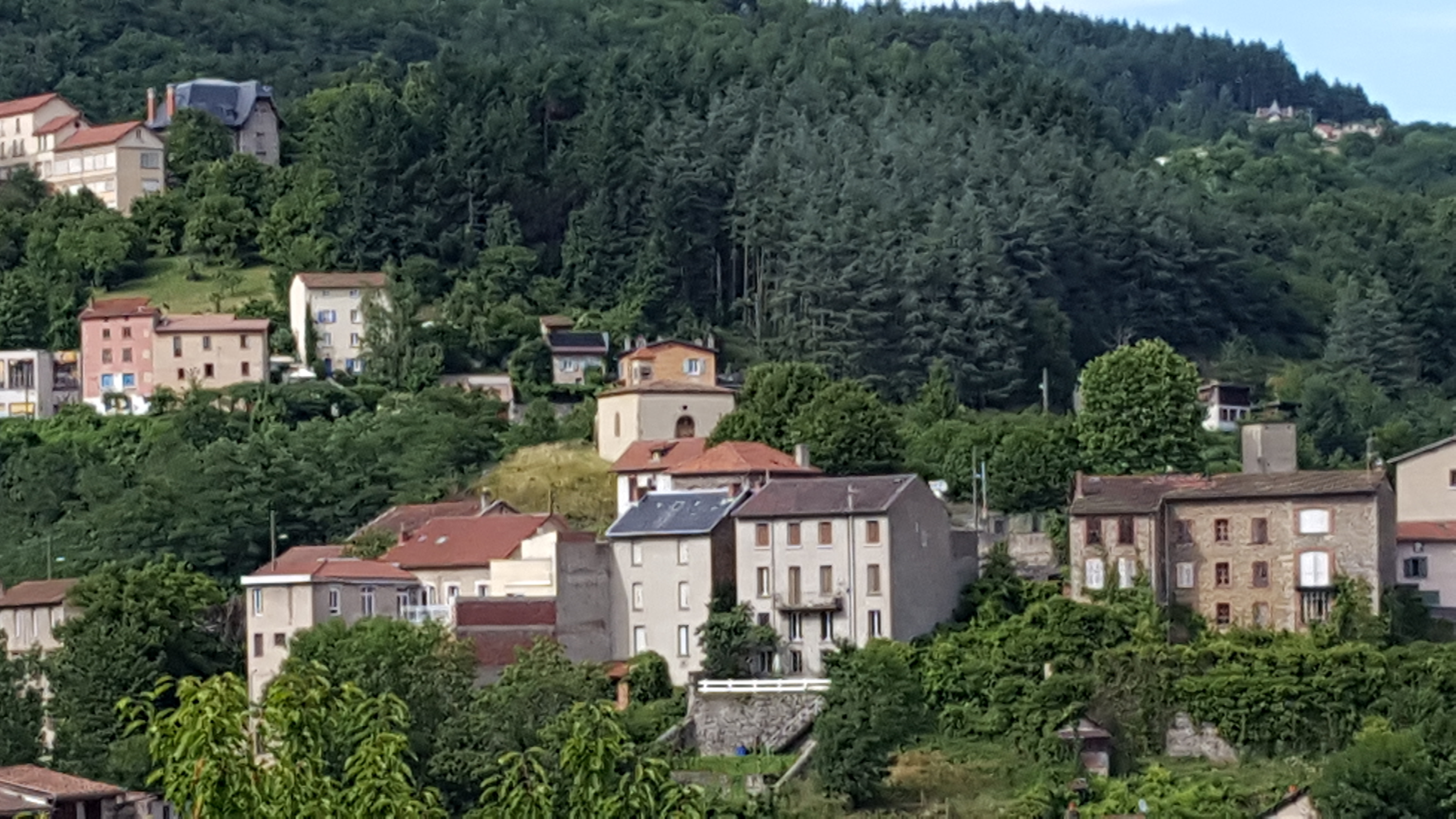
Le faubourg de la Vidalie proche du village des Belins.

La ville de Thiers compte plusieurs faubourgs industriels. Parmi eux, les plus importants sont Château Gaillard, qui est traversé par l'ancienne route nationale 89 en direction de la Monnerie-le-Montel à l'est et de Thiers à l'ouest et qui comprend l'entrée de la vallée des Rouets, Bellevue, qui touche Château Gaillard et qui accueille le barrage de Membrun qui retient les flots de la Durolle, le quartier des Belins qui se situe sur les hauteurs de Thiers où une vue panoramique sur le centre médiéval de Thiers s'ouvre entre les montagnes et qui accueille une maison de retraite rattachée au centre hospitalier de Thiers : le Belvédaire, Boulay, qui est le quartier de l'entrée est de Thiers où la géologie du site est très pittoresque, d'un côté la falaise prend place et de l'autre le vide de la vallée des Usines et la Durolle offre un panorama allant jusqu'à 170° sur le centre-ancien de Thiers,

### Risques majeurs
La ville de Thiers est sujette à plusieurs risques naturels. Des mouvements de terrains peuvent se produire étant donné le relief de la ville. Thiers connaît deux mouvements de terrain en 1984 situés au nord de la ville le long de l’A89 et une coulée de boue dans la vallée des Usines. Des séismes peuvent se produire dans la ville : Thiers est classée en zone de sismicité modérée (niveau 3) ; de plus la ville est proche de nombreux volcans. Thiers, traversée par la Dore, la Durolle et par de nombreux ruisseaux, a déjà été la cible d'inondations, comme le 5 juin 1900 lorsqu'un violent orage entraîne des torrents de boue qui s'engouffrent dans les rues encore non pavées, faisant trois victimes et des dégâts considérables. Des événements climatiques exceptionnels se produisent chaque décennie sur la commune. Des vents de 150 km/h sont recensés au centre-ville en 1999. Deux ans plus tôt, toute la montagne surplombant la ville est la cible de pyromanes venus mettre le feu dans la forêt des Margerides proche de la falaise du même nom. La commune de Thiers est classée en zone risque moyen quant aux feux de forêt.
En plus des risques naturels, la ville est exposée à des risques liés aux activités humaines. La commune est soumise au risque de rupture de barrage. En effet, le barrage de Membrun (haut de 16 m), situé sur la Durolle à moins d'un kilomètre des premiers bâtiments de la vallée des usines représente un risque pour la ville située en dessous de celui-ci. Plus haut dans la commune, le barrage de la Muratte ne représente pas de risque pour la commune étant donné sa distance avec celle-ci. Le risque industriel est présent dans la ville même si aucune catastrophe n'est à recenser en 2018. La commune de Thiers est concernée par la présence de plusieurs établissements « Installations Classées pour la Protection de l’Environnement » (ICPE) et se situe en zone risque faible. Thiers, avec le passage de l'A89 et des routes départementales 906 et 2089, est soumise au risque de transport de matières dangereuses.

### Logement

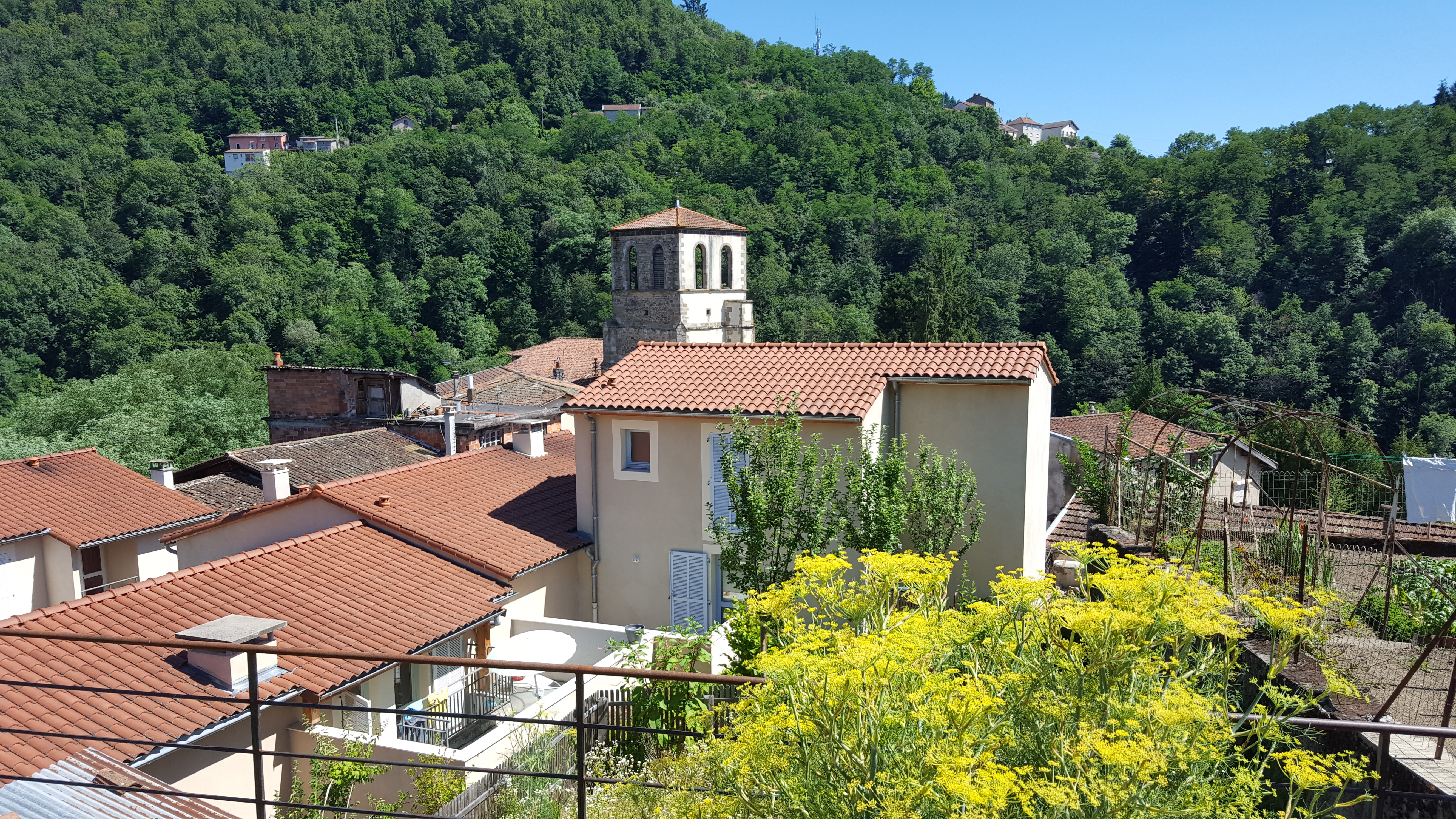
Le quartier « Saint-Jean » où plusieurs immeubles ont été rénovés durant la période 2010-2015.

Le nombre de logements de Thiers est estimé à 7 140 en 2007. Ces logements de Thiers se composent de 5 682 résidences principales, 230 résidences secondaires ou occasionnelles ainsi que 1 228 logements vacants. La ville compte 11 805 habitants en 2017 pour une superficie de 44,49 km2, soit une densité de population de 265,34 habs/km2 pour une densité de logements de 160,49 logements/km2.
Depuis 2002, Thiers s'est lancée dans une vaste opération de renouvellement urbain qui se traduit par la réhabilitation de nombreux immeubles et de voiries. Le but de ces actions est globalement redynamiser la ville haute soit le centre-ancien et les quartiers l'avoisinant,. Ainsi, des espaces comme la place Antonin-Chastel, le quartier Saint-Jean ou la rue du Transvaal sont réaménagés,.

### Agglomération et aire urbaine
L'agglomération ou unité urbaine de Thiers se constitue des communes de Thiers et Peschadoires et comptait 14 377 habitants en 2015,. Les deux communes connaissent une conurbation étant donné que leur banlieue se touchent.
L'aire urbaine de Thiers comptait 17 719 habitants en 2013 et 18 688 en 2014. Elle se compose de sept communes (Thiers, Peschadoires, Escoutoux, Dorat, Néronde-sur-Dore, Paslières et Noalhat) et fait partie de l'espace urbain de Clermont-Ferrand.

### Voies de communication et transports

#### Voies routières

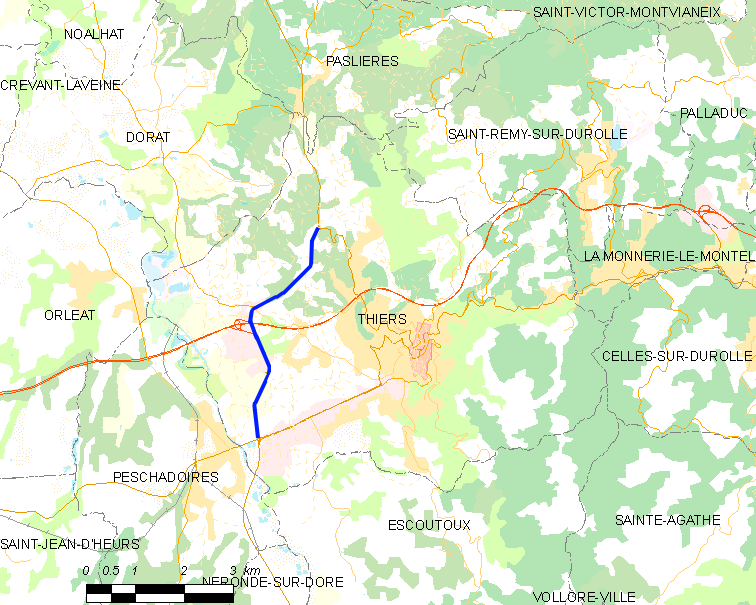
Carte de la rocade de Thiers (en bleu).

Thiers bénéficie depuis les années 1970 de deux sorties d'autoroute sur l'A89 en direction de Lyon, Clermont-Ferrand ou Bordeaux :
- la sortie 29 (Thiers-ouest), débouchant sur la D 906 en direction de Vichy, Ambert, Courpière et la zone industrielle de Felet ;
- la sortie 30 (Thiers-centre), desservant La Monnerie-le-Montel, Saint-Rémy-sur-Durolle, Celles-sur-Durolle et Chabreloche.

D'autres autoroutes passent à proximité de la commune : l'A71 qui dessert Clermont-Ferrand à Paris via Orléans et Bourges et l'A75 qui dessert quand elle le sud de Clermont-Ferrand en direction de Perpignan et Montpellier via Millau et Lodève. Thiers se situe à 30 kilomètres du carrefour autoroutier de l'A71, l'A75, l'A711 et de l'A89.
Deux anciennes routes nationales, devenues départementales, traversent la commune : la route nationale 89, devenue route départementale 2089 en direction de Lyon et Bordeaux, et la route nationale 106, en direction de Nîmes et Paris, modifiée deux fois : elle passait auparavant par le centre-ville ; la D 906 contourne l'agglomération par la zone industrielle du Felet (la D 400 permettant d'accéder au centre-ville depuis Vichy). Ce contournement, également caractérisé de rocade débute au rond-point de la Côte de la Chèvre jusqu'à celui du Chambon et mesure au total plus de 5 km.
D'autres routes départementales moins importantes desservent certains quartiers de la commune : la D 44 vers Dorat, les D 45 et 319 vers Escoutoux, la D 102 vers Sainte-Agathe, la D 201 vers Saint-Rémy-sur-Durolle et la D 320 reliant le village de Bellevue à Escoutoux.

#### Les transports ferroviaires

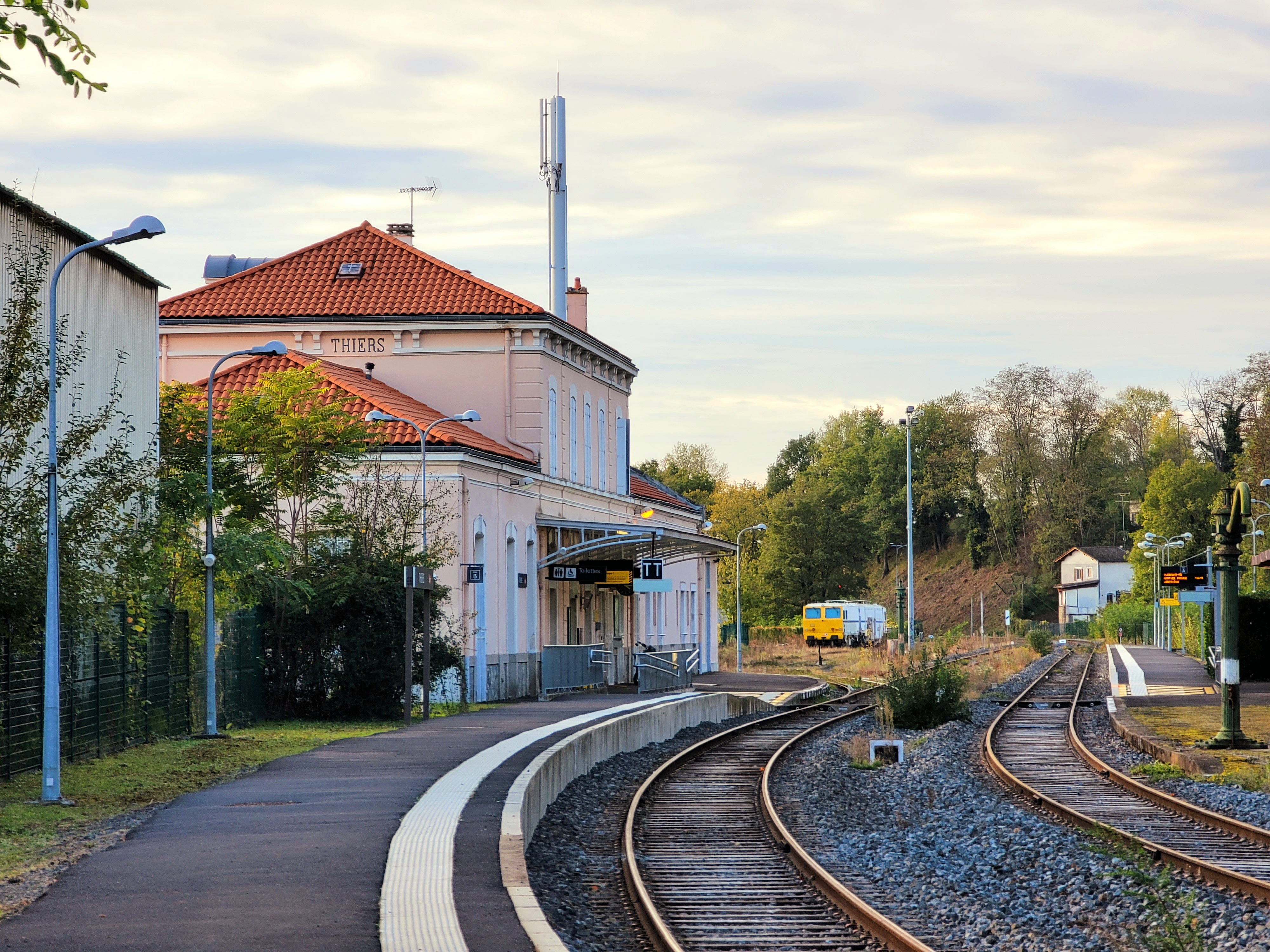
La Gare de Thiers en 2022.

En 1872, la gare de Thiers et la gare de Courty ouvrent leurs portes sur la ligne de Clermont-Ferrand à Saint-Just-sur-Loire. L'ouverture des deux gares marque les premiers temps de la révolution industrielle à Thiers.
La ligne SNCF entre la gare de Pont-de-Dore, passant par la gare de Thiers jusqu'à Noirétable, est marquée par le relief pittoresque et accidenté de la section. Le relief a nécessité la construction de viaducs (comme celui du Grand Tournant) ou le creusement de nombreux tunnels. Aujourd'hui, la ligne de Thiers à Boën-sur-Lignon est en très mauvais état et est fermée à la circulation des trains. Pour l'instant, aucune réouverture n'est prévue. Plusieurs personnages politiques du Livradois-Forez sont optimistes pour voir cette ligne un jour en activité.

#### Les transports en commun
Thiers dispose d'un réseau de transport en commun organisé par le syndicat intercommunal à vocation unique « SIVU TUT » un réseau de transport en commun constitué de cinq lignes reliant chaque point de la ville à un autre. Ce réseau urbain et interurbain se nomme « Transports urbain thiernois », en abrégé « TUT », qui dessert aussi la commune limitrophe de Peschadoires.
En complément des lignes du réseau urbain TUT, le « SIVU TUT » met en place des lignes de transport à la demande pour tous les habitants du périmètre de transport urbain, y compris aux personnes à mobilité réduite. Ce service spécifique est créé pour desservir des quartiers de Thiers ou de Peschadoires pour lesquels la demande ne peut pas justifier le passage régulier d'un bus.

##### Les réseaux interurbains
La ville de Thiers est accessible par une ligne Cars Région Express et cinq lignes interurbaines (réseau Cars Région Puy-de-Dôme) gérées par la région Auvergne-Rhône-Alpes. La plupart de ces lignes desservent la mairie et les lycées.
| Réseau                  | Ligne | Tracé                                             |
| ----------------------- | ----- | ------------------------------------------------- |
| Cars Région Puy-de-Dôme | P01   | Clermont-Ferrand – Thiers – Chabreloche           |
| Cars Région Puy-de-Dôme | P02   | Arlanc – Ambert – Thiers – Clermont-Ferrand       |
| Cars Région Puy-de-Dôme | P03   | Vichy – Thiers – Ambert – Arlanc                  |
| Cars Région Puy-de-Dôme | P56   | Châteldon – Puy-Guillaume – Thiers                |
| Cars Région Puy-de-Dôme | P83   | Vollore-Montagne – Thiers (mairie) (à la demande) |
| Cars Région Express     | X18   | Saint-Étienne – Clermont-Ferrand                  |

#### Les transports aériens
La ville bénéficie de la proximité de l'aéroport de Clermont-Ferrand-Auvergne, à 37 km, pour une durée de trajet de vingt-cinq minutes. Thiers se trouve aussi à une heure de l'aéroport de Saint-Étienne-Bouthéon (94 km, 1 h 5) et deux de celui de Lyon-Saint-Exupéry (180 km). D'autres aéroports, moins importants sont présents comme ceux du Puy - Loudes, Aurillac, Roanne ou encore Vichy-Charmeil. L'aérodrome d'Issoire - Le Broc se situe à 42 km de Thiers pour une durée de trajet d'1 heure. Celui d'Ambert - Le Poyet est à 55 km de la ville pour un temps de trajet de 55 minutes.

### Immobilier
Le prix moyen du m² à Thiers le 1er décembre 2018 s'établit ainsi :
| Type de logement | Prix moyen en (€/m²) |
| ---------------- | -------------------- |
| Appartement      | 721 €                |
| Maison           | 941 €                |

## Toponymie

### Origine antique du nom
La totalité des linguistes voient dans le toponyme Thiers le mot gaulois « tigerno » qui veut dire « seigneur ». C'est par exemple le cas de Xavier Delamarre (pour lui = « domaine de Tigernos »), et précédemment de Joseph Vendryes ou d'Albert Dauzat. La signification du Castrum Tigernum serait donc celle de fort seigneurial.
On retrouve ce terme celtique dans l'ethnonyme Tigurini, tribu de la Suisse actuelle et sans doute dans Thiernu (Aisne, *Tigerno-ialon). Il est également attesté en celtique insulaire : vieil irlandais tigern, tigirn, seigneur, chef ou vieux breton Tigern, Tiarn, seigneur, chef.

### Noms médiévaux et modernes
Dérivent de la forme antique, celles médiévales et modernes. La ville est mentionnée au début du Moyen Âge comme Castrum Thigernum par Grégoire de Tours au VIe siècle,. Par la suite, Tihernum 1373 (après lénition de /g/ intervocalique), Tiernium 1392.
En auvergnat,, le toponyme est Tiarn ou Tièrn en norme classique,,, voire aussi Tigèrn localement. Toujours en auvergnat mais cette fois-ci en écriture auvergnate unifiée son nom est Tiä, voir Tïé.
Ce nom est attesté depuis le Moyen Âge. La version médiévale Thiart est aussi attestée dans l'armorial de Guillaume Revel (vers 1450),.

## Histoire

### Préhistoire
Aucun travail de recherche ou de fouille archéologique n’a mis en évidence une occupation humaine de la région thiernoise durant la préhistoire.

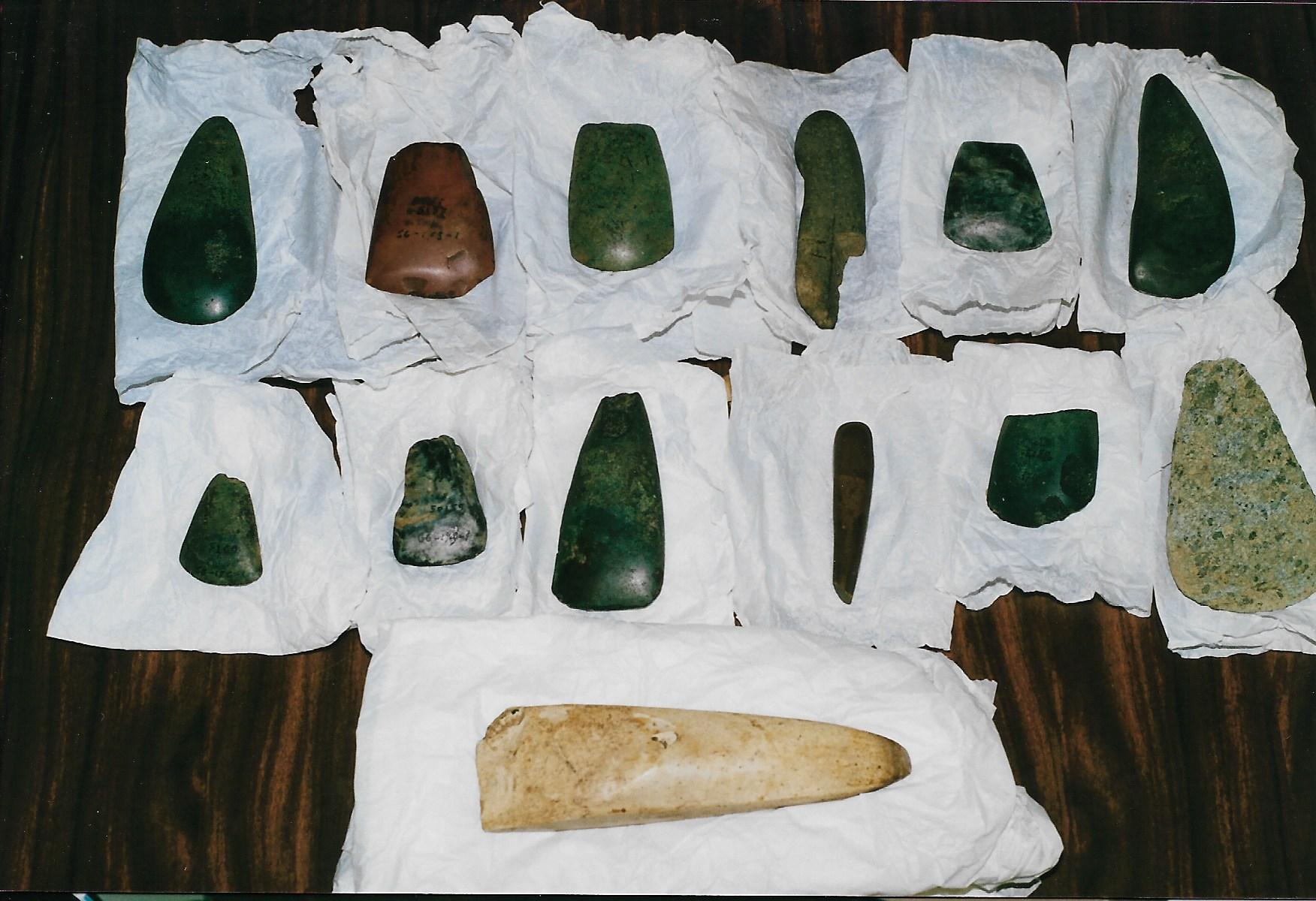
Les pierres polies néolithiques du Musée de la Coutellerie

Néanmoins, 17 objets préhistoriques sont présents dans les collections du Musée de la Coutellerie de Thiers. La collection comporte 3 pierres taillées de type nucléus (silex) et 14 pierres polies. Certaines pierres ont une provenance et une date de découverte connues (Dorat, Orléat, Saint-Rémy sur Durolle, Chapet…) mais la plupart sont sans information sur leur contexte de prélèvement. Ces pierres, en grande majorité des haches ou herminettes, font remonter l’implantation humaine de la région thiernoise au Néolithique. Trois de ces haches ont été récemment identifiées comme provenant de régions alpines (jade verte).
On peut supposer que les zones d’implantation humaine du secteur thiernois au Néolithique s’étendaient de la plaine de la Dore (Dorat, Orléat) jusqu’à l’arrière-pays, sur les premiers contreforts du Forez (Chapet – Bel Air, Saint-Rémy sur Durolle).

### Les origines protohistoriques et antiques

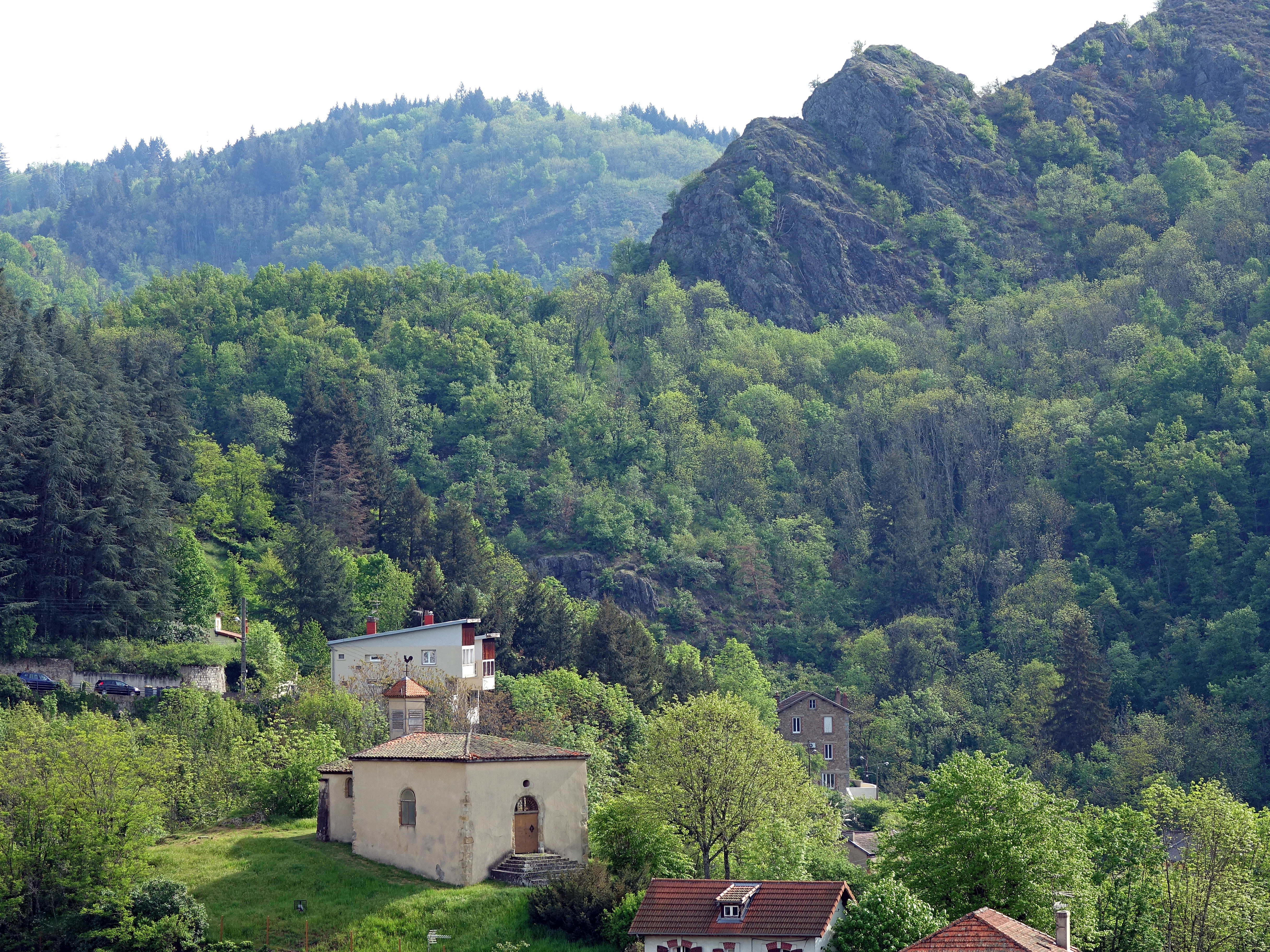
Vue générale du site historique des Millières au pied du Rocher des Margerides

Depuis le début du XIXe siècle et jusqu’aux années 2022-2023, l’origine de Thiers était localisée dans le quartier du Moûtier (ville basse). Ceci dépendait du fait que la position actuelle de l’église Saint-Symphorien au Moûtier (XI-XIIe siècle), mentionnée par Grégoire de Tours dans les textes hagiographiques de la fin du VIe siècle, cristallisait la localisation du castrum mérovingien dans l’emprise de l’église et de l’abbaye. Par interpolation et traduction incertaine du latin, les historiens ont considéré le « castrum » de Grégoire comme une petite agglomération mérovingienne fortifiée et héritée d’une occupation durant l’Antiquité dès le Haut-Empire romain. La toponymie du nom « Thiers » indiquerait également une possible racine celte (« tigerno » ou « tigern » au sens de « seigneur » ou « chef ») et donc une occupation plus ancienne du secteur thiernois durant l’époque gauloise, toujours dans le secteur du Moûtier. Aucune preuve ou reste archéologique n’était venu jusqu’alors étayer ces suppositions sur les origines lointaines de la ville en position basse, dans le débouché de la vallée de la Durolle vers la plaine de la Limagne.

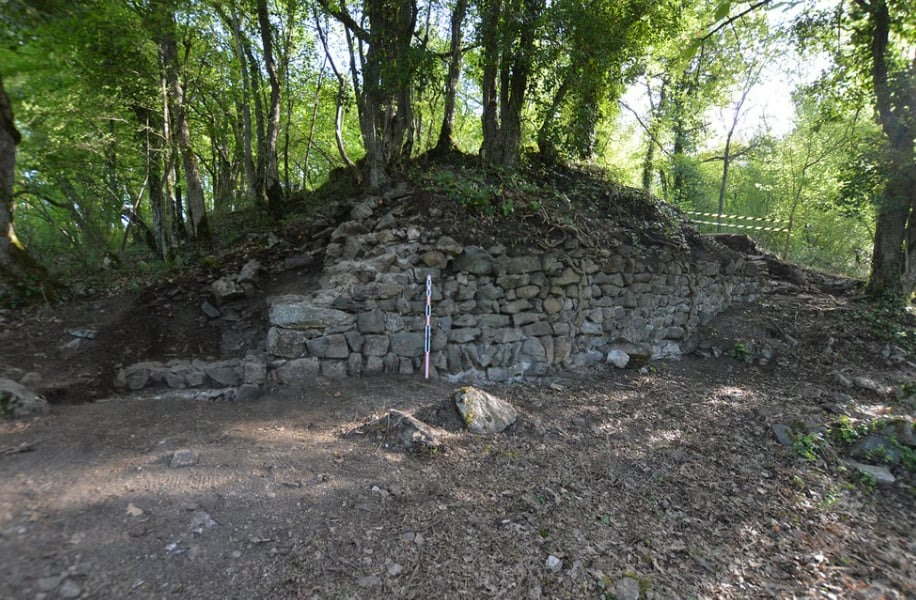
La fortification sud et la porte du castrum des Millières mises à jour en 2023

En 2022, le site archéologique des Millières, positionné dans les Margerides sur les premiers contreforts du Forez, a été mis en lumière rive gauche de la Durolle. Des sondages archéologiques effectués en 2023 et 2024 par une équipe de l’Université Lumière – Lyon - II ont permis de confirmer la présence d’une forteresse perchée de plus d’un hectare de surface intra-muros sur cet éperon localisé au-dessus d’un méandre de la vallée de la Durolle. Les premiers résultats de ces recherches universitaires ont mis en évidence que cette forteresse de hauteur a été bâtie vers le début du Ve siècle, voire la fin du IVe siècle (Bas-Empire), et a été exploitée au moins jusqu’au VIIe siècle. Ces données ont confirmé que ce site est le « Thigernum castrum » également mentionné « Tigernensi castello » (traduisible en château, place-forte ou forteresse de Thiers) des textes anciens de Grégoire de Tours. Les sondages archéologiques ont également mis en évidence la présence de céramiques protohistoriques datant de la Tène récente (C/D) indiquant une occupation gauloise de l’éperon des Millières aux deuxième et troisième siècles avant notre ère. L’origine gauloise du secteur de Thiers dans cette zone des Margerides est désormais confirmée mais une occupation durant le Haut-Empire est écartée, faute de preuve archéologique. Le site des Millières est en cours d’étude et il est très probable que de nombreux nouveaux éléments archéologiques seront mis en lumière avec l’avancée des recherches et viendront compléter, voire bouleverser, l’histoire ancienne de la ville de Thiers.

### Moyen Âge

#### Haut Moyen Âge
Au niveau des traces écrites les plus anciennes, deux textes hagiographiques de Grégoire de Tours offrent de précieuses informations sur le contexte géographique et historique du castrum primitif de Thiers durant le début de l’époque mérovingienne.
Le premier miracle, via les reliques de saint Symphorien d’Autun, nous permet de savoir que la forteresse de Thigernum a été attaquée vers 530 par Thierry 1er, fils ainé de Clovis, dans le cadre de la reconquête de l’Auvergne par les Francs. Le siège du castrum a entrainé l’incendie des maisons et de l’église Saint-Symphorien, construite en bois, et localisée intra-muros. Grégoire nous apprend que les reliques du saint autunois (3 pierres teintées du sang du martyr) furent préservées de l’incendie par voie de miracle et remises dans une cassette dans la nouvelle église reconstruite au même endroit, possiblement maçonnée.

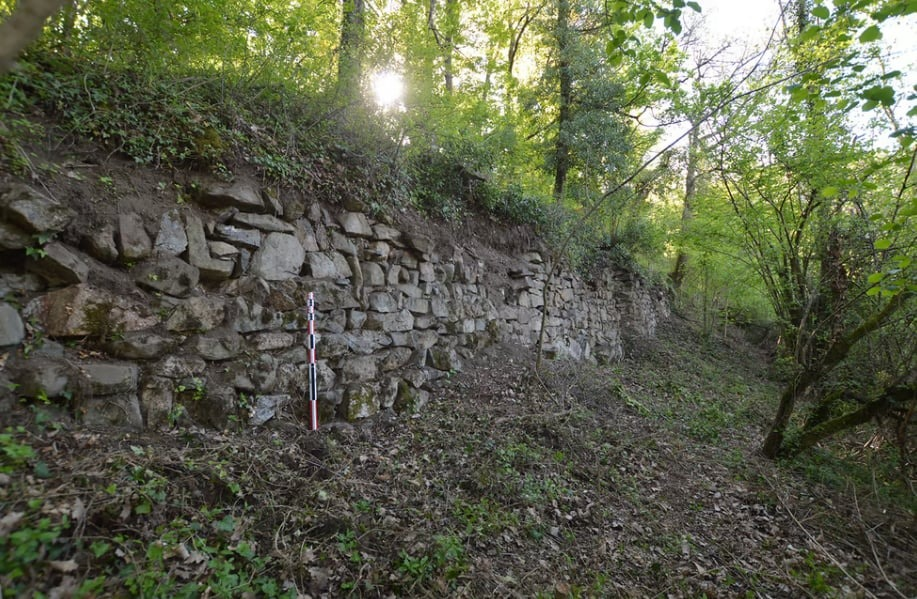
Le mur de fortification ouest du Thigernum Castrum (site des Millières - 2023)

Le deuxième miracle rapporté par Grégoire de Tours concerne la découverte de l’ancien tombeau de Genès, saint local, par les bœufs égarés d’un paysan. Cette zone est décrite par Grégoire comme un chemin menant à une forêt. Cet événement daté des années 570-580 a donné lieu à la construction, à l’emplacement du tombeau, d’une grande basilique commanditée par Avitus 1er de Clermont (Avit de Clermont) sur l’éperon où se situe l'actuelle église Saint-Genès (XI-XIIe siècles) dans le centre médiéval thiernois. Il est précisé que pour assoir sa nouvelle fondation, l’évêque de Clermont y a fait ajouter les reliques de saint Genès d’Arles, célèbre homonyme. Grégoire précise que ces évènements liés à l’édification de la basilique primitive Saint-Genès se sont déroulés en dehors mais à proximité du castrum. Ce scénario historique et géographique est en adéquation avec la position de la forteresse des Millières située à environ un kilomètre à vol d'oiseau. La construction de l’église paléochrétienne Saint-Genès, sous l’impulsion de l’évêque Avitus, semble être à l’origine de la fondation de la ville haute actuelle de Thiers. Grégoire de Tours insiste en précisant que l’évêque de Clermont y a instauré une fête et que les pèlerins y venaient nombreux pour guérir de diverses maladies, indiquant le succès de cette fondation dans le dernier quart du VIe siècle. Cet évènement apparait comme une volonté politique et stratégique pour favoriser une implantation humaine forte et durable dans ce secteur de la vallée de la Durolle. La présence de deux églises dédiées à deux des saints les plus célèbres des V-VIe siècles trahit vraisemblablement une intention du pouvoir local et régional (territoire arverne) de favoriser le secteur thiernois pour son développement humain et son contrôle.
Rien n’indique, tant au niveau des traces écrites qu’archéologiques, la présence d’un petit bourg, village ou agglomération à la fin de l’Antiquité et au tout début du Moyen Âge. Seule la présence de la forteresse des Margerides (Thigernum castrum - site des Millières) est aujourd’hui avérée et devait représenter le centre principal élitaire de pouvoir du secteur en endossant plusieurs rôles : militaire et ostentatoire, résidence aristocratique de pouvoir, surveillance de la plaine, lieux de culte chrétien principal (dédié à saint Symphorien), contrôle du commerce et des flux de marchandises, relais routier (restauration et hostellerie) … Les recherches universitaires en cours mettent en évidence que le Thigernum castrum était inclus dans une ligne de défense fortifiée de la frontière orientale de la Limagne, soit l’ancienne Auvergne voire l’Aquitaine antique. Plusieurs castra sont identifiés sur cette marge ou frontière géographique et administrative s’étendant de Vichy à Vollore. Le toponyme « Margeride » de ce secteur du piémont du massif du Forez, vraisemblablement d’origine celte, est en adéquation avec cette notion de marge et de frontière. À l’époque mérovingienne le secteur thiernois est très boisé et à part le castrum, aucune certitude n’est établie sur d’autres zones d’implantation humaine. Le récit de Grégoire de Tours précise tout de même dans le miracle de Genès, que l’homme qui perd ses deux bœufs est un paysan laboureur. La présence de paysans vivant dans le secteur du castrum Thigernum, peut-être de façon éparse, vraisemblablement dans la plaine (basse Durolle et bassin de la Dore), est donc une hypothèse plausible. En plus de la vallée de la haute Durolle, la forteresse de Thiers devait surveiller des axes de circulation secondaires sud-nord (Vollore – Vichy, bassin de la Dore) et est-ouest (Lyon / Roanne – Clermont, vallée de la Durolle) en liaison avec l’antique Via Agrippa passant plus au sud par Vollore et Courpière.
La période carolingienne est la plus mal connue puisque aucune trace écrite probante ne relate des évènements sur Thiers. Certains historiens indiquent que la ville est à nouveau détruite par les sarrasins ce qui, objectivement, ne repose sur aucune source d’autant plus que la notion de ville reste plus qu’incertaine. Il faut attendre le milieu du Moyen Âge, aux alentours de l’an mil, pour retrouver à nouveau quelques écrits relatant Thiers et ses premiers seigneurs féodaux. Le transfert des reliques de l’église Saint-Symphorien du castrum des Millières vers le secteur du Moûtier s’est donc probablement produit durant ces trois siècles méconnus. Vers l’an mil, les données historiques avérées permettent de dire que seul le faubourg autour de l’église Saint-Genès est habité et possiblement en expansion. Ceci notamment avec l’installation d’un seigneur à proximité par l’édification d’un château et très vraisemblablement par la présence d’un monastère dédié à saint Genès depuis plusieurs siècles voire depuis la fondation d’Avitus Ier de Clermont. L’église Saint-Jean de Thiers et celle de Saint-Symphorien et son abbaye au Moûtier sont aussi en place à cette période (citées en 1016). En parallèle, le castrum mérovingien des Margerides semble déjà abandonné depuis une période indéterminée.

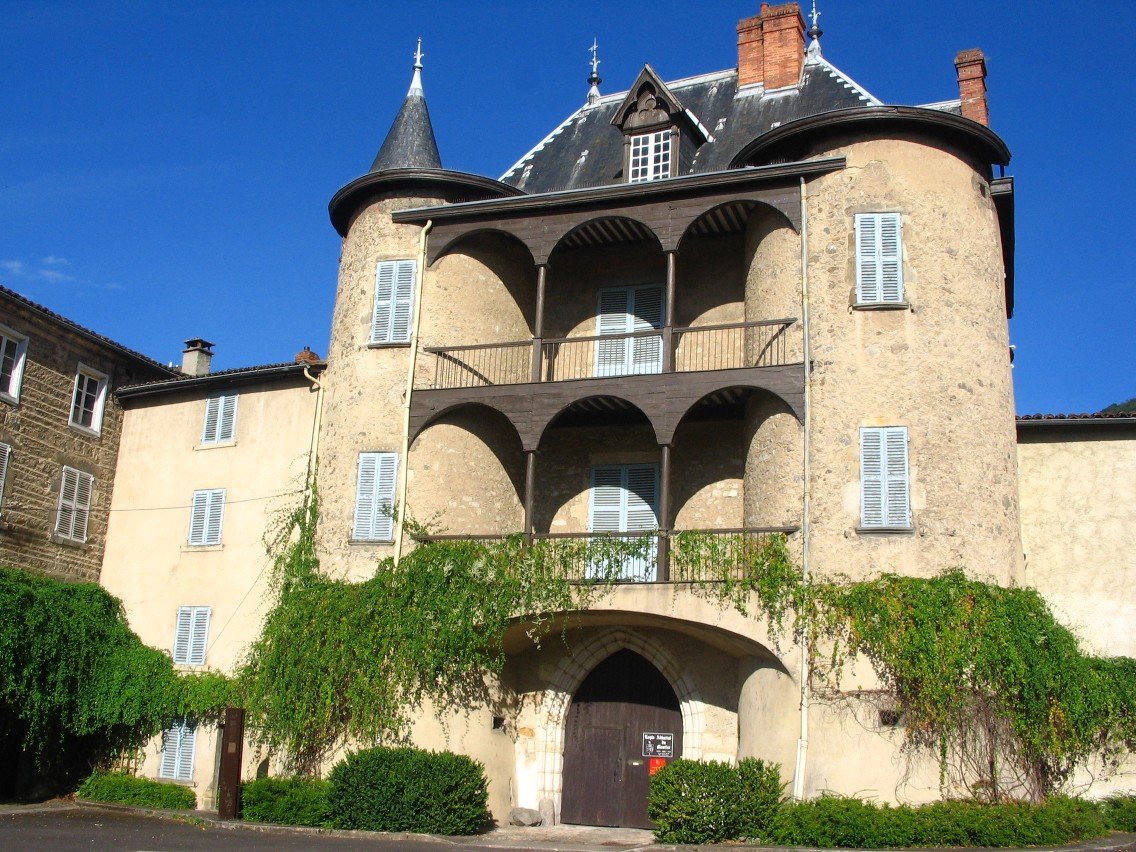
Une partie de l'abbaye du Moutier en 2017.

À partir du milieu du Moyen Âge, trois pôles de la ville, quartier saint Genès, quartier saint Jean-du-Passet et le Moûtier, vont se développer indépendamment formant les siècles suivants, la ville haute et la ville basse. Le quartier Saint-Jean sera englobé dans celui de la ville haute entre la fin du XVe et le XVIe siècle notamment avec la construction de la grande enceinte fortifiée.
C’est vraisemblablement à partir de l’installation de l’abbaye (ou monastère) ainsi que de l’édification d’une église (X-XIe siècle) accueillant les reliques de saint Symphorien d’Autun que le quartier du Moûtier prend son essor. On peut supposer que l'origine de la « Foire au pré » est à rapprocher de ce phénomène de transfert du complexe religieux dans la partie basse de la ville à une date aujourd’hui indéterminée. Cette foire populaire toujours d’actualité n’est pourtant mentionnée pour la première fois qu’en 1237. Cette dernière, qui se déroule aujourd'hui le deuxième week-end du mois de septembre doit sa date d'origine — le 14 septembre — à la célébration de l'exaltation de la Sainte-Croix.
La ville basse passe sous l'influence des moines au XIe siècle lorsque le monastère du Moûtier passe sous le contrôle de l'abbaye de Cluny en 1011. En 1251, l'abbé du Moûtier passe un acte de paréage avec Alphonse de Poitiers dans lequel il est prévu d'agrandir la ville sur l'actuel Pré de la foire, chose qui est partiellement effectuée. En 1793, la ville basse est liée avec la ville haute lors de la création de la commune de Thiers la même année.

#### Second Moyen Âge
Dès le Xe siècle, les seigneurs de Thiers dirigent la région thiernoise et au-delà de la plaine de la Dore. L'influence de la baronnie permet de décrire les apparences que la ville porte à cette époque. En effet, trois bourgs habités distincts sont décrits : le premier est construit au Moutier, le deuxième autour de l'église Saint-Genès et le troisième autour de l'église Saint-Jean. En 1048, Guillaume de Thiers fonde le chapitre de Saint-Martin d'Artonne. Un siècle plus tard, le chapitre de Saint-Genès reçoit du seigneur les églises de Celles, Dorat, Saint-Rémy, Ris, Olliergues, Saint-Victor-Montvianeix et celle de Peschadoires. Dès 1060, date du mariage de Guillaume II de Thiers et d'Adélaïde de Chalon, les seigneurs de Thiers contractent des alliances brillantes. Ainsi, au XIIe siècle, Guy de Thiers s'allie à Clémence de Courteney, sœur de Pierre II de Courtenay alors empereur de Constantinople et petite-fille du roi Louis VI le Gros. Ainsi, Guy VII fils de Guy de Thiers et de Clémence de Courtrney entre dans la famille des comtes du Forez dès le XIIIe siècle. Même si la baronnie de Thiers possède de vastes domaines, les seigneurs de Thiers n'apparaissent pas comme de très riches seigneurs,.
Au XIIIe siècle, la baronnie de Thiers éprouve des difficultés financières dues à des dépenses trop élevées. En 1272, le seigneur de Thiers vend pour 460 livres une charte de franchise pour trouver des finances. Cette vente permet à la ville de régler ses problèmes financiers qu'un temps : quelques années après, le seigneur de Thiers emprunte à des nobles argentés des fonds. Les deux principaux prêteurs sont le comte du Forez et la famille Maumont habitant dans la région voisine du Limousin. En 1301, la ville étant toujours en difficulté, le seigneur vend à nouveau une charte de 300 livres. La situation financière de la ville se dégrade au point que le roi Philippe le Bel intervient lui-même avant que le comte du Forez, parent et créancier du seigneur de Thiers acquitte la baronnie thiernoise au XIVe siècle,,.

#### Influence des comtes du Forez et des Bourbons

##### Influence du Forez
L'histoire de la ville et de sa région est fortement marquée par la rattachement de cette dernière au comté du Forez. La ville est alors mise en relation avec les régions de Noirétable et de Cervières. Une route traversant les Margerides — la vallée de la Durolle n'étant pas adaptée pour construire une route de grande circulation à l'époque — est construite au XIVe siècle pour rejoindre Thiers et Lyon sans passer par l'ancienne voie romaine qui traverse le village de Vollore encore plus haut en altitude. Ce rattachement à la vallée du Rhône donne une dimension nouvelle d'un point de vue économique à la ville. Ainsi, les premières industries s'installent sur les berges de la Durolle. La métallurgie utilise au début du XIVe siècle les courants de la Durolle pour leurs activités à une époque où la coutellerie n'est pas encore très présente dans la ville. En 1379, un document relatif aux droits de leyde que prélevaient les seigneurs de Thiers rapporte que la coutellerie est désormais une activité à part entière dans la ville. Le développement de cette industrie est peut-être lié à l'ouverture de la nouvelle route. En effet, sans fer ni acier, la ville ne peut produire de couteaux : la route permet donc d'importer ces matières premières depuis le couloir rhodanien.

##### Influence bourbonnaise
Lorsque le duc Louis II épouse en 1371 la dame de Thiers Anne Dauphine, la baronnie de Thiers passe dans le patrimoine des ducs de Bourbon. Alors, l'influence du Forez est quasiment remplacée au profit de l'influence bourbonnaise sans pour autant s'attaquer au domaine économique encore très marqué par le Forez. L'influence des ducs de Bourbon est aujourd'hui encore visible. Le château du Pirou, construit au XVe siècle par le duc de Bourbon, utilise de petites tuiles plates et possède un toit pointu ce qui laisse penser que le maître d'œuvre, d'origine bourbonnaise, ait influencé son origine. Plus tard, les Bourbons aménagent la ville et l'agrandissent avec notamment la construction d'une nouvelle enceinte au XVe siècle.

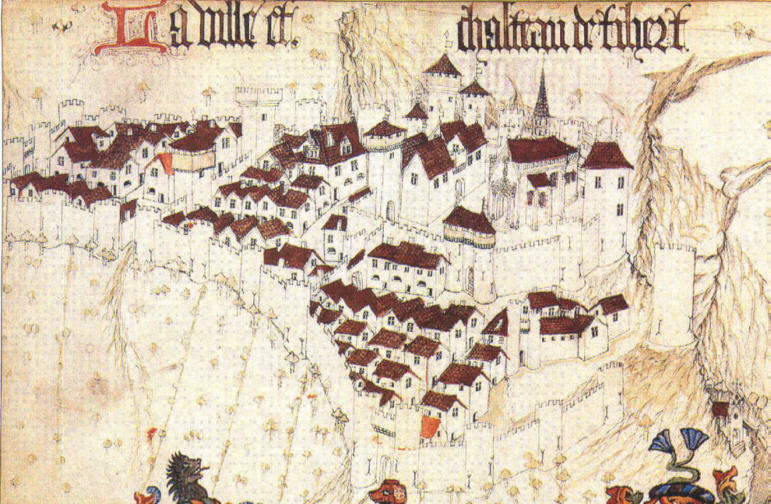
Thiers vers 1450 - Armorial de Revel.

La baronnie indique dès 1476 que Thiers est une « ville industrielle » où coutelier, papetiers et tanneurs se côtoient quotidiennement. Dès le XVIe siècle, le commerce thiernois est visible sur la scène internationale : le papier et les couteaux de Thiers s'écoulent à l'intérieur du royaume de France mais également en Espagne et en Italie. À la fin du siècle, Michel de Montaigne qualifie Thiers de « ville fort marchande ». Après une courte période où le cardinal Antoine Duprat prend le pouvoir de la baronnie de Thiers, les Bourbons redeviennent les maîtres de la cité. Ils essayent de se concilier les Thiernois en renouvelant à deux reprises les chartes qui avaient été octroyées par les anciens seigneurs aux XIIIe siècle et XIVe siècle.
La seconde moitié du XVIe siècle est marquée par plusieurs actes importants émanant du pouvoir royal obtenus grâce à la place privilégiée des barons de Thiers à la Cour royale et au fait que la reine-mère, Catherine de Médicis était à l'origine comtesse d'Auvergne. En 1565, dans une ville où le commerce et l'industrie jouent un rôle primordial, un tribunal de commerce — alors appelé « juridiction consulaire » — est créé. En 1567, la ville est dotée d'administrateurs après que le consulat soit mis en place. Les corps de papetiers et de couteliers reçoivent leur statut quelques années après, en 1582.

### Guerres de Religion
Les guerres de Religion débutent dans la seconde moitié du XVIe siècle en France. Les Thiernois étant très ouverts sur l'extérieur, notamment sur le bassin lyonnais, sont rapidement touchés par des « idées nouvelles ». Dès 1551, Antoine Chabrol, coutelier thiernois décide de fuir vers la Suisse. Il fait partie de la première vague de migrants protestants qui cherchent l'asile dans ce pays entre 1549 et 1556. Durant les années à venir, de nombreux Thiernois migrent vers Genève. À l'époque, seule la région de Maringues semble adhérer au protestantisme et donner naissance à une communauté importante. En 1568, les huguenots s'introduisent dans la ville et font des ravages créant une « haine » chez les Thiernois déjà de nature assez contestataire,.
Quelques années plus tard, les Thiernois prennent le parti du roi Henri IV et doivent défendre leur ville contre les troupes de la Ligue catholique alors qu'un prêtre originaire de Thiers — surnommé le chanoine de Pisseboeuf — est compromis dans un complot visant à assassiner le roi.

### XVIIeet leXVIIIe
Dès le XVIIe siècle, des dons généreux permettent de créer un collège et l'hôpital reçoit un legs très important. Dès 1606, un couvent de frères mineurs capucins ouvre des portes dans un faubourg de la ville, puis viennent des franciscains et des ursulines. Thiers, alors ceinturée de couvents, attire les jeunes gens et les dons,.
Durant tout le XVIIe siècle, la baronnie de Thiers a comme seigneur de très proches parents du roi. La ville est alors très peuplée par rapport aux autres villes de la province et son activité industrielle et commerciale est une des plus fortes de la région. Les marchands thiernois, établis dans des villes comme Paris, Lyon ou Marseille sont également présents en dehors des frontières du royaume : à Cadix, Séville, Lisbonne ou encore en Louisiane. Seulement, si le commerce de la ville est à un haut niveau, les ouvriers thiernois bénéficient d'un maigre salaire. En effet, les marchands ne se contentaient pas des seules productions locales pour alimenter leur commerce mais faisaient appel à des marchandises extérieures. Devenu baron de Thiers, Crozat demande toutes les taxes qui lui sont dues. Son fils, qui prend sa place en 1738, entame un procès contre deux habitants pour le paiement de la leyde. Ce paiement seigneurial frappait toutes les denrées qui entraient dans la ville. Les thiernois, alors très pauvres s'attaquent dans un procès au niveau national au seigneur de la ville, qu'ils perdent en 1782,.
La fin du XVIIIe siècle marque une profonde évolution dans la région thiernoise. Le commerce thiernois subit fortement la concurrence étrangère de la Hollande et de l'Angleterre mais aussi de la politique économique menée par le roi d'Espagne qui élève un droit de douane sur l'importation de produits sur son territoire.

### Révolution française

#### Période révolutionnaire
La majorité de la population thiernoise accueille favorablement les mouvements révolutionnaires. En effet, les habitants sont fortement marqués par la perte de leur procès contre le seigneur de la ville en 1782. Les artisans et commerçants souhaitent également voir disparaître les différentes contraintes financières infligées par ce dernier. La mort du roi, l'attitude antireligieuse de la Convention et la levée des troupes entraîne cependant la création d'un mouvement contre-révolutionnaire. Ce dernier s'amplifie en février 1793 avec des visites domiciliaires contre les prêtres réfractaires et dans les familles d'émigrés. Cette précocité dans les mesures de répression aboutit à une création paradoxalement tardive du comité de surveillance révolutionnaire, le 22 mai 1793, soit plus d'un mois après l'arrivée de la loi dans le district. Il fut cependant peu actif : la maison d'arrêt n'ouvre qu'en septembre, sur ordre des représentants en mission. Le commissaire de ces représentants, Dulac, opère 49 arrestations à Thiers, principalement dans les milieux insermentés et nobles impliqués dans les révoltes de Vollore et Servant. Il n'est actif qu'à partir d'octobre 1793.

#### Réorganisation administrative
La réorganisation du pays par l'assemblée constituante met en place de nouvelles structures dans la région thiernoise en 1789,. À la veille de la Révolution, seules deux subdélégations persistent dans la région thiernoise : celles de Thiers et de Lezoux. En 1790, le district de Thiers est créé tandis que l'arrondissement de Thiers existe depuis l'an VIII. Ces modifications de l'arrondissement posent de nombreux problèmes dès les années suivantes. En effet, l'arrondissement — très peuplé à l'époque — est de taille raisonnable par rapport aux arrondissements d'autres villes environnantes. La ville de Courpière et la montagne thiernoise acceptent d'entrer dans l'arrondissement de Thiers en 1848 tandis que Maringues préfère se rattacher à celui de Riom.

### XIXeetXXe

#### Expansion économique

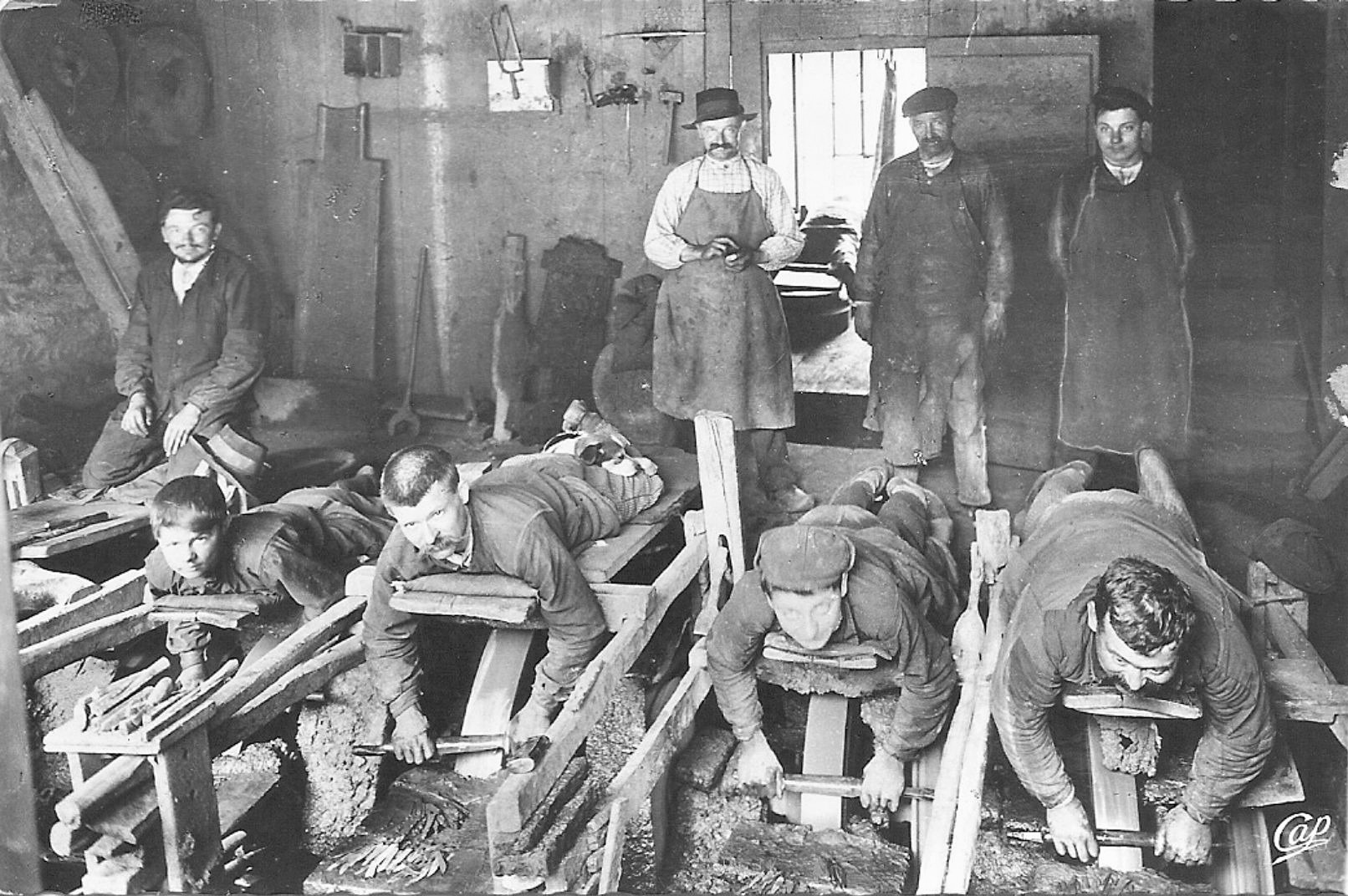
Des émouleurs et des couteliers dans la vallée des usines au début du XXe siècle.

L'évolution économique de la région thiernoise entre le milieu du XIXe siècle et la deuxième moitié du XXe siècle marque profondément la ville et ses alentours. Les anciennes industries qui font la fortune de la région depuis plusieurs siècles disparaissent peu à peu par manque d'adaptation aux techniques nouvelles. À partir de 1850, seule la coutellerie parvient à se maintenir avec l'introduction des machines, ce qui préfigure l'avènement de la grande industrie. À cette époque, l'industrie coutelière présente une organisation particulière. La main-d'œuvre nécessaire pour fabriquer un couteau est disséminée à travers la ville ; il y a une extrême division du travail, les ouvriers sont spécialisés dans un métier, transmis de père en fils, pour lequel ils acquièrent une grande dextérité.
À la fin du XIXe siècle, la concurrence étrangère amène les industries thiernoises à se moderniser. Cette modernisation passe par l'électrification. Un nouveau type d'usines se crée, où sont intégrées toutes les opérations de la coutellerie. Les usines de papeterie qui n'ont pas voulu recourir à ces techniques modernes de production se voient dans l'obligation de fermer leurs portes ; elles n'étaient plus qu'une vingtaine en 1860.
La création de deux routes nationales et de deux voies ferrées au XIXe siècle renforce les liens entre la région thiernoise et ses alentours. Les échanges avec Saint-Étienne s'amplifient dès l'ouverture de la Gare de Thiers en 1872,.

#### Fin de la Seconde Guerre mondiale

Photographie aérienne de Thiers en 1931.

Durant l'occupation, le QG du bataillon allemand en stationnement fut l'hôtel l'Aigle d'Or qui subsiste encore aujourd'hui au carrefour de la rue de Lyon et de la rue des Grammonts.
Thiers sera une des rares villes, la seule du Puy-de-Dôme, à être libérée par les armes le 25 août 1944. Les combats opposeront d'une part les 400 hommes du SS-Panzergrenadier-Ausbildungs-Bataillon. 18 « Horst Wessel » et les FTP du 103e bataillon FFI-FTPF dirigés par le commandant André Rossignol (alias « Pigeon »), des éléments « sédentaires » des FTP et des MUR, rejoints par le 104e bataillon FFI-FTPF du commandant Roger Beligat (alias « Alain Derval »). L'engagement plus que tardif des hommes du chef militaire FFI Serge Renaudin d’Yvoir (alias « Victoire ») sera mis en question,. Le maire désigné par le régime de Vichy Lucien Brasset sera, avec le sous-préfet Villaret, l'intermédiaire entre les FFI et les troupes allemandes.
À la libération, la commune de Wittenheim en Alsace entra dans une ère de reconstruction. Elle eut la chance de bénéficier du soutien matériel et financier de ses villes marraines dont Thiers fait partie avec Fontenay-sous-Bois, Saint-Cloud. Le nouveau Wittenheim rend hommage à Thiers avec la création de la « place de Thiers ».

#### Période des Trente Glorieuses
Au sortir de la Seconde Guerre Mondiale, la France connaît une période dite des « Trente Glorieuses » qui se caractérise par une forte croissance économique et une amélioration des conditions de vie des Français entre 1945 et 1973[réf. nécessaire]. À Thiers, la coutellerie — qui est alors déjà présente dans la ville depuis plus de 6 siècles, connaît une forte demande extérieur à la ville mais aussi en Europe. La ville se dirige vers une « mono-industrie coutelière » composée d'une multiplicité de petites entreprises qui fleurissent sur la commune. La demande d'emplois est alors très forte et les patrons thiernois font, comme dans l'ensemble de la France, appel à une main d'œuvre extérieure et étrangère pour travailler dans les usines. Les recensements de la population durant les années 1970 attestent que la situation économique de la ville est favorable à l'emploi.

#### Années 1980 et 1990
À la fin des Trente Glorieuses, Thiers subit fortement les effets du premier choc pétrolier et des premières récessions économiques et la concurrence étrangère notamment asiatique commence son apparition. Les entreprises thiernoises peinent à résister et plusieurs d'entre-elles ferment définitivement leurs portes — à l'image de l'Usine du May qui ferme en 1980. La population communale commence une longue chute qui se terminera qu'au début des années 2010.

### XXIesiècle

#### Crise économique
La crise économique se fait véritablement ressentir à Thiers jusqu'au début des années 2010. Bon nombre d'entreprises ferment leurs portes ou licencient depuis le début des années 1980 mais la coutellerie semble garder sa place première dans la ville. À titre d'exemple, le site de 400 salariés de l'équipementier Dapta, spécialisé en décolletage, qui appartenait à une filiale du groupe suisse UBS, est racheté en 2006 par Leipold et le fonds d'investissement Green Recovery. Une centaine de salariés sont alors menacés de licenciement.

#### Baisse puis remontée de la population communale
À la fin des Trente Glorieuses, cette sous-préfecture a connu une baisse importante de la population pour dire, en 2012, elle était classée 10e ville à la dynamique démographique la plus faible de France métropolitaine. Cependant, pour la première fois depuis plus de quarante ans de déclin démographique, la courbe de population dans la commune s'est inversée pour devenir positif : Thiers gagne 356 habitants entre 2011 et 2014.

#### Mise en valeur conséquente du patrimoine

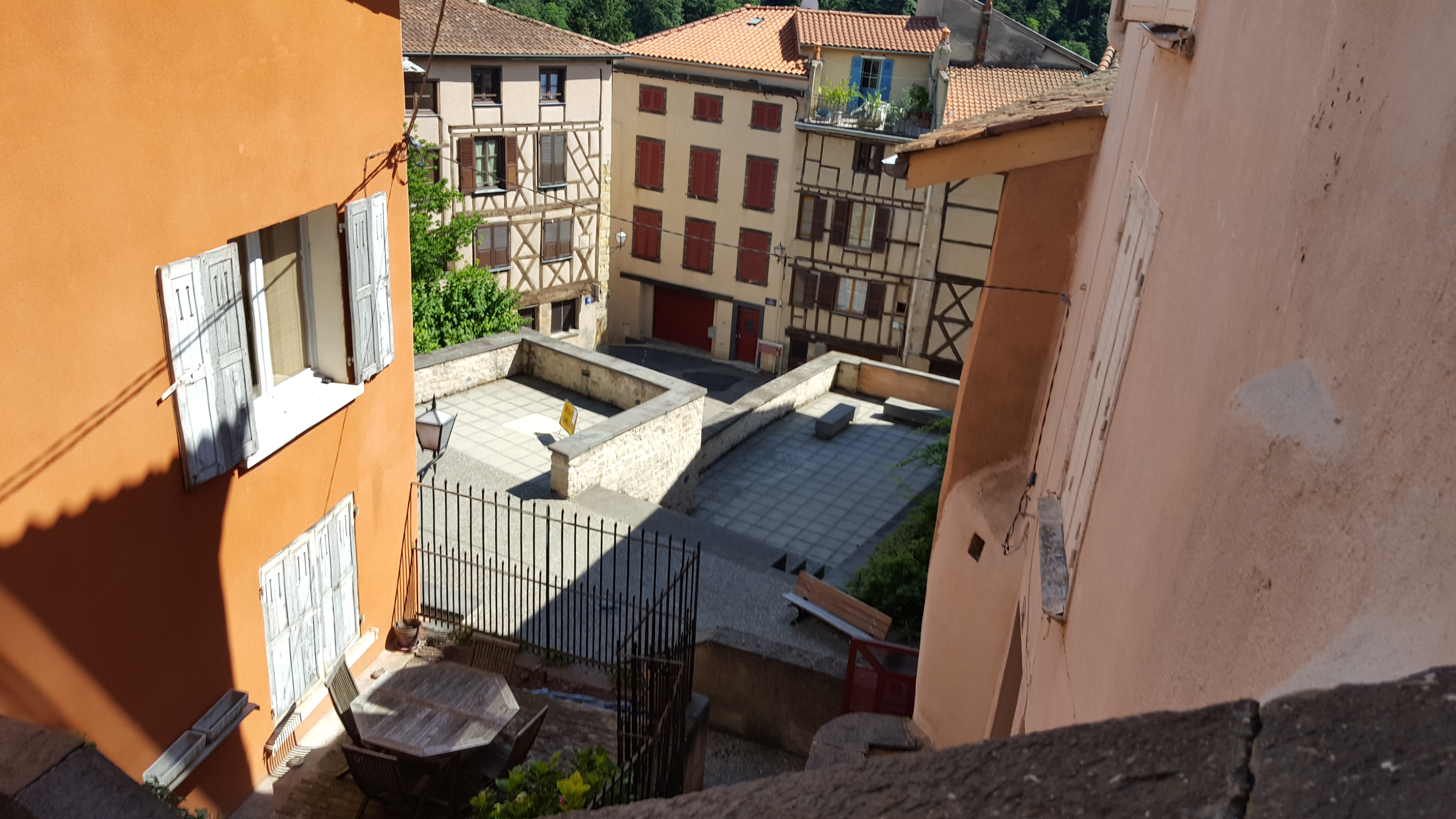
La place Lafayette réhabilitée.

Une grande partie du centre-ville et du Moutier est classée dans une forme de protection, le secteur sauvegardé de Thiers. Ce classement est valable pour les cités médiévales remarquables et à protéger. L'ensemble architectural de Thiers est assez important pour qu'il soit protégé par ce label. De nombreux édifices ou maisons sont par ailleurs inscrits ou classés aux Monuments Historiques. Depuis 2002, le périmètre du secteur est en cours de révision mais aujourd'hui, la taille de celui-ci est d'environ 35 hectares. Seules une centaine de villes en France possèdent fièrement cet outil de protection.

#### Réhabilitation urbaine dans la cité médiévale
Depuis 2002, Thiers s'est lancée dans une vaste opération de renouvellement urbain qui se traduit par la réhabilitation de nombreux immeubles et de voiries. Le but de ces actions est globalement redynamiser la ville haute soit le centre-ancien et les quartiers l'avoisinant. Ainsi, des espaces comme la place Antonin-Chastel, le quartier Saint-Jean ou la rue du Transvaal sont réaménagés,.

## Politique et administration

### Découpage territorial

Logo de Thiers Dore et Montagne.

La sous-préfecture de Thiers est installée au n°26 rue Barante. La Sous-Préfète de Thiers est Judith Husson depuis 2021.
L'arrondissement de Thiers, qui recouvre exactement les limites de l'ancien district de 1790, se compose de quarante-trois communes réparties entre les six anciens cantons (avant le redécoupage de 2014) de Châteldon, Courpière, Lezoux, Maringues, Saint-Rémy-sur-Durolle et Thiers.
Le canton de Thiers comprend à la suite du redécoupage cantonal de 2014, 13 communes (Arconsat, Celles-sur-Durolle, Chabreloche, Dorat, Escoutoux, La Monnerie-le-Montel, Palladuc, Saint-Rémy-sur-Durolle, Saint-Victor-Montvianeix, Sainte-Agathe, Viscomtat, Vollore-Montagne et Thiers). Il en possédait avant cette date 3 : Thiers, Dorat et Escoutoux.
La commune fait partie de la communauté de communes de Thiers Dore et Montagne, qui regroupe trente communes au 1er janvier 2017 avec l'application de la Loi portant nouvelle organisation territoriale de la République (loi NOTRe). Les compétences obligatoires de cette structure s’étendent au développement économique, à l'aménagement de l'espace communautaire, à l'équilibre social de l'habitat et enfin à la politique de la ville. D'autres compétences sont également possibles, mais de manière optionnelle, comme l'assainissement, les équipements culturels et sportifs ou encore l'action sociale.
Le poste de président de la communauté de communes de Thiers Dore et Montagne est occupé depuis 2017 par Tony Bernard après une réélection qui lui est favorable en 2020.

### Conseil municipal et maire
Le nombre d'habitants au dernier recensement étant compris entre 10 000 et 19 999, le nombre de membres du conseil municipal est de 33. Depuis le second tour des élections municipales, le conseil municipal est constitué de trois groupes :

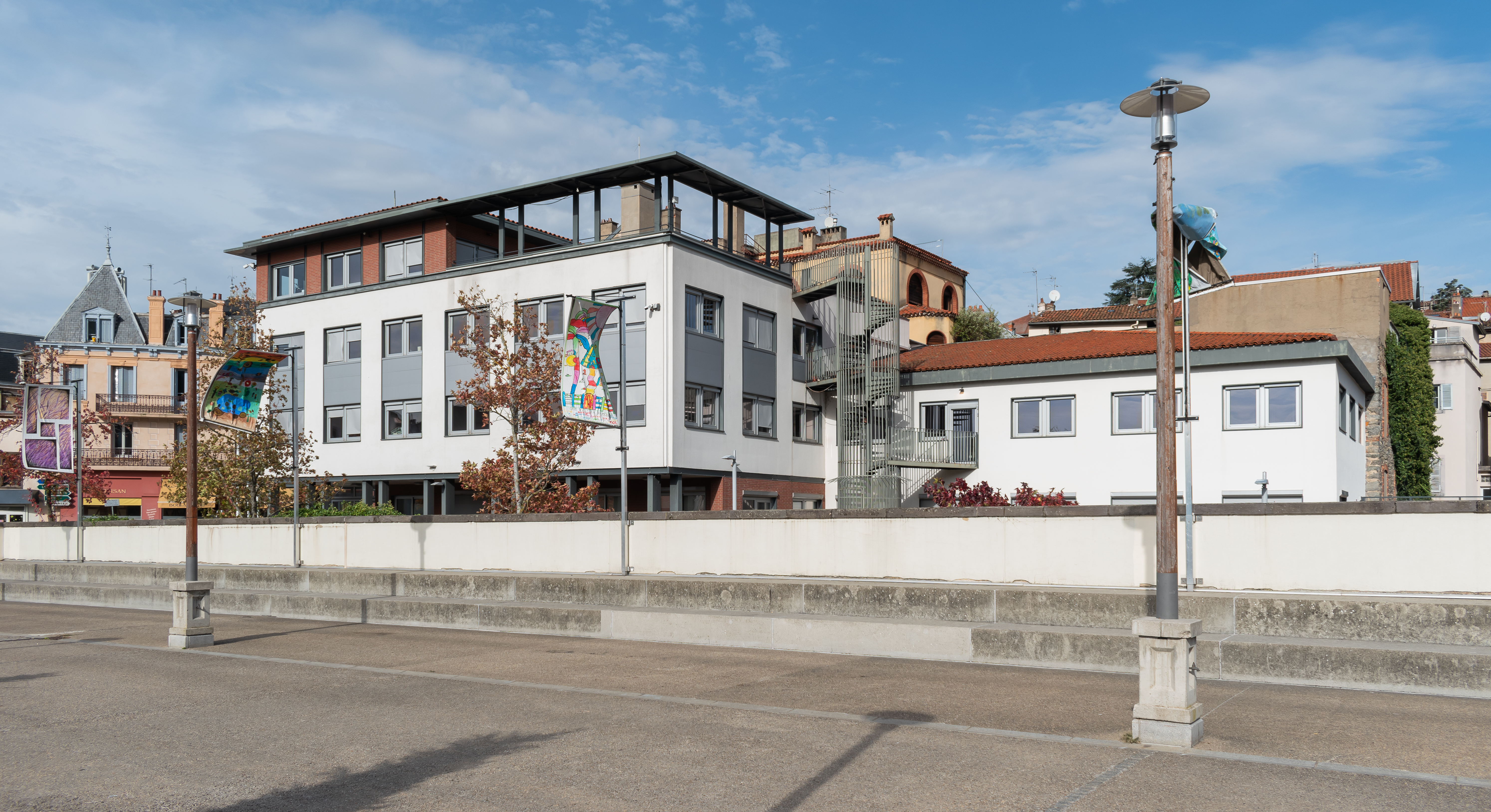
L'Hôtel de ville de Thiers réhabilité.

Depuis la Libération, 7 maires se sont succédé à la tête de la ville de Thiers. Le dernier Député-maire que Thiers ait connu est Maurice Adevah-Pœuf (PS), maire entre 1977 et 2001. Lui succèdent Thierry Déglon (DVD) jusqu'en 2014 puis Claude Nowotny (PCF) entre 2014 et 2020 et depuis cette date, Stéphane Rodier est maire de la ville.
L'hôtel de ville de Thiers se situe au n°1 rue François-Mitterrand donnant sur la place Antonin-Chastel.

### Tendances politiques et résultats
La vie politique thiernoise est marquée par un fort et ancien ancrage à gauche,. Dès le début du XXe siècle, des élus ont été soutenus ou se sont réclamés du mouvement socialiste. Le développement d'une véritable culture ouvrière issue de l'essor précoce de l'industrie a constitué un terreau fertile pour la gauche. L'hégémonie du Parti socialiste particulièrement forte après la Seconde Guerre mondiale est cependant remise en cause au début des années 2000, puisqu'il perd coup sur coup les municipales et les législatives. Dans la foulée de l'élection d'André Chassaigne, le PCF revient à un bon niveau et le Parti de gauche est bien implanté dans la région. La droite souffre de façon chronique d'un manque de personnalités fortes et de querelles intestines. Si l'UDF de Valéry Giscard d'Estaing a tiré son épingle du jeu dans les années 1970, les mouvements gaullistes ont toujours été sensiblement en dessous de leurs scores nationaux. Les résultats de l'UMP sont en baisse très nette comme dans le reste du département. Le Front national, bien que souvent représenté par des candidats « fantômes », réalise des scores un peu supérieurs à ceux enregistrés au niveau régional et départemental. D'après l'historien Mathias Bernard, « On peut considérer Thiers comme un bastion communiste encore aujourd’hui. C’est une ville marquée à gauche par la culture ouvrière et associative ».
Sur les dix derniers députés élus au suffrage majoritaire sur la circonscription, huit se réclamaient de la gauche (Jean-Baptiste Duchasseint, Noël Chamerlat, Joseph Claussat, Ernest Laroche, Claude Pradel, Fernand Sauzedde, Maurice Adevah-Pœuf et André Chassaigne), deux seulement de la droite (René Barnérias et Jean-Marc Chartoire) pour seulement sept ans de mandats cumulés.
À Thiers, à la présidentielle de 1965, François Mitterrand l'emporte déjà d'une courte tête sur Charles de Gaulle et plus facilement en 1974 sur l'Auvergnat Valéry Giscard d'Estaing. L'ancrage à gauche de la ville se confirme à l'élection présidentielle de 2007 puisque, dans un contexte de forte mobilisation, Ségolène Royal arrive en tête au premier tour et obtient 56,61 % des voix au second tour (près de 10 % au-dessus de son résultat national). En 2012, au second tour, François Hollande porte le score de la gauche à 63,33 %.
Le vote des Thiernois marque une certaine méfiance envers les institutions européennes puisqu'au référendum de ratification du traité de Maastricht de 1992 ils se prononcent, à l'inverse de l'ensemble des Français, pour le non à 50,74 %. En 2005, le vote de Thiers est conforme à la tendance nationale, mais la majorité qui rejette le projet de constitution y est sensiblement plus large (61,46 %).
- Les personnalités exerçant une fonction élective dont le mandat est en cours et en lien direct avec le territoire de la commune de Thiers sont les suivantes :

| Élection        | Territoire                        | Titre                              | Nom                              | Début de mandat | Fin de mandat |
| --------------- | --------------------------------- | ---------------------------------- | -------------------------------- | --------------- | ------------- |
| Municipales     | Commune de Thiers                 | Maire                              | Stéphane Rodier                  | 2020            | 2026          |
| Cantonales      | Canton de Thiers                  | Conseiller départemental           | Hélène Boudon et Olivier Chambon | 2021            | 2027          |
| Intercommunales | Thiers Dore et Montagne           | Président de conseil communautaire | Tony Bernard                     | 2021            | 2026          |
| Législatives    | 5e circonscription du Puy-de-Dôme | Député                             | André Chassaigne                 | 2017            | 2022          |
| Régionales      | Auvergne-Rhône-Alpes              | Président du conseil régional      | Laurent Wauquiez                 | 2015            | 2020          |
| Présidentielles | France                            | Président de la République         | Emmanuel Macron                  | 2017            | 2022          |

### Jumelages
| Thiers Bridgnorth Schrobenhausen Albacete |

La ville de Thiers est jumelée avec les villes de :
- Bridgnorth (Royaume-Uni) depuis 1978, comté de Shropshire, Midlands de l'Ouest (12 000 habitants)[a 16] ;
- Schrobenhausen (Allemagne) depuis 1986, district de Haute-Bavière (16 000 habitants)[a 16];
- Albacete (Espagne) depuis 2022, communauté autonome de Castille-La Manche (172 000 habitants)[153]

## Équipements et services publics

### Environnement

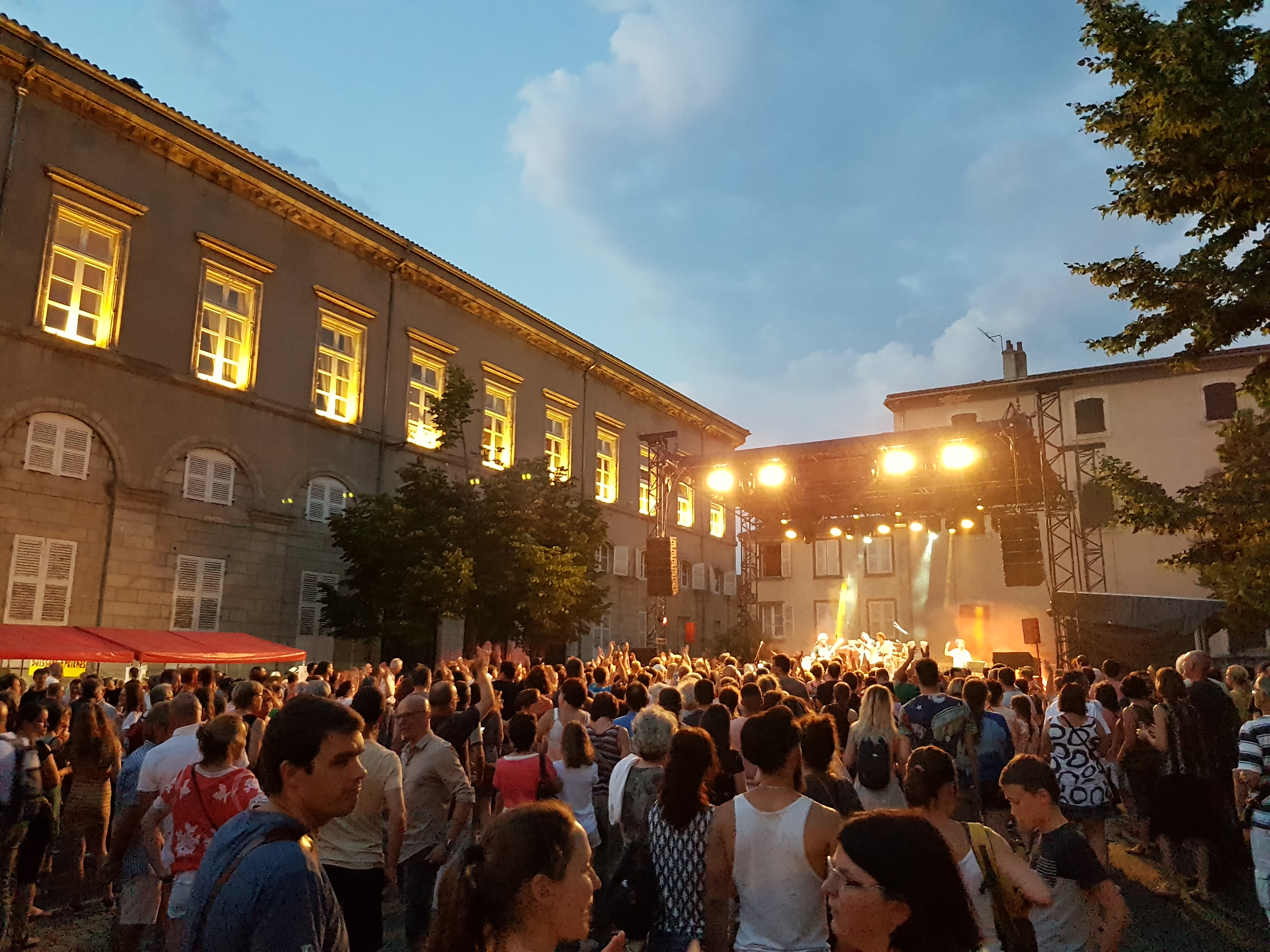
Le palais de justice éclairé de nuit.

La commune est labellisée « 2 fleurs » au concours des villes et villages fleuris. Thiers compte 1 400 m2 de massifs floraux et 1 000 m2 de culture hors sol (vasques et jardinières). Chaque année, la collectivité consacre un budget de 15 000 à 30 000 € afin de procéder au remplacement d’arbres et arbustes abattus ou dépérissant. Un plan de désherbage est mis en place sur la commune. Si le désherbage chimique est encore employé pour les terrains de pétanque et sur les trottoirs des principaux axes d’accès au centre-ville (sauf ceux à proximité des points d’eau), le désherbage mécanique est privilégié. L'élagage des arbres d’alignement qui se trouvent en bordure de chaussée sont traités tous les 3 à 4 ans de façon récurrente. Des interventions ponctuelles sont mises en place pour les arbres dangereux. Une entreprise spécialisée se charge de cet entretien. Sur le site de la base de loisirs d'Iloa le désherbage chimique est bannie. Seul le désherbage mécanique est utilisé.
En 2008, la commune de Thiers compte 4 012 points lumineux qui éclairent ses routes et monuments,. Soucieuse de diminuer sa consommation énergétique qui représente plus d’un million d’euros par an soit 10 % du budget des dépenses courantes de fonctionnement, la commune de Thiers s’est engagée, depuis plusieurs années, dans un plan d’économie. Des premiers résultats sont constatés, comme la réduction de la facture chauffage de −30 %, avec un nouveau contrat d’exploitation et la renégociation des contrats électricité.
Afin de mettre en valeur le patrimoine de la commune, certains sites et bâtiments sont mis en lumière la nuit. La mise en lumière de la Vallée des Usines a été récompensée par le 3e prix du Concours Lumières 2010 organisé par le SERCE (Syndicat des entreprises du génie civil et climatique) et Philips Lighting.

### Voirie
La commune de Thiers compte 137 km de voies publiques.
La municipalité se doit d’assurer la sûreté et la commodité du passage sur les voies publiques. Quant aux habitants, ils doivent déneiger le trottoir situé devant leur habitation, afin de dégager un passage. Il existe un plan global de déneigement avec une période d’astreinte courant de mi-décembre à fin-mars. Durant cette période, le déneigement débute à 4h en semaine, 5h le samedi et 6h le dimanche. La partie agglomérée est traitée par les services techniques municipaux et les écarts sont sous-traités.
La ville de Thiers organise des opérations d’entretien des accotements des voies communales. La tonte annuellement a pour but d'embellir les paysages mais aussi d'assurer la sécurité : il s’agit de maintenir une visibilité suffisante pour la circulation des automobilistes. À Thiers, un premier passage a lieu sur les accotements en mai-juin pour assurer cette visibilité. Pour plus de propreté, un second passage est effectué entre juillet et octobre sur les accotements et les fossés. Ces opérations portent essentiellement sur l’éparage et, plus ponctuellement, sur du débroussaillage.
En France, la commune a pour compétence l’entretien des fossés pour permettre l’évacuation des eaux de ruissellement vers des réseaux spécifiques ou des ruisseaux. L'entretien des grilles avaloirs est à la charge de la régie municipale des eaux à Thiers.

### Enseignement
Thiers dépend de l'académie de Clermont-Ferrand.

#### Enseignement primaire
Elle gère neuf écoles publiques :
- trois écoles maternelles[a 20]: - Le Moutier (75 élèves) - Émile-Zola (97 élèves) - George-Sand (89 élèves) ;
- sept écoles élémentaires[a 20]: - Émile-Zola (118 élèves) - Le Fau (143 élèves) - Les Garniers (48 élèves) - George-Sand (142 élèves) - Le Moutier (120 élèves) - Turelet (68 élèves) - La Vidalie (59 élèves).

Il existe aussi une école élémentaire privée : l'institution Sainte-Jeanne-d'Arc.

#### Enseignement secondaire et formation professionnelle

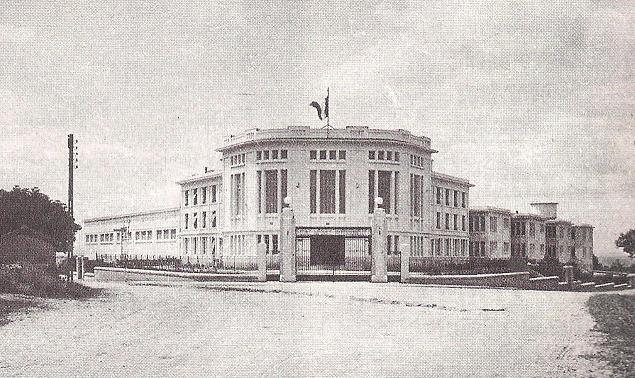
Le lycée Jean-Zay peu après sa construction en 1933.

Établi dans la cité scolaire du Pontel, le collège Antoine-Audembron accueille environ 750 élèves à la rentrée 2016. Il comporte une SEGPA ainsi qu'une section ULIS scolarisant des élèves handicapés. L'offre de formation y propose les options latin et grec ancien. Un collège privé nommé Jeanne-d'Arc (ou Saint-Joseph) vient compléter le collège public avec environ deux cents élèves.
Trois lycées complètent l'offre de formation du bassin thiernois :
- le lycée Jean-Zay (600 élèves), lycée général et technologique préparant aux bacs S, STI2D et STL, aux BTS CPI, CRSA et ERO et aux concours des grandes écoles avec sa classe préparatoire PTSI-PT[160] ;
- le lycée Montdory (800 élèves), lycée général et technologique préparant aux bacs ES, S, L et STMG et au BTS NRC[161] ;
- le lycée Germaine-Tillion, lycée professionnel préparant aux CAP menuiserie, chaudronnerie, agent polyvalent de restauration, aux bacs professionnels gestion administration, vente, électrotechnique, plastique et composite, et au BTS IPE. Le lycée Sonia Delaunay était un lycée considéré comme distinct du Lycée Montdory pourtant en occupant les mêmes locaux. Celui-ci a fusionné avec le lycée Germaine-Tillion (surnommé le Val-de-dore)[162].

### Santé

#### Centre hospitalier

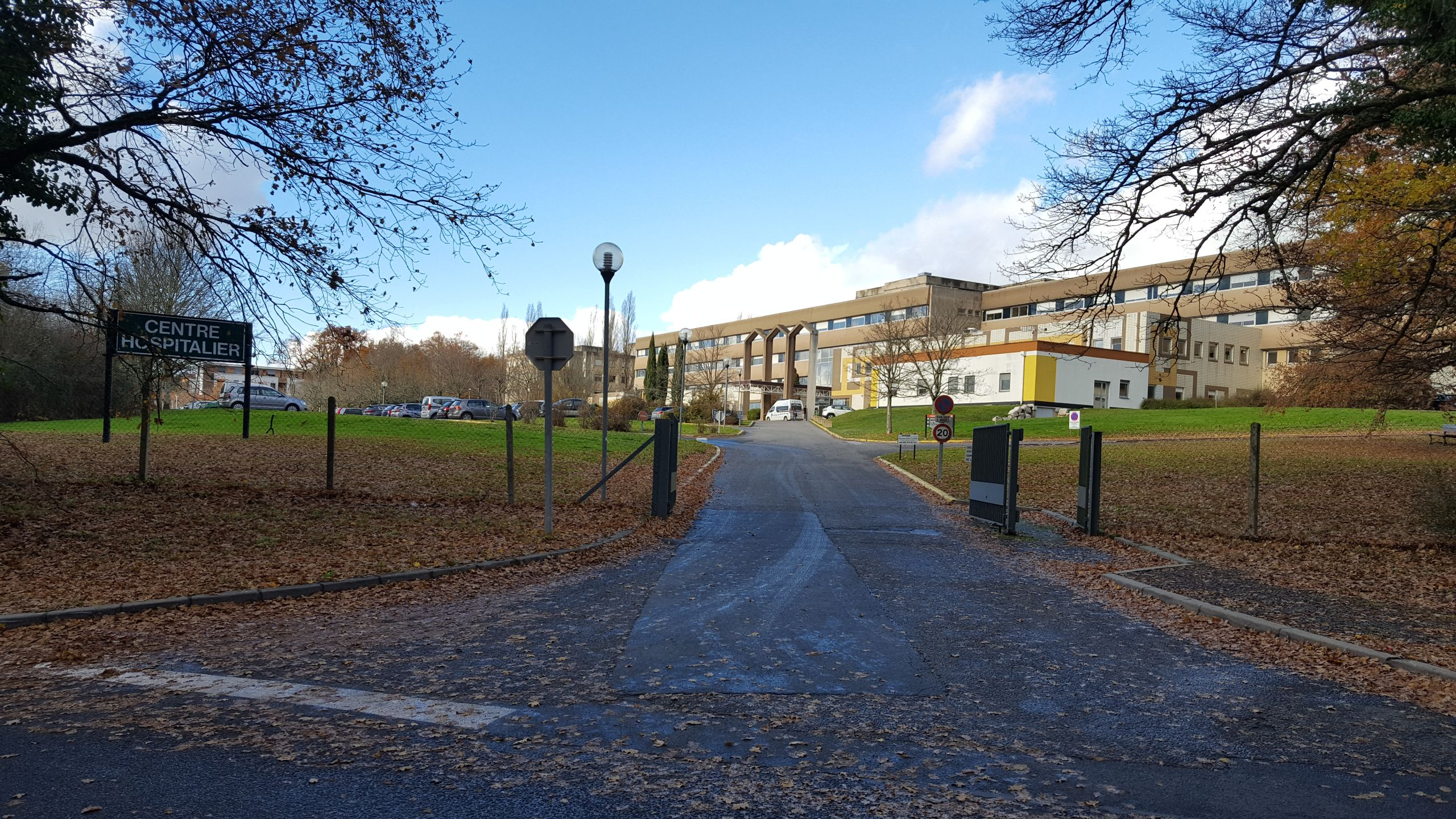
L'entrée du centre hospitalier de Thiers.

Thiers est le septième pôle hospitalier auvergnat pour la fréquentation en MCO derrière Clermont-Ferrand, Montluçon, Vichy, Le Puy, Aurillac et Moulins à égalité avec Riom et devant Issoire, Saint-Flour, Brioude et Ambert. La ville dispose d'un centre hospitalier public d'une capacité de 428 lits qui se répartissent entre les services de médecine, chirurgie, obstétrique, soins de suite, longs séjours et psychiatrie. L'EHPAD du Belvédère qui en dépend accueille 75 résidents et 63 places sont disponibles en hôpital de jour et en soins à domicile.
L'institut de formation d'aides-soignants (IFAS) du centre hospitalier de Thiers peut accueillir 21 élèves. Le centre médico-psychologique pour enfants, installé rue Mancel-Chabot, assure les consultations de pédopsychiatrie et le relais santé de la rue du Pirou aide les personnes en situation précaire à prendre en charge leurs problèmes de santé physique ou psychologique. En 2016, le centre hospitalier de Thiers comptabilise 14 500 passages aux urgences et 987 sorties SMUR, 31 173 consultations externes. En 2009, 692 naissances, 2 950 interventions au bloc opératoire, et réalise 5 393 scanners et 1 759 échographies. C'est aujourd'hui le plus gros employeur de la ville avec plus de 750 agents.

#### Médecine de ville
Thiers compte une vingtaine de médecins spécialistes libéraux qui assurent une offre de soins assez complète (angéiologie, cardiologie, pneumologie, allergologie, ORL, dermatologie, rhumatologie, gynécologie, ophtalmologie, radiologie et psychiatrie). Un Relais Santé est installé rue du Pirou en centre-ville. Il n’est pas un lieu de soins mais un lieu où les gens sont conseillés gratuitement. Chaque membre de l’équipe s’occupe d’un domaine particulier (droit social, aide psychologique, état de santé).

#### Sécurité civile
Le Centre de secours de Thiers regroupe 29 sapeurs-pompiers professionnels et une quarantaine de volontaires. La compagnie de Thiers forme avec la compagnie d'Ambert le groupement Est du SDIS 63 qui couvre les deux arrondissements, l'ancien canton de Randan, les communes de Saint-Dier, Ceilloux, Domaize, Tours-sur-Meymont, Saint-Flour, Trézioux, Bort-l'Étang, Ravel et Beauregard-l'Évêque.

### Justice, sécurité et défense

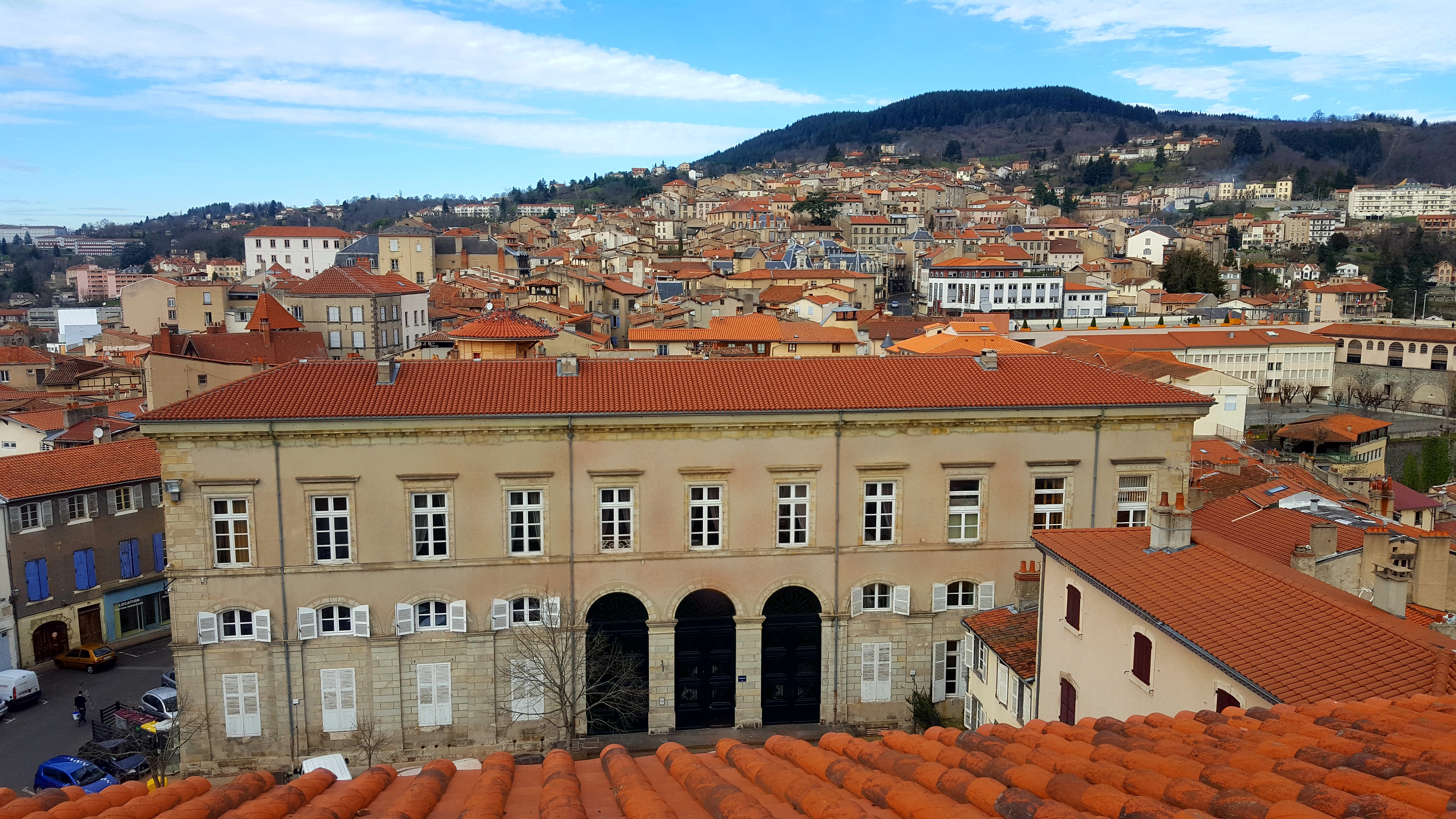
Le tribunal de Thiers vu depuis l'église Saint-Genès de Thiers.

Un tribunal d'instance est installé place Saint-Genès face à l'église Saint-Genès de Thiers. Il est situé sur l'emplacement de l'ancien château-fort du seigneur de Thiers dont il ne subsiste qu'une tour et des murs de protection.
La ville de Thiers détient une réputation de « ville d'insécurité » pourtant, Thiers est en dessous de la moyenne nationale des crimes et délits,. La ville est aussi en dessous de la moyenne régionale et départementale.
Pour faire face aux incivilités, la ville de Thiers organise l'installation de caméra de vidéo-surveillance dans les rues de la ville. Elle est la première grande ville du Puy-de-dôme à s'équiper de cette façon. Ainsi, la place Chastel et ses parkings, la place Belfort, la rue Conchette, la rue du bourg, la place du Pirou, la place Saint Genès, la place Marcel Colomb et le pont de Bridgnorth (RN89 au Moutier) sont surveillés en permanence par ces dernières. Les caméras permettent le recul des dégradations de 26 % via la dissuasion des malfaiteurs un an après leur mise en place. Des panneaux installés aux entrées de l'agglomération thiernoise préviennent les passants que certains quartiers de la ville sont couverts sous la vidéo-surveillance.

## Population et société

### Démographie

#### Évolution démographique
L'évolution du nombre d'habitants est connue à travers les recensements de la population effectués dans la commune depuis 1793. Pour les communes de plus de 10 000 habitants les recensements ont lieu chaque année à la suite d'une enquête par sondage auprès d'un échantillon d'adresses représentant 8 % de leurs logements, contrairement aux autres communes qui ont un recensement réel tous les cinq ans,.

En 2022, la commune comptait 11 686 habitants, en évolution de −0,12 % par rapport à 2016 (Puy-de-Dôme : +2,1 %, France hors Mayotte : +2,11 %).
| 1793   | 1800   | 1806   | 1821   | 1831  | 1836  | 1841  | 1846   | 1851   |
| ------ | ------ | ------ | ------ | ----- | ----- | ----- | ------ | ------ |
| 11 970 | 10 605 | 10 743 | 11 497 | 9 836 | 9 982 | 9 981 | 13 284 | 13 964 |

| 1856   | 1861   | 1866   | 1872   | 1876   | 1881   | 1886   | 1891   | 1896   |
| ------ | ------ | ------ | ------ | ------ | ------ | ------ | ------ | ------ |
| 15 192 | 15 901 | 16 069 | 16 635 | 16 343 | 15 333 | 16 754 | 16 814 | 17 135 |

| 1901   | 1906   | 1911   | 1921   | 1926   | 1931   | 1936   | 1946   | 1954   |
| ------ | ------ | ------ | ------ | ------ | ------ | ------ | ------ | ------ |
| 17 625 | 17 418 | 17 437 | 16 239 | 15 859 | 16 383 | 16 181 | 15 409 | 16 243 |

| 1962   | 1968   | 1975   | 1982   | 1990   | 1999   | 2006   | 2011   | 2016   |
| ------ | ------ | ------ | ------ | ------ | ------ | ------ | ------ | ------ |
| 16 369 | 16 623 | 16 567 | 16 018 | 14 832 | 13 338 | 12 194 | 11 232 | 11 700 |

| 2021   | 2022   | - | - | - | - | - | - | - |
| ------ | ------ | - | - | - | - | - | - | - |
| 11 633 | 11 686 | - | - | - | - | - | - | - |

Un premier pic de la population a été atteint en 1901 avec 17 625 habitants avant une baisse jusqu'au sortir de la Seconde Guerre mondiale et une remontée vers un nouveau pic en 1968. À partir du début de la fin des années 1960, la croissance démographique est sérieusement affaiblie pour que le nombre total d'habitants dans la cité coutelière diminue progressivement à partir de 1968 jusqu'en 2012, passant de 16 623 habitants en 1968 à 11 217 en 2012. La tendance démographique de la ville s'est brièvement inversée entre 2011 et 2016 pour diminuer à nouveau en 2020.
D'après Le FIgaro, en 2023, la communauté turque recense près de 3 000 personnes dans la ville

#### Pyramide des âges
En 2018, le taux de personnes d'un âge inférieur à 30 ans s'élève à 31,7 %, soit en dessous de la moyenne départementale (34,2 %). À l'inverse, le taux de personnes d'âge supérieur à 60 ans est de 32,4 % la même année, alors qu'il est de 27,9 % au niveau départemental.
En 2018, la commune comptait 5 722 hommes pour 6 056 femmes, soit un taux de 51,42 % de femmes, légèrement inférieur au taux départemental (51,59 %).
Les pyramides des âges de la commune et du département s'établissent comme suit.
| Hommes | Classe d’âge | Femmes |
| ------ | ------------ | ------ |
| 1,0    | 90 ou +      | 2,7    |
| 7,7    | 75-89 ans    | 12,1   |
| 19,8   | 60-74 ans    | 21,3   |
| 20,4   | 45-59 ans    | 20,1   |
| 16,0   | 30-44 ans    | 15,3   |
| 18,6   | 15-29 ans    | 14,0   |
| 16,5   | 0-14 ans     | 14,6   |

| Hommes | Classe d’âge | Femmes |
| ------ | ------------ | ------ |
| 0,7    | 90 ou +      | 2,1    |
| 7,4    | 75-89 ans    | 10,2   |
| 17,7   | 60-74 ans    | 18,6   |
| 20,2   | 45-59 ans    | 19,2   |
| 18,4   | 30-44 ans    | 17,4   |
| 18,6   | 15-29 ans    | 17,2   |
| 17     | 0-14 ans     | 15,3   |

La pyramide des âges de la ville semble adopter un profil dit de « feuille de chêne » en raison de l'instabilité du nombre de naissances par années alors que celui du département adopte un profil de « pagode ».

### Culte

#### Culte catholique
Thiers dépend de l'archidiocèse de Clermont.
Outre les trois principales églises Saint-Genès et Saint-Symphorien, la ville compte plusieurs autres lieux catholiques avec les Sœurs-de-Nevers, Saint-Roch, de l'hospice, des Belins, du Fau, des Garniers ou encore la chapelle de Bellevue. D'autres chapelles privées sont également recensées sur la commune comme celle du château de la Chassaigne.

#### Culte protestant
Une église évangélique est présente dans le bas de la rue de Lyon en centre-ville. La façade de cette dernière est constituée d'un portique de cinq arcades construites en pierre de Volvic. Un temple, situé à quelques mètres de l'église, sur la place Duchasseint, possède une fonction similaire.

#### Culte musulman
Trois mosquées sont présentes dans la commune de Thiers. La première est située dans la partie basse de l'avenue Rouget-de-l'Isle et la deuxième est située au lieu-dit du bout-du-monde proche de la rue de l'industrie,.

### Vie associative
Pour sa taille, Thiers possède un tissu associatif très riche. Pour l'actuelle majorité, « une vie associative dense est l’un des révélateurs de la vitalité d’une commune ». Avec plus de 260 associations, la ville montre l’investissement personnel fort de nombre de ses habitants dans de multiples domaines. La maison des associations, située place Francisque Faÿ, propose un ensemble de bureaux et salles de réunions pour les associations ou organismes ayant un rayonnement local.

### Médias
L'actualité de Thiers et de sa région est couverte par plusieurs médias de différente nature. Au niveau de la presse écrite, deux quotidiens locaux dépendant du groupe Centre France sont actifs : La Gazette de Thiers et La Montagne (édition Thiers-Ambert). Plusieurs journaux spécialisés se partagent le marché des petites annonces : Le journal du coin est un périodique de la région de Thiers. Info et Le 63 proposent des petites annonces de tout le Puy-de-Dôme.
Au niveau de la radio, Thiers est couverte par un ensemble de stations tels que Radio Arverne (100.2 FM), Logos FM (94.7 FM), RVA (92.0 FM), Radio Scoop (98.8 FM), France Bleu Pays d'Auvergne (102.5 FM), Virgin Radio (89.6 FM), NRJ (104.0 FM), Nostalgie (87.7 FM), Chérie (100.8 FM) ou encore de nombreux réseaux nationaux (RTL, Europe 1, RMC, Fun Radio, RTL2, RFM, Skyrock, Radio FG et Rire & Chansons) qui diffusent aussi leur programme sur la commune. Thiers, entre 1950 et 1988 possédait une radio à son nom qui était non seulement diffusée sur le canal FM mais aussi dans les rues du centre-ville de Thiers avec de nombreux haut-parleurs dissimulés le long des immeubles en ville. La RLT (Radio Locale Thiers) prend la franchise Pacific FM fin décembre 1987 jusqu'à l'arrêt du réseau en France puis Metropolys pour un an avant d'arrêter ses programmes. Elle diffusait sur 91.7 FM.
Une antenne de France 3 Auvergne se situe à Thiers, elle traite quotidiennement de l'actualité en Auvergne lors du décrochage local du 19/20 dans son édition « France 3 Auvergne ». Comme le reste du Puy-de-Dôme, le secteur de Thiers reçoit aussi les programmes de la chaîne Clermont Première deveue IC1. Elle était la chaîne locale clermontoise privée. Elle a cessé d'émettre le 1er juin 2015 après avoir arrêté la production d'émissions 1 an et demi avant. Elle a souffert de pertes budgétaires allant jusqu'à 12 millions d'€ en 2009, ce qui a provoqué une restructuration tant en suppression de postes qu'en réduction des programmes. Thiers reçoit les chaînes de la TNT grâce au site de diffusion du Puy de Dôme mais aussi à un réémetteur TDF chargé de couvrir les zones blanches du Puy de Dôme situé sur les hauteurs de la ville proche du lieu-dit des Belins.

## Économie
Thiers est le siège du service industrie de la Chambre de commerce et d'industrie du Puy-de-Dôme née de la fusion en 2010 de la Chambre de commerce et d'industrie de Thiers avec les cinq autres CCI du département. Les créateurs ou repreneurs d'entreprise peuvent bénéficier de prêts par le biais de la plate-forme d’initiative locale Créa-Thiers Initiatives. Un hôtel d’entreprises est également à leur disposition dans la zone industrielle du Felet.
| Zone \ Secteur d'activité  | Agriculture | Industrie | Construction | Commerce, transports, services divers | Administration publique, enseignement, santé, action sociale |
| -------------------------- | ----------- | --------- | ------------ | ------------------------------------- | ------------------------------------------------------------ |
| Thiers                     | 0,4 %       | 24,8 %    | 3,3 %        | 37,8 %                                | 33,7 %                                                       |
| Issoire                    | 0,5 %       | 31,1 %    | 4,0 %        | 32,1 %                                | 32,2 %                                                       |
| Riom                       | 0,7 %       | 20,5 %    | 5,4 %        | 37,9 %                                | 35,5 %                                                       |
| Clermont-Ferrand           | 0,6 %       | 13,9 %    | 4,5 %        | 45,0 %                                | 36,0 %                                                       |
| Puy-de-Dôme                | 3,5 %       | 16,1 %    | 6,9 %        | 41,1 %                                | 32,4 %                                                       |
| France métropolitaine      | 2,8 %       | 12,9 %    | 6,9 %        | 46,2 %                                | 31,2 %                                                       |
| Source des données : Insee |             |           |              |                                       |                                                              |

Avec 24,8 % des emplois (près du double de la moyenne nationale), l'industrie tient encore une place importante dans la ville. On observe tout de même, à Thiers comme ailleurs, une baisse de cette part qui était en 1999 de 35,8 %. La ville présente un profil similaire à Riom et Issoire, deux autres sous-préfectures du département de taille comparable, qui ont aussi une forte vocation industrielle. Mais contrairement à ses voisines qui accueillent des implantations de grands groupes nationaux et internationaux, le développement de Thiers s'est fait, presque exclusivement de façon endogène, sur un tissu ancien et très dense de PMI.

### L'industrie à Thiers
L’évolution urbaine de Thiers est profondément marquée par une forte activité industrielle depuis près de sept siècles. Cet impact est particulièrement visible dans les gorges de la Durolle — aussi appelées Vallée des Usines, occupées par près de quarante usines ou ateliers. L’industrie est également très présente dans le centre-ville, où les étendoirs de papeterie et les ateliers de couteliers à domicile sont intégrés dans l’habitat médiéval.
On peut lister un certain nombre d'entreprises industrielles significatives :
| Nom            | Activité                       | Date de création | CA              | Effectif     | Appartenance à un groupe |
| -------------- | ------------------------------ | ---------------- | --------------- | ------------ | ------------------------ |
| Aciers Coste   | Aciers inoxydables             | 1920             | 13,7 M € (2018) | 40 p. (2018) | Diam Group               |
| Préciforge     | Estampage à chaud (automobile) | 1956             | 45 M € (2017)   | 125 p.       | Groupe Forlam (Lyon)     |
| Wichard Marine | Pièces forgées de marine       | 1919             | 45 M € (2018)   | 280 p.       |                          |

### Fabrication de couteaux

#### Moyen Âge
La force hydraulique de la Durolle est utilisée à Thiers dès le Moyen Âge pour mouvoir les moulins à farine, les foulons des tanneurs, les maillets des papetiers, et avec le développement de la coutellerie, les martinets des fondeurs et les meules des émouleurs,. Les objets produits dans la vallée sont exportés dans plusieurs pays au XVIIe siècle, en Espagne, en Italie, en Allemagne, en Turquie et « aux Indes »,.

#### Révolution industrielle

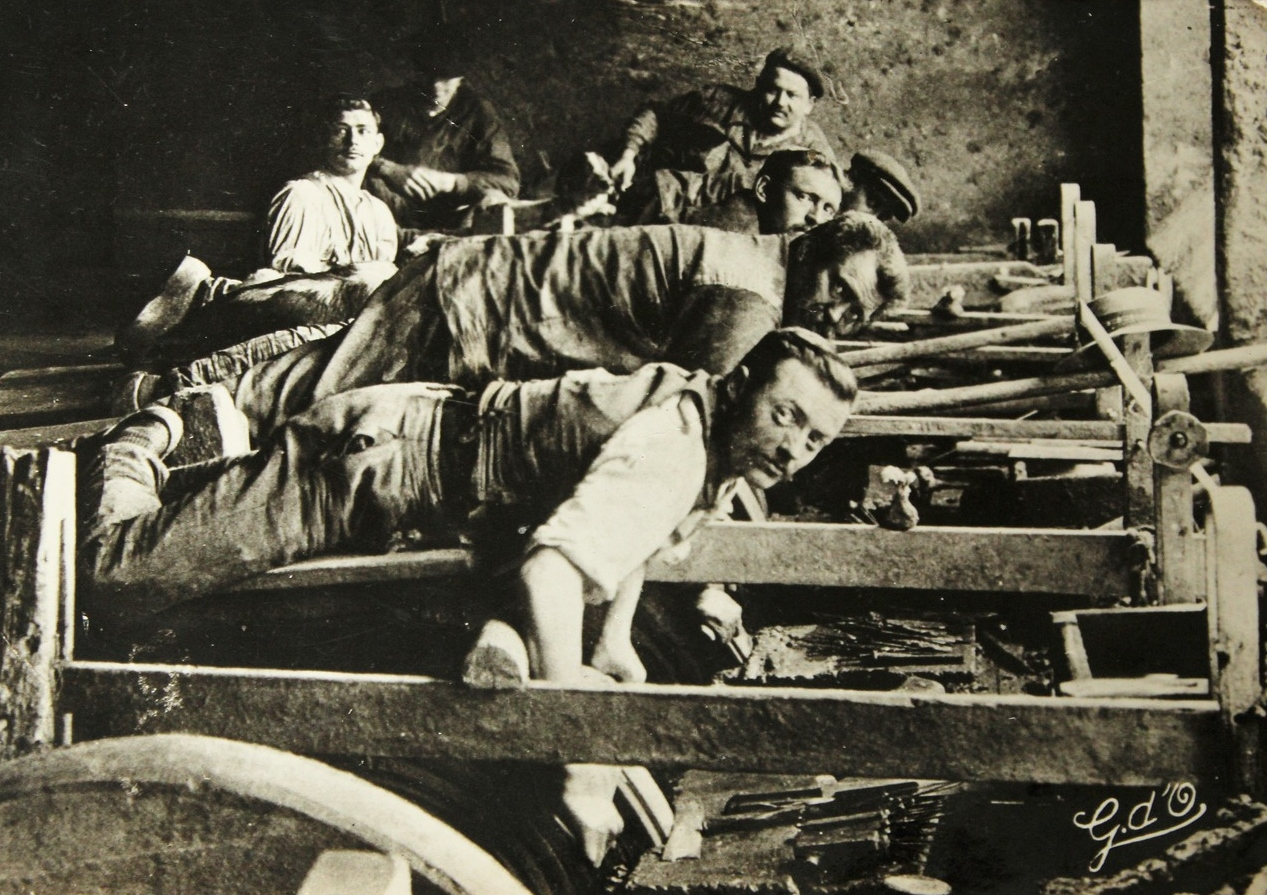
Des émouleurs de Thiers au début du XXe siècle.

À partir de 1850, seule la coutellerie parvient à se maintenir avec l'introduction des machines, ce qui préfigure l'avènement de la grande industrie. À cette époque, l'industrie coutelière présente une organisation particulière. La main-d'œuvre nécessaire pour fabriquer un couteau est disséminée à travers la ville ; il y a une extrême division du travail, les ouvriers sont spécialisés dans un métier, transmis de père en fils, pour lequel ils acquièrent une grande dextérité. Les barres d'acier que les entreprises reçoivent sont d'abord confiées aux « martinaires » qui les amincissent (afin qu'elles puissent être aiguisées) grâce à des martinets mus par la force hydraulique de la rivière. Les forgerons reçoivent ensuite ces barres avec lesquelles ils forgent les pièces de couteau. Ces pièces sont ensuite envoyées aux limeurs, aux perceurs, aux émouleurs puis aux polisseurs qui aiguisent et polissent les lames sur des meules entraînées par la Durolle. Le fabricant effectue lui-même la trempe, puis, après que le cacheur ait livré les manches, toutes les pièces sont finalement remises aux monteurs qui habitent les faubourgs de Thiers. Cette organisation de la production est donc caractérisée par une dissémination importante des lieux de travail dans la région thiernoise et plus particulièrement dans la vallée des Usines. À la fin du XIXe siècle, la concurrence étrangère amène les industries thiernoises à se moderniser. Cette modernisation passe par l'électrification. Un nouveau type d'usines se crée, où sont intégrées toutes les opérations de la coutellerie. Les usines de papeterie qui n'ont pas voulu recourir à ces techniques modernes de production se voient dans l'obligation de fermer leurs portes ; elles n'étaient plus qu'une vingtaine en 1860.

#### Le tout début duXXesiècle

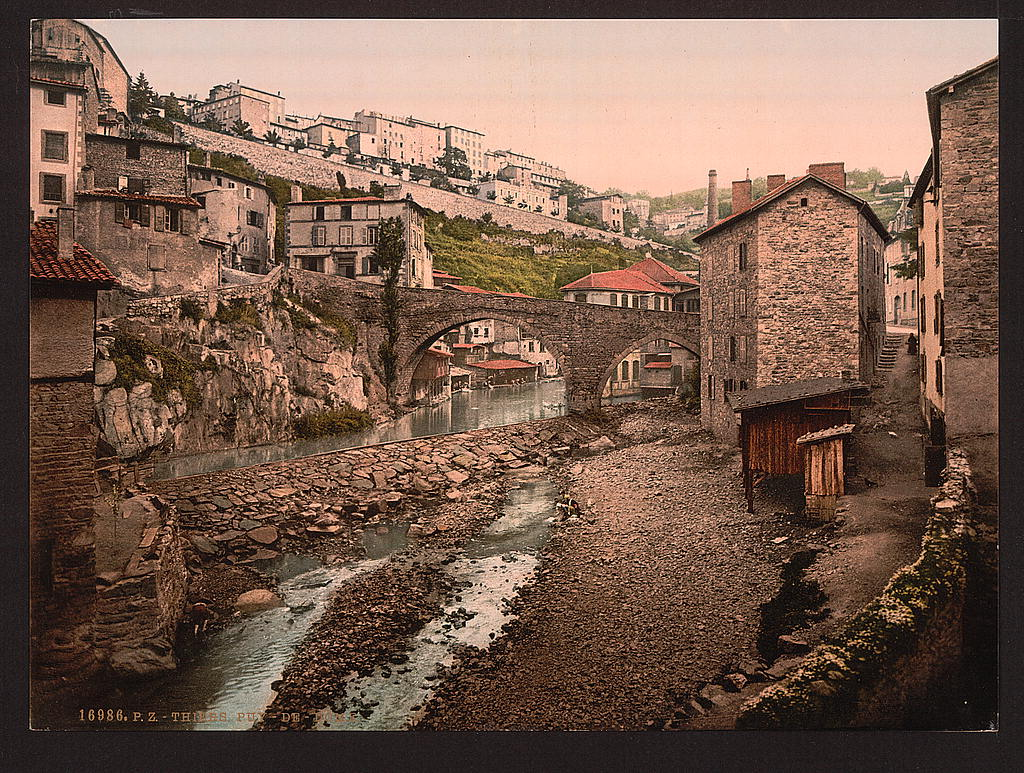
La partie nord de la vallée des usines au début du XXe siècle.

Les problèmes concernant les eaux de la Durolle sont de plus en plus nombreux au début du XXe siècle. En premier lieu, le débit de la rivière en été reste très bas et très irrégulier, provoquant un chômage relatif. En effet, les usines utilisant la force motrice de la rivière ne peuvent travailler sans un débit d'eau suffisant. En hiver, le phénomène s'inverse, la Durolle d'hiver devient un torrent en crue avec une force considérable. La ville de Thiers est l'une des villes les plus vulnérables du département du Puy-de-Dôme face aux crues et la vallée des Usines est le quartier de la ville le plus touché lors de ces événements. Pour ne plus dépendre des caprices de la Durolle, les usines utilisent la force motrice électrique dès 1903. La Durolle permet d'obtenir une puissance d'environ 1 000 chevaux par jour en moyenne en 1920 contre 1 500 chevaux pour l'énergie d'origine électrique.

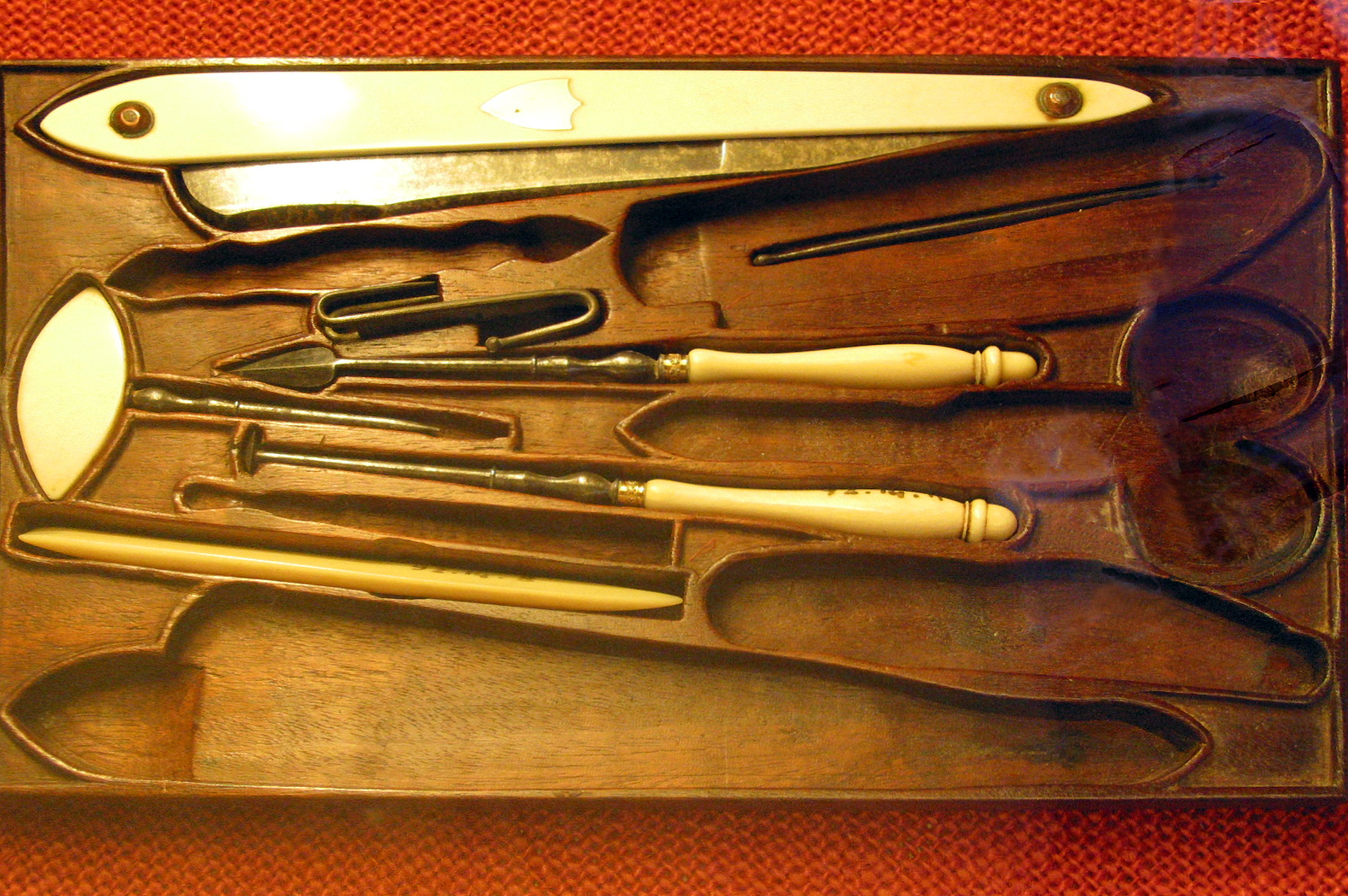
Trousse de barbier exposée au musée de la coutellerie.

L'indépendance des usines face à la Durolle leur permet de devenir des « usines complètes ». Ainsi, dans la vallée de la Durolle, plus de 12 000 ouvriers et 550 fabricants sont présents en 1912. Durant cette période, le bassin thiernois est le plus gros bassin français de production de couteaux et d'outils possédant une lame, loin devant ceux de Châtellerault, Nogent-en-Bassigny et Paris et à égalité avec Sheffield au Royaume-Uni. La production, à partir de 1912 connaît de nombreuses fluctuations :
| année | production en tonnes. |
| ----- | --------------------- |
| 1912  | 3 108 t               |
| 1918  | 1 210 t               |
| 1920  | 2 618 t               |

#### Au sortir de la Seconde Guerre mondiale
À la fin de la Seconde Guerre mondiale, lors de la reconstruction après la guerre, la ville connaît une multiplication des petites entreprises. Les ouvriers se mettent à leur compte et créent une multitude d'entreprises de taille très modeste. Les grandes usines de la ville sont donc accompagnées par des microentreprises qui emploient un petit nombre d'ouvriers. Dans ces dernières, la main-d'œuvre reste essentiellement familiale. Les patrons travaillent comme des ouvriers à l'atelier tandis que, généralement, les femmes s'occupent de la comptabilité et du secrétariat. Dans ces petites entreprises, les relations entre les ouvriers et le patron passent le plus souvent par le tutoiement, symbole d'une bonne relation entre eux. Un nombre non négligeable de fabricants de couteaux, rasoirs, ciseaux de toutes sortes font vivre le commerce qui est somme toute florissant, tout en restant modeste. Certains ouvriers spécialisés dans le polissage des lames, le montage des couteaux ou des rasoirs, les trempeurs ou fabricants de manches louent de modestes ateliers où ils travaillent cinq jours par semaine. La journée de travail compte alors neuf voire onze heures parfois. Les plus connus sont les rémouleurs couchés qui possèdent chacun un chien qui s'allongent sur leurs jambes et les tiennent au chaud. Une "grosse" de lames, soit douze douzaines, peut être polie à la main dans la journée.

#### Deuxième moitié duXXesiècle

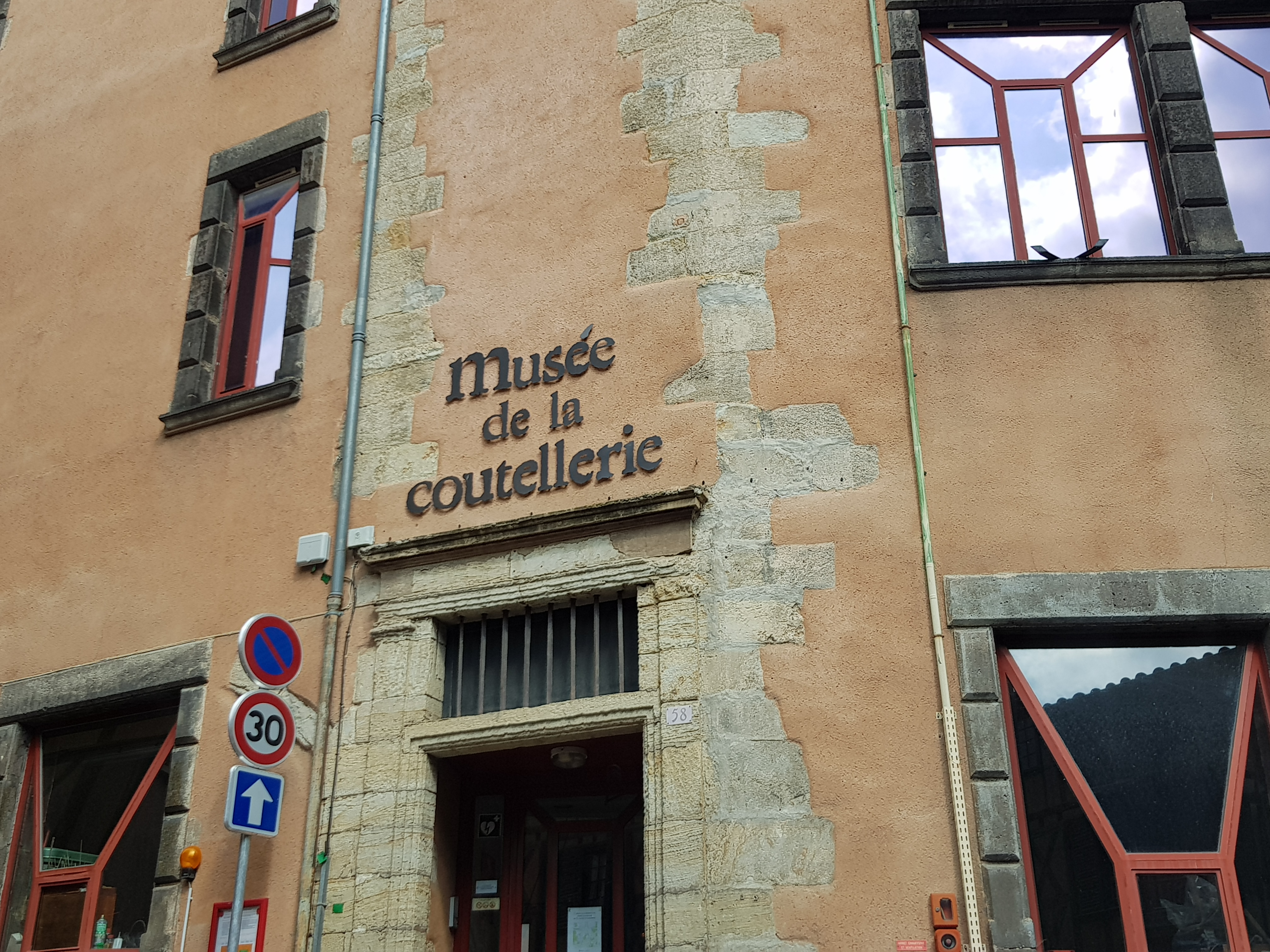
La partie no 2 du musée de la coutellerie en 2017.

À partir de la deuxième moitié du XXe siècle, les usines de coutellerie se modernisent encore une fois et, désormais, la Durolle n'est plus utilisée comme source d'énergie, l'électricité l'ayant remplacée. Les entreprises quittent la vallée des Usines pour les zones industrielles à partir des années 1960,. Aujourd'hui, de nombreuses friches industrielles jonchent cette dernière,. Parmi elles, certaines sont reconverties en musée ou en centre d'art contemporain comme l'usine du May ou l'usine du Creux de l'enfer,. D'autres sont à l'abandon comme l'usine Ferrier usinage et celle du pont de Seychalles,. Dans la cité médiévale, le musée de la coutellerie ouvert en 1982 et la cité des couteliers ouverte en 2014 décrivent l'histoire coutelière de la ville,.

#### AuXXIesiècle
De nos jours, si les entreprises ont déserté la vallée des Usines, elles produisent encore 80 % de la consommation française de couteaux,. Elles sont 131 entreprises installées dans les zones industrielles du bassin thiernois en 2018. Ce savoir-faire est accompagné par une diversification industrielle et artisanale, principalement dans les domaines de la forge (pièces automobiles, prothèses chirurgicales ou encore traitement de surface) et de la plasturgie.

Des coutelleries dans des zones industrielles à Thiers
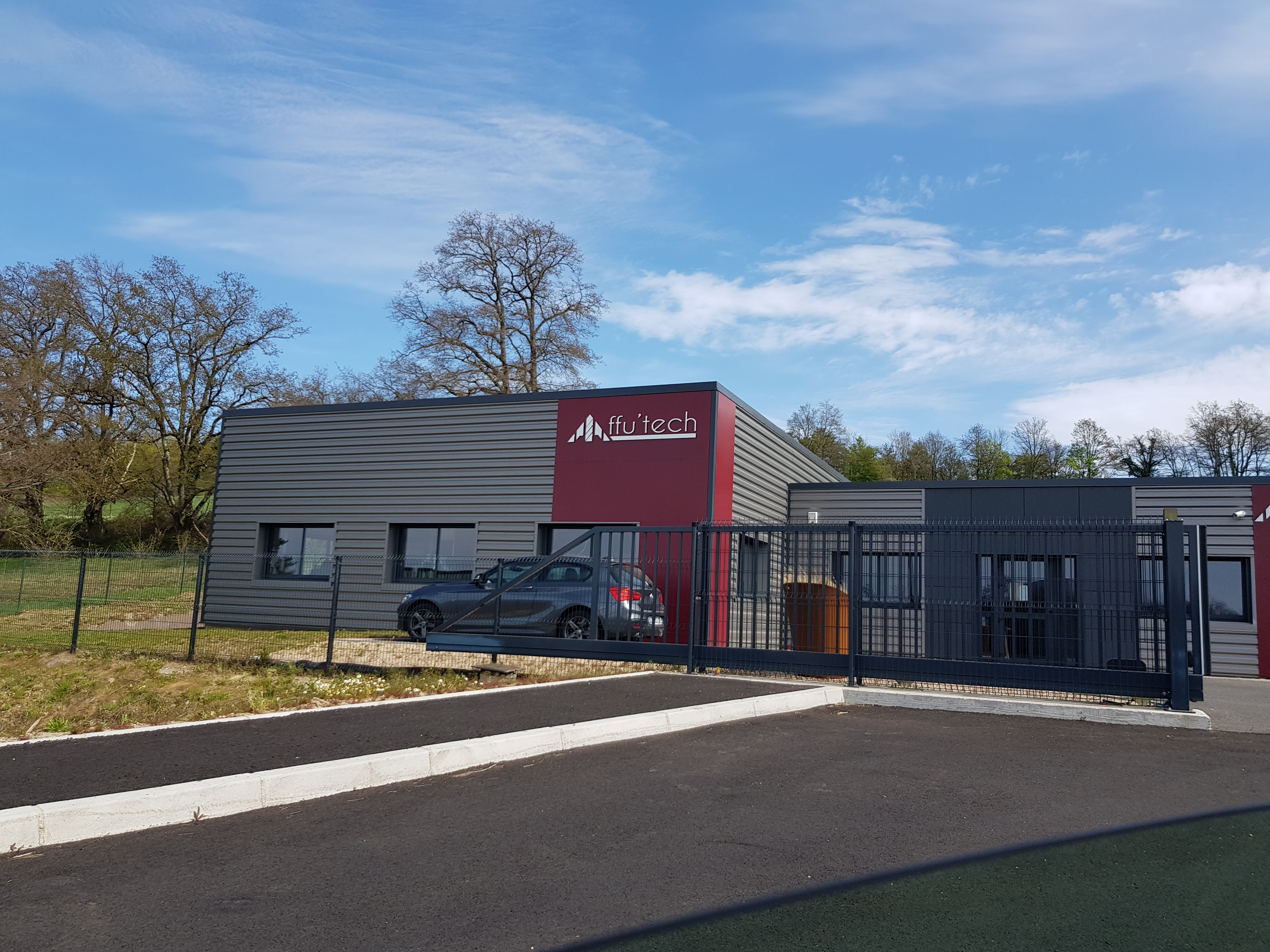
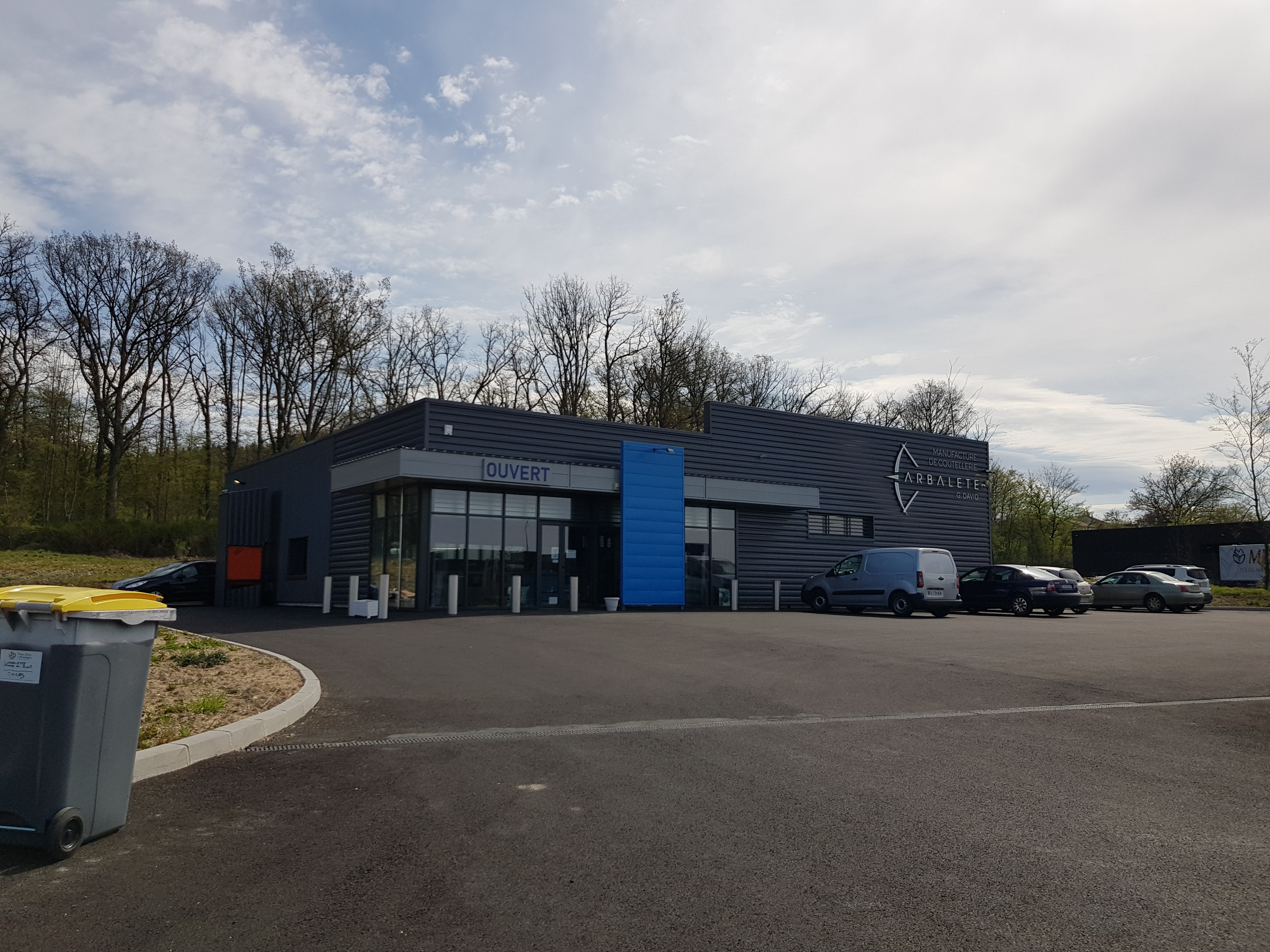
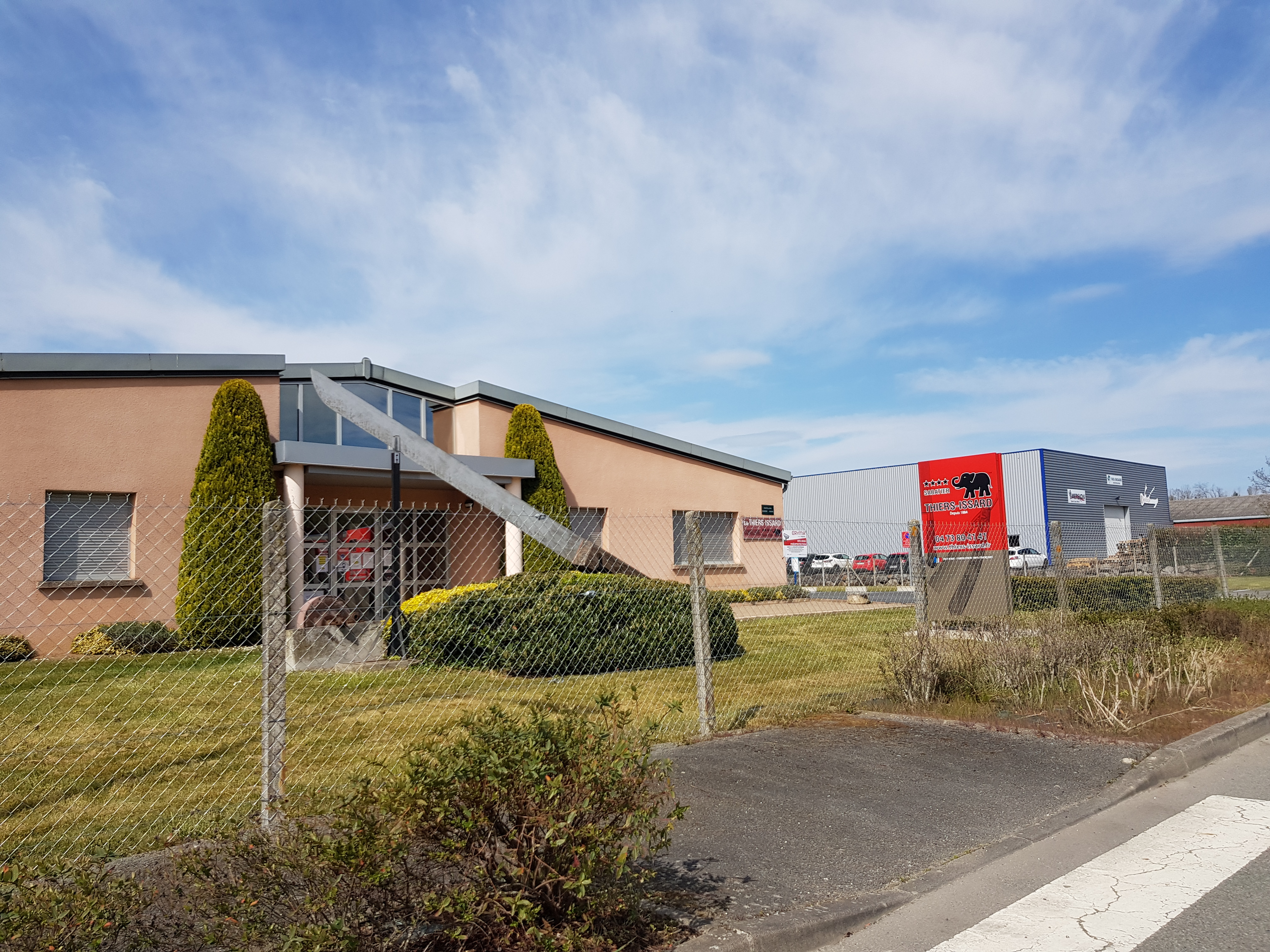
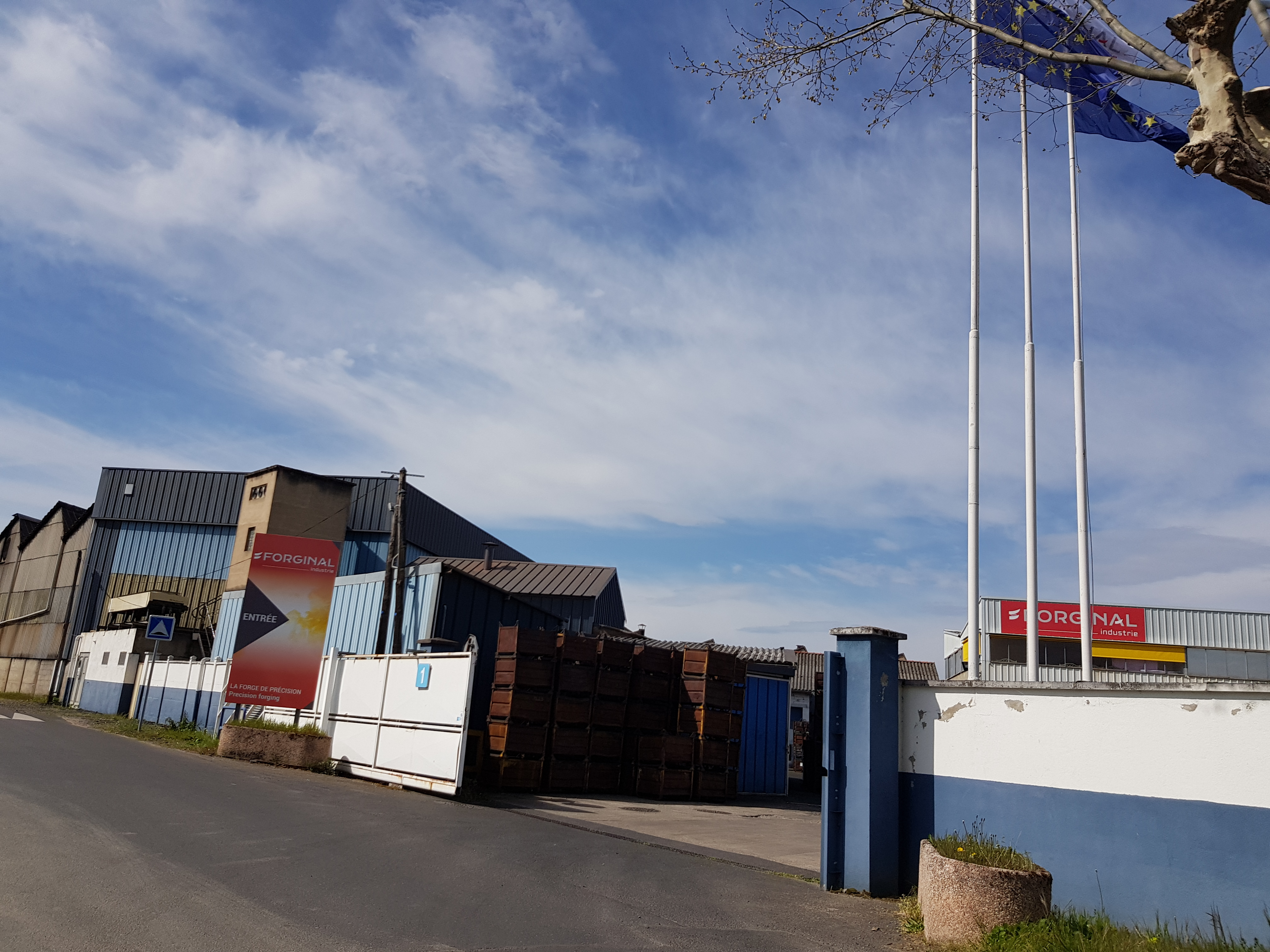

#### Histoire du couteau

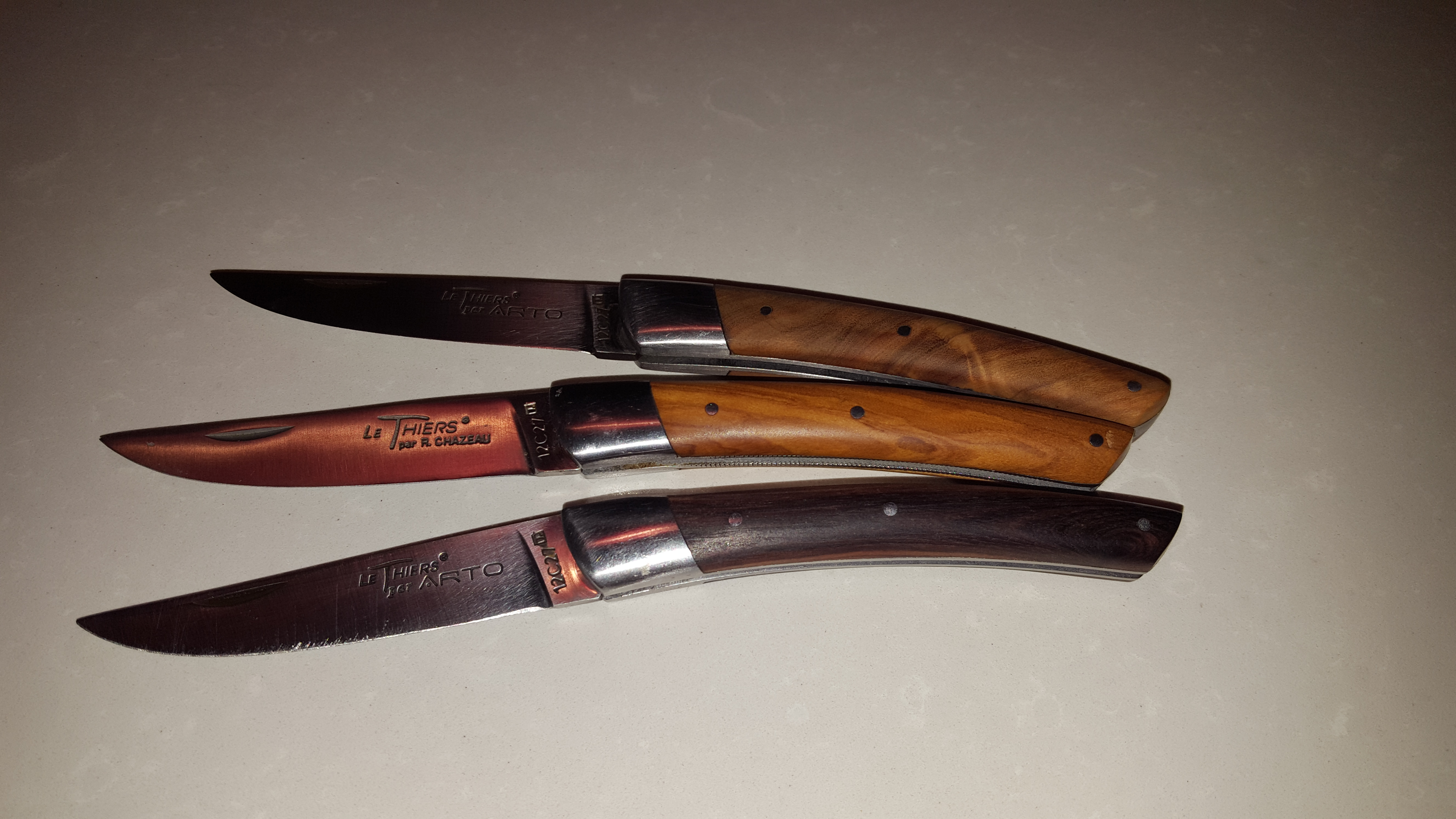
Trois couteaux Le Thiers pris en 2018.

L'histoire du couteau commence vraisemblablement en 1993 où la confrérie du couteau Le Thiers est fondée. L’intérêt de créer celle-ci est tout d'abord de promouvoir le couteau thiernois. D'après Roland Bouquet, directeur de la Chambre de commerce et d'industrie de Thiers, il ne faut pas résumer le problème de la coutellerie à celui du laguiole. En effet, celui-ci connaît de nombreuses contrefaçons qui affectent immédiatement les couteliers fabriquant ce couteau. Dès 1994, le couteau est destiné à être décliné selon les fabricants qui veulent l'inscrire à leur catalogue. Le couteau doit donc répondre à certaines normes, réglementées par une jurande. Toutefois, la place de la créativité personnelle des couteliers thiernois est assez grande. La commercialisation du couteau est annoncée en début de l'année 1995 mais dès novembre 1994, des couteaux Le Thiers font leur entrée chez des couteliers de la région.

#### Prestige dans la société thiernoise
Le couteau devient, au fil des années un emblème de la ville. Étant très dynamique, la confrérie du couteau attire de plus en plus de couteliers et artisans du bassin thiernois. Les manifestations comme Coutellia, salon international de la coutellerie mettent en avant le couteau de la région, l'affiche officielle du festival est d'ailleurs dotée d'une représentation du couteau.
L'Atelier de fabrication Le Thiers, situé dans la ville-haute, permet aux visiteurs de monter eux-mêmes leur couteau Le Thiers et de le garder en souvenir.

### L'agriculture
La part des agriculteurs à Thiers est relativement faible du fait de l'importance du secteur industriel. En effet, seulement 0,4 % des emplois à Thiers sont des agriculteurs contre 30 % d'ouvriers et 29 % environ d'employés. Thiers est le siège de la Chambre d'agriculture du secteur Dore-Livradois-Forez.

### Les services et le commerce
Thiers dispose de deux zones commerciales où le commerce tient une place très importante : le centre ancien et la ville-basse. La deuxième étant plus récente et plus moderne, les surfaces commerciales sont en moyenne plus grandes et font concurrence aux commerces de proximité situés en ville-haute. À cela vient s'ajouter l'attractivité commerciale du grand Clermont. Thiers n'est pas seule affectée puisque le Parc naturel régional Livradois-Forez est aussi touché par ce phénomène. Le Livradois-Forez est caractérisé par une forte évasion commerciale de l’ordre de 30 % vers Clermont-Ferrand principalement. Thiers possède une activité commerciale de 152 M€.
Une association de commerçants est créée au début des années 2000 dans le but de défendre les intérêts des commerçants et de faire la promotion de la ville. Elle se nomme ACT (Avenir Thiers Commerce).

### Emploi
| Zone \ CSP                 | Agriculteurs | Artisans, commerçants, chefs d'entreprise | Cadres, professions intellectuelles | Professions intermédiaires | Employés | Ouvriers |
| -------------------------- | ------------ | ----------------------------------------- | ----------------------------------- | -------------------------- | -------- | -------- |
| Thiers                     | 0,4 %        | 5,5 %                                     | 9,8 %                               | 25,6 %                     | 28,7 %   | 30,0 %   |
| Issoire                    | 0,4 %        | 5,2 %                                     | 9,7 %                               | 24,4 %                     | 28,1 %   | 32,1 %   |
| Riom                       | 0,5 %        | 5,4 %                                     | 15,9 %                              | 28,9 %                     | 28,2 %   | 21,1 %   |
| Clermont-Ferrand           | 0,1 %        | 3,8 %                                     | 20,9 %                              | 28,4 %                     | 29,2 %   | 17,7 %   |
| Puy-de-Dôme                | 2,5 %        | 6,5 %                                     | 15,0 %                              | 24,6 %                     | 28,3 %   | 23,1 %   |
| France métropolitaine      | 1,8 %        | 6,4 %                                     | 17,1 %                              | 25,6 %                     | 28,1 %   | 21,1 %   |
| Source des données : Insee |              |                                           |                                     |                            |          |          |

On note à Thiers un nombre important d'ouvriers et d'employés (plus de 61 % des actifs) et la faible part d'emplois de cadres. Le profil sociologique de Thiers ressemble à celui d'Issoire, alors que Riom voit le sien se rapprocher de celui de Clermont-Ferrand.

## Sports et loisirs

### Équipements sportifs

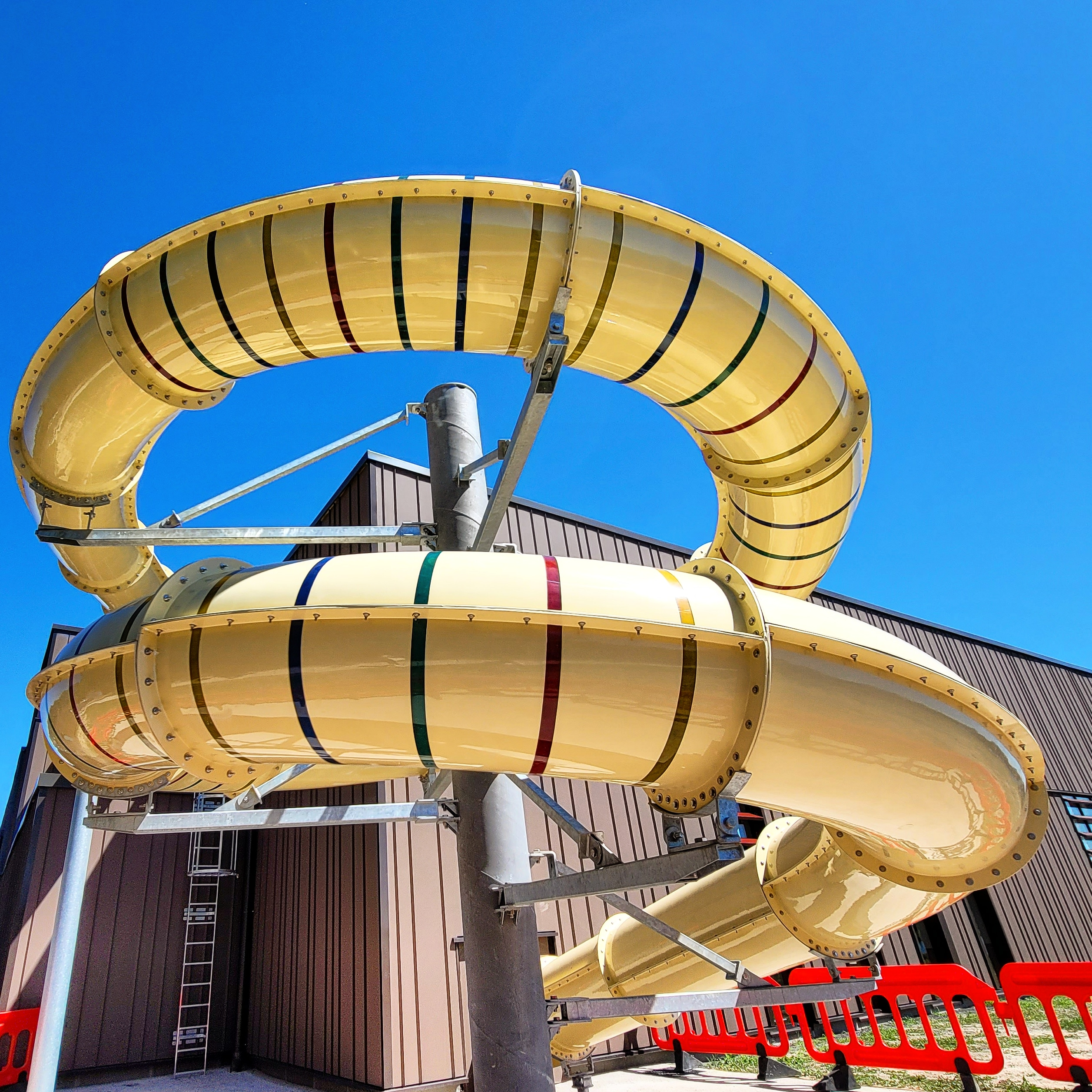
Toboggan du centre aquatique d'Iloa à Thiers.

#### Sports aquatiques
Un premier stade nautique est inauguré à la fin des années 1970 : la piscine René Barnérias. Il est remplacé en 2022 par un nouveau centre aquatique intercommunal construit sur le site d'Iloa.

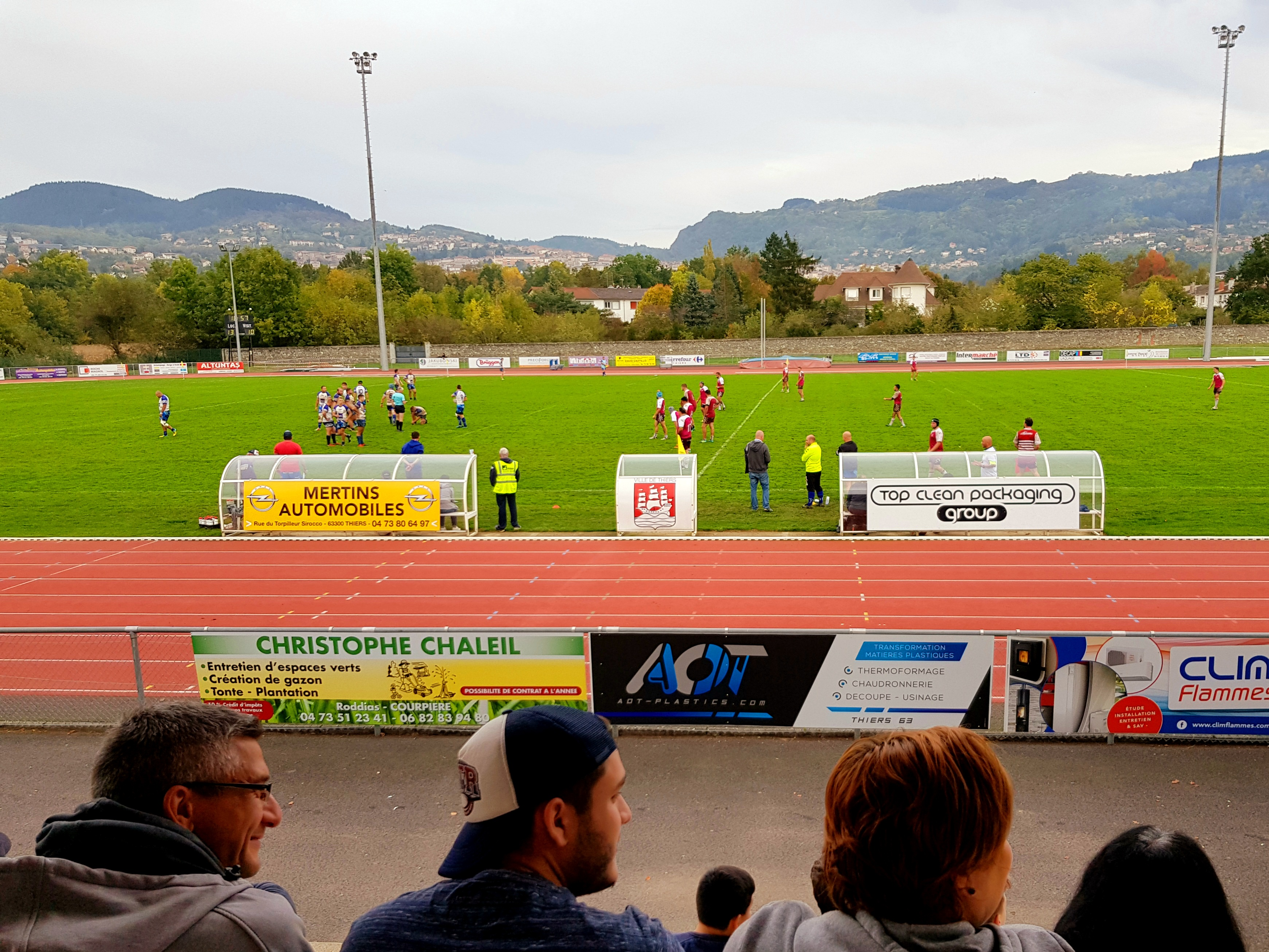
Principal terrain du stade Antonin-Chastel en 2019 depuis les tribunes.

#### Sports de salles et stades
La maison des sports accueille un nombre important d’activités sportives. Le bâtiment permet notamment la pratique des arts martiaux et des sports de combats, des sports collectifs, de la musculation ou encore de la gymnastique. Une salle multisport accueille également toutes sortes de pratiques ne nécessitant pas d’installations matérielles particulières. Achevé en septembre 2012, la réhabilitation partielle de la Maison des Sports permet notamment la création d’une extension de 700 m2 dédiée à la gymnastique, la création d’une salle réservée aux sports de combat, le réaménagement des salles de musculation et multisport, la création de nouveaux vestiaires, l’accessibilité aux personnes à mobilité réduite et une meilleure performance énergétique grâce avec l’amélioration de l’isolation.
Divers stades permettent la pratique des sports d'extérieur : le plus grand est le stade Antonin-Chastel qui peut accueillir 2 500 spectateurs, situé à côté du stade Fernand Sauzedde qui accueille la maison des sports. Deux autres stades, plus petits sont présents dans la commune : le stade d'Iloa sur la base de loisirs d'Iloa et le stade des Graviers proche du lycée Montdory.

### Loisirs
À l'ouest de la commune, près de la sortie d'autoroute sur l'A89 est aménagé une base de plein air et de loisirs de 70 hectares au nom d' « ILOA Les Rives de Thiers ».

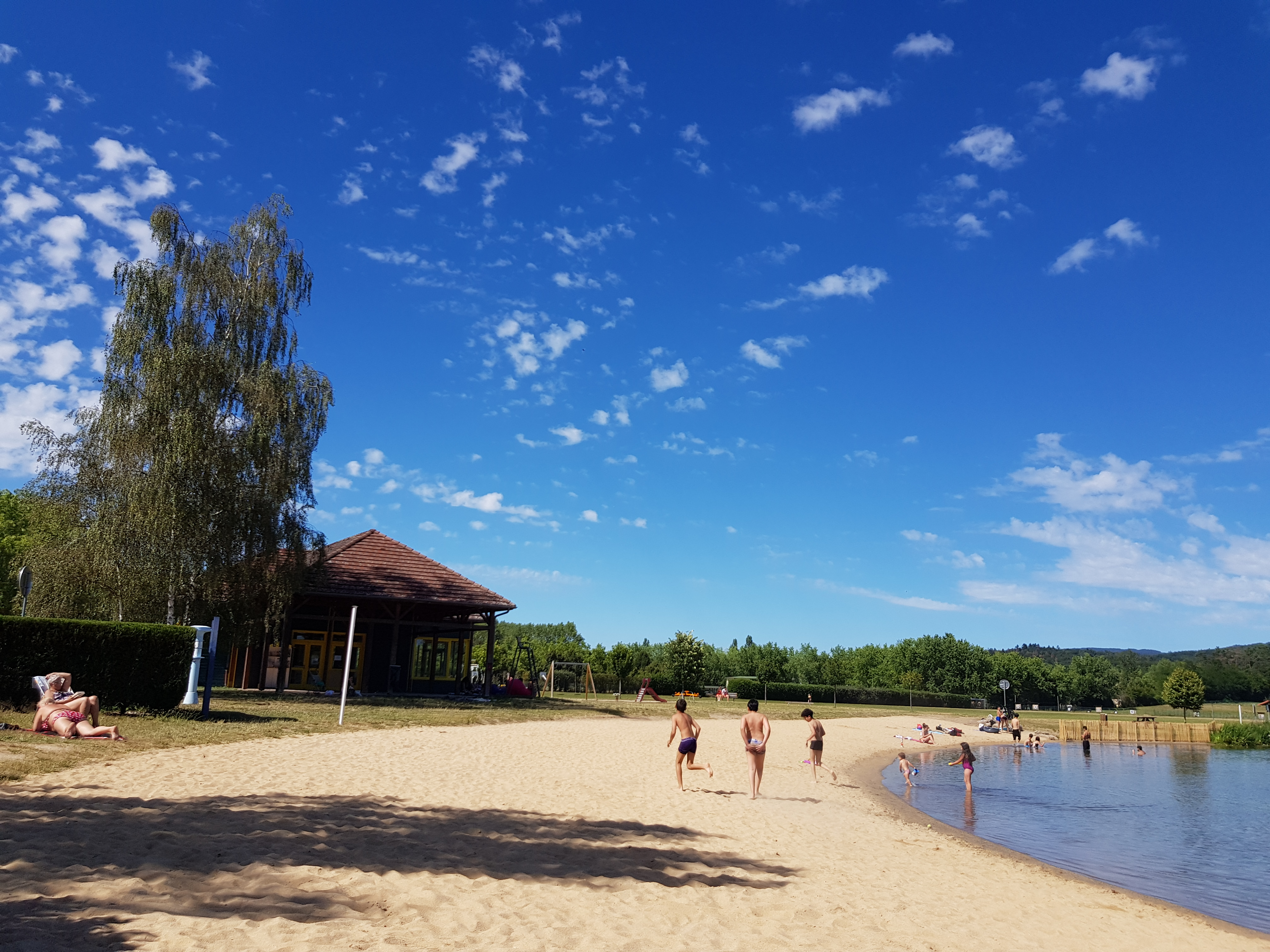
La plage d'Iloa en 2020.

Son pratiqués le beach-volley, le Tir à l'arc, le tennis, le minigolf, le football ou encore le basket-ball sur cet espace de loisirs. Le site dispose également un point de baignade labellisé Pavillon bleu, un lieu de restauration, des animations et des jeux aquatiques estivaux. Des associations y organisent aussi des manifestations (concours de pêche, canicross, cross ou encore concerts). Le centre aquatique intercommunal ouvre sur le site en 2022. Pour accompagner cela, un camping municipal borde l'entrée de la base. Thiers profite également à moindre mesure de la proximité de la base nautique de Saint-Rémy-sur-Durolle à quelques kilomètres. La base de loisirs d'Aubusson-d'Auvergne se trouve à 13 km de Thiers.

## Patrimoine
Le patrimoine de Thiers ne comporte pas d'éléments particulièrement célèbres ou spectaculaires mais se compose plutôt d'ensembles cohérents d'édifices dont beaucoup sont répertoriés aux monuments historiques et font partie du secteur sauvegardé de la ville.
Thiers compte 23 monuments et 325 objets répertoriés à l'inventaire des monuments historiques.

### Le patrimoine religieux thiernois

#### Église Saint-Genès

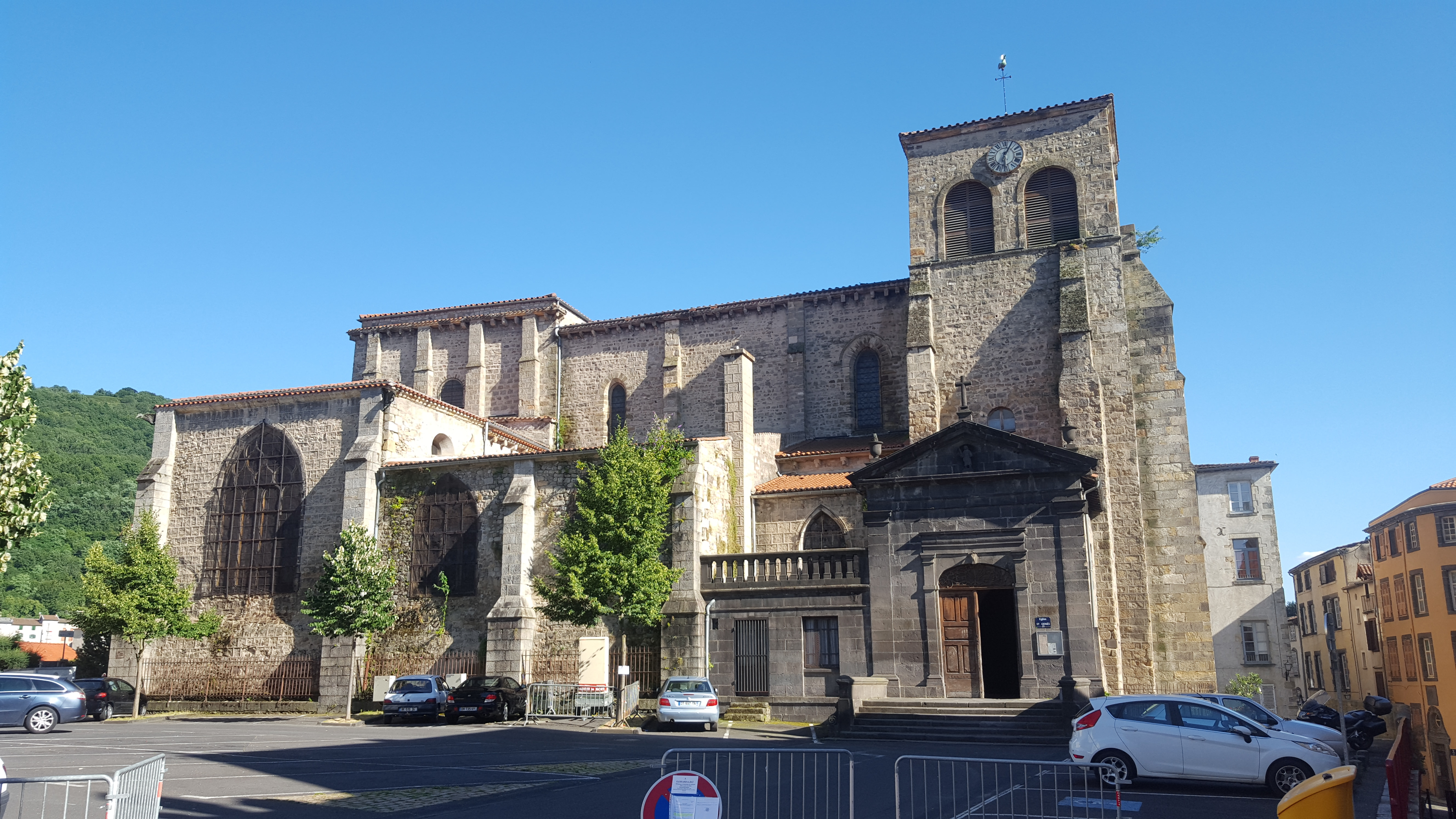
L'église Saint-Genès prise en 2017.

Le plus grand édifice religieux de la ville est l'église Saint-Genès. Connue pour être un mélange de l'art gothique et de l'art roman, l'église possède la plus grande coupole d'Auvergne. Construite à partir du VIe siècle, l'église doit son nom au martyr Genès, décapité au lieu-dit du Creux de l'enfer. Les premières constructions de l'édifice actuel datent du XIe siècle et ont été achevées en 1120. Remaniée à plusieurs reprises, l'église perd au XIXe siècle son porche original, qui abritait un grand escalier donnant accès à la porte principale. Classée monument historique sur la liste de 1846, elle est le premier édifice de la ville à obtenir ce titre.

#### Église Saint-Symphorien et logis abbatial du Moûtier

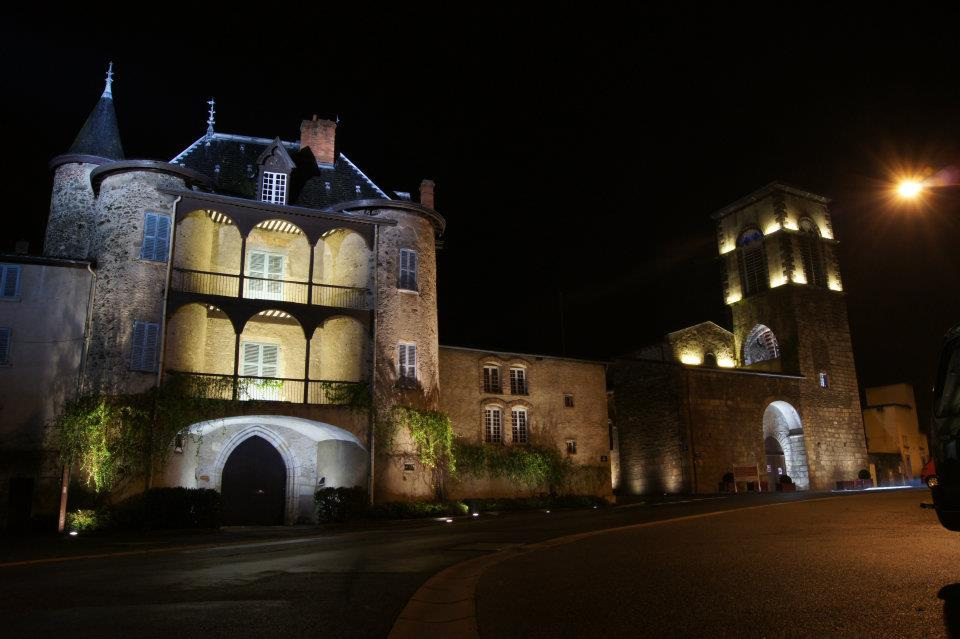
L'abbaye du Moutier et l'église Saint-Symphorien prises de nuit.

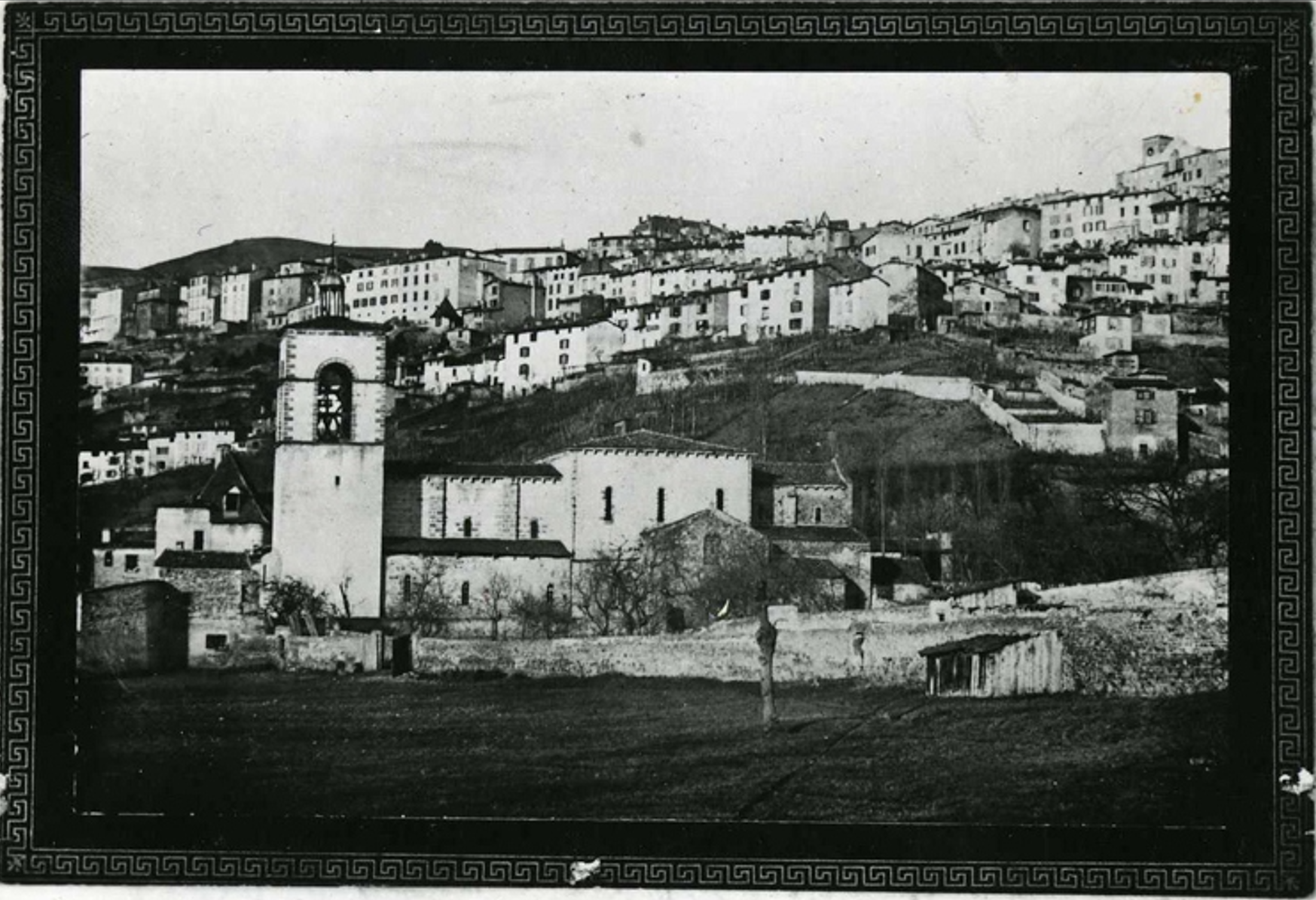
Vue générale de l'église Saint-Symphorien du Moûtier avant les travaux de 1882.

Au pied de la ville se trouve l'ensemble constitué de l'abbaye du Moûtier et de l'église Saint-Symphorien qui en dépend pendant près de dix siècles. Comme Saint-Genès, l'église Saint-Symphorien, dans le quartier du Moûtier, est bâtie aux XIe et XIIe siècles. On sait depuis 2022-2023 que la première église paléochrétienne en bois mentionnée par Grégoire de Tours était localisée dans le castrum tardo-antique des Millières situé dans les Margerides, en hauteur et à plus de deux kilomètres à vol d’oiseau du Moûtier. L’église primitive en bois a recueilli les reliques de Symphorien d’Autun (trois pierres teintées du sang du Martyr) et a été détruite par un incendie lors du siège de la forteresse par les Francs vers 530. Elle fut vraisemblablement reconstruite en dur au même emplacement intra-muros et les reliques de Symphorien préservées de l’incendie y furent à nouveau déposées. Le transfert de l’église Saint-Symphorien du castrum des Millières vers le site du Moûtier s’est possiblement déroulé durant la période carolingienne (VIIIe, IXe, Xe siècles) à une date aujourd’hui inconnue. L'église romane du Moutier, une fois construite, dépendra de l'abbaye bénédictine voisine. Comme Saint-Genès, elle sera remaniée au XIXe siècle. Lors de la restauration de 1882, elle perdra près de quinze mètres en longueur et la nef sera abaissée. Le chœur actuel est situé au niveau de l'ancien carré du transept. À l'arrière du bâtiment, on peut encore voir les ruines de l'ancienne abside rectangulaire et du transept. La façade et la base de l'édifice présentent encore un bel aspect roman et on peut y admirer un superbe ensemble de chapiteaux ornés de motifs variés (végétaux, animaux, sirènes…). Des traces de polychromie permettent de rendre à l'intérieur ses anciennes couleurs à l'occasion de la restauration de 2005.
L'abbaye du Moutier est fondée en 765 par Aldebert, évêque de Clermont et placée sous l'égide de saint Benoît. Elle est rattachée à l'ordre de Cluny au XIe siècle. Pierre, abbé, réorganise l'abbaye à partir de 1002 et offre, avec le consentement du seigneur de Thiers, sa soumission à Odilon, abbé de Cluny en 1011. Le contrat de pariage passé avec Alphonse de Poitiers (frère de saint Louis) en 1251 assure la protection royale et l'indépendance de l'abbaye qui peut exercer ses droits seigneuriaux (et de justice) sur la partie basse de la ville. Après la ruine d'une partie des bâtiments conventuels par une crue de la Durolle et la chute de ses effectifs, l'abbaye est supprimée par le pape Pie VI en 1782. De l'édifice qui reste aujourd'hui on peut dater les tours qui encadrent la porte principale du XVe siècle. Les galeries de bois de la façade sont postérieures.

#### Église Saint-Jean du Passet

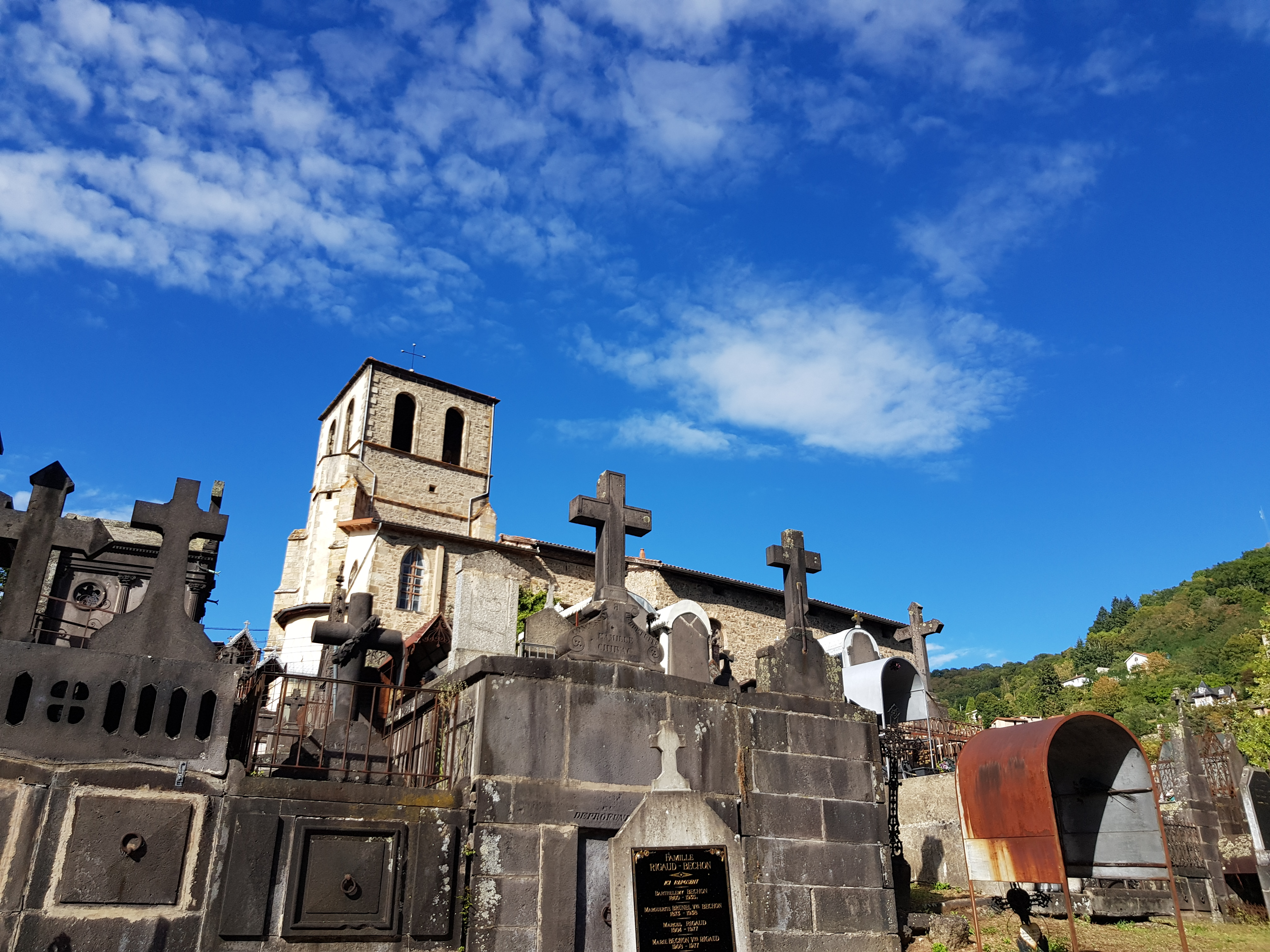
L'église et le cimetière Saint-Jean du Passet en août 2020.

L'église Saint-Jean du Passet donne son nom au quartier qui la borde. Sa date de construction étant inconnue, les premières traces de l'édifice remontent au XIe siècle. L'église est profondément remaniée au XVe siècle avant d'être englobée dans les fortifications des remparts de Thiers dès le XVIe siècle. Connue pour être la seule église de Thiers étant majoritairement composée d'éléments de l'architecture gothique, elle est également un lieu touristique de cette cité médiévale avec son cimetière éponyme pittoresque.
Inscrite sur la liste des monuments historiques en 1986, elle ferme ses portes définitivement au public la même année. Soucieuse de mettre en avant le patrimoine historique de la ville de Thiers, la municipalité décide d'ouvrir exceptionnellement l'église Saint-Jean du Passet aux visites guidées lors des journées européennes du patrimoine pour l'édition de 2020. L'église pourrait rouvrir de manière définitive lors d'expositions temporaires à l'avenir.
Le cimetière du même nom qui la jouxte au sud est très pittoresque. Situé sur un à-pic surplombant la Durolle, il offre de jolis points de vue sur la vallée et le bas de la ville. Son unité, due à la quasi-absence de constructions funéraires récentes, et sa situation — très pentue — lui confèrent un cachet particulier,.

##### Cimetière des Limandons
Ouvert en 1878, il est le plus grand cimetière de la ville, devant le cimetière Saint-Jean, qui lui a ouvert ses portes en 1838.

#### Chapelle des Sœurs-Nevers
Possédant de grandes ressemblances avec la chapelle de l'hospice, elles sont toutes deux construites au même siècle. Elle desservait autrefois l'école catholique qui s'adosse derrière elle. Cette école est devenue la maison des associations de Thiers. Les nombreuses rénovations qui se succèdent lui donnent aujourd'hui un côté assez contemporain. En 2012, une partie de la toiture est réhabilitée par la ville de Thiers. Au troisième quart du XXe siècle, le bâtiment des Sœurs de Nevers est affecté pour les plus démunis. Les sœurs de la chapelle quittent Thiers en 2013. Le tableau nommé « Saint François de Sales bénissant sainte Jeanne de Chantal et lui désignant la règle de la Visitation » datant de 1666, dont l'auteur est inconnu est retrouvé dans les locaux de la chapelle. Il est maintenant exposé dans l'église Saint-Genès de Thiers.

#### Chapelle Saint-Roch

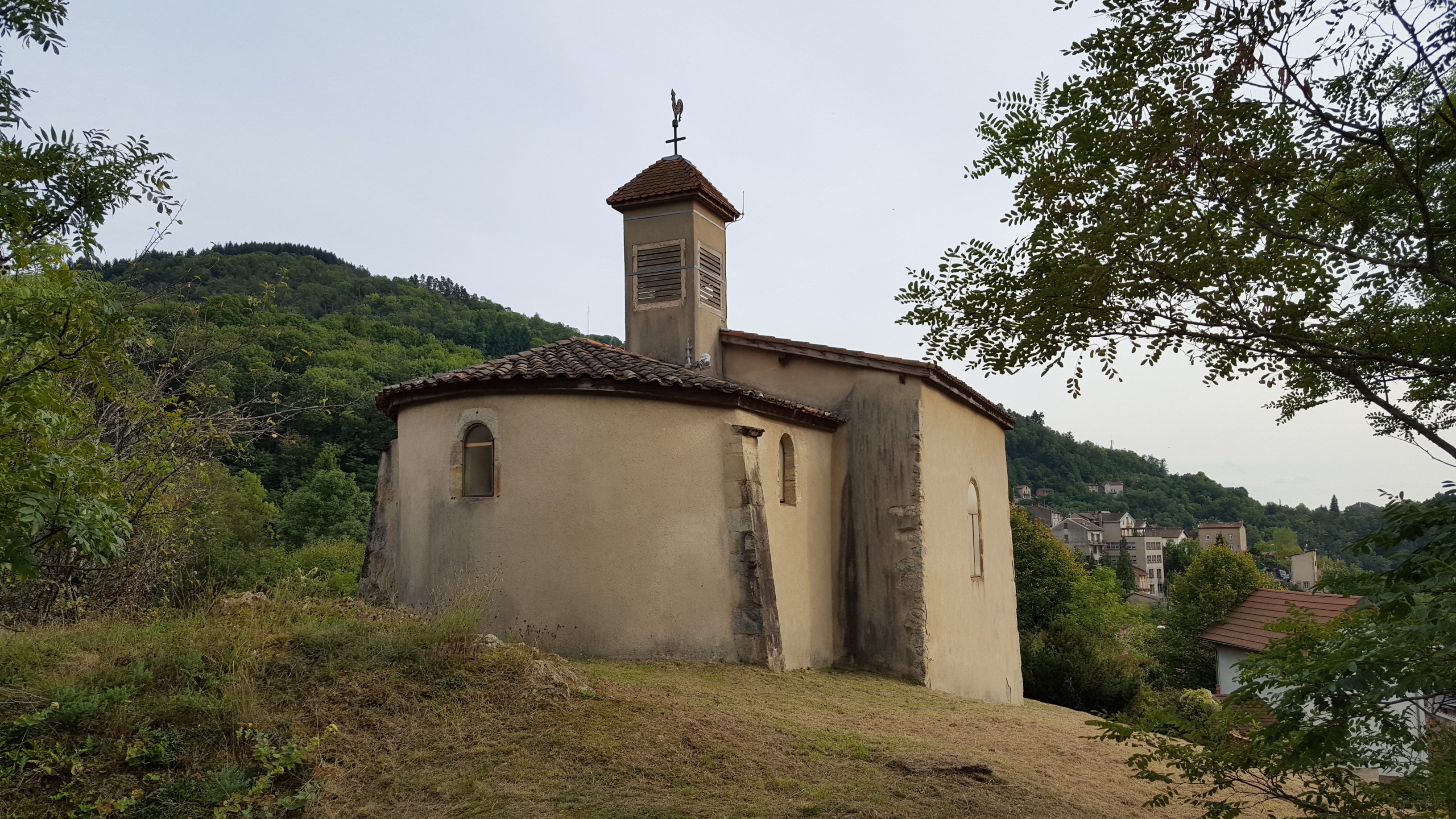
La chapelle Saint-Roch.

En 1630, Thiers sort d'une longue épidémie de peste qui prend son départ en 1628, deux ans auparavant causant de cruels ravages sur la population. À son ouverture, le véritable nom de la chapelle est chapelle du Puy Seigneur. Elle est érigée par un riche marchand papetier nommé Gilbert Bodiment. C'est un acte notarié du 19 mars 1630, qui révèle le début de la construction, par lequel Jean Chassonnerie maître maçon de Thiers, s'engage vis-à-vis du dit Bodiment à bâtir la chapelle. Tous les 16 août, des habitants du quartier entourant la chapelle viennent la nettoyer pour y organiser un pèlerinage. C'est une fête en honneur de Saint-Roch, ancien patron de la paroisse qui prendra plus tard son nom.

##### Chapelle de l'Hospice
L'ancien hôpital de Thiers possède une chapelle nommée Chapelle de l'hospice, le premier nom en raison de la fonction qui lui était accordée : desservir l’hôpital. C'est chapelle de style néoclassique du XIIe. La façade de celle-ci est constituée entièrement de pierre de Volvic et donc tient une couleur particulièrement foncé, quasi noire. Celle-ci est inscrite sur la liste des Monuments historiques en 1979.

#### Autres édifices du patrimoine religieux thiernois
- Le temple de l'église réformée (place Duchasseint) édifié entre octobre 1853 et juillet 1854 et financé uniquement par des dons et collectes[240],[241].
- La chapelle des Belins (village des Belins) construite au XVIIIe siècle[242].
- La chapelle des Garniers (village des Garniers) construite au XIXe siècle avec l'aide de Barante[243].
- La chapelle Saint-Jean-Baptiste de Bellevue (village de Bellevue) édifiée en 1928 par les habitants du village[244].
- La chapelle du Fau (villages du Nohat et du Fau), construite au XXe siècle par les habitants du village[245].
- L'église évangélique située au 6 rue de Lyon, de confession protestante[246].
- La chapelle de la Clôtra, quasi entièrement détruite. Elle était située entre l'église Saint-Genès et la cour de l'école du centre B[247]. Une arche traversée par la rue Jean-Brugière subsiste.

### Patrimoine civil

#### Moyen Âge
La cité médiévale de Thiers détient un nombre important d'immeubles médiévaux. Les colombages — bien qu'une partie des maisons soient crépies et que les colombages soient cachés — sont très visibles dans des rues comme la rue de la coutellerie ou la rue du Pirou.
Parmi celles-ci, l'hôtel du Charriol (localement appelé château du Pirou) est l'édifice le plus emblématique de la ville. Il se distingue par l'aspect élancé que lui donne son pignon en encorbellement soutenu par deux piliers de bois et son toit complexe et harmonieux. Construit en 1410 par Louis II de Bourbon, seigneur de Thiers, pour servir de résidence à ses gouverneurs, il héberge aujourd'hui l'office de tourisme et accueille aux niveaux supérieurs une exposition : la donation Calamy. Elle présente une riche collection d’art européen avec du mobilier allant de la période gothique au XVIIe siècle, des tableaux des Flandres du XVIIe siècle, des tapisseries ou encore des albâtres. Deux salles sont consacrées au pourtour méditerranéen avec des vases de la Grèce antique, des céramiques d’Iznik aux délicats motifs floraux ou des faïences de mosquée.
Dans la rue du Pirou, la maison des Sept péchés Capitaux doit son nom aux énigmatiques sculptures qui ornent les corbeaux soutenant le premier étage. Un peu plus loin, la pedde du Coin des Hasards remplace au XVe siècle les fortifications de la porte Chanier. On peut y remarquer un beau linteau de bois sculpté.
La maison de l'Homme des Bois au 21 rue de la Coutellerie, toujours du XVe siècle, se distingue par la décoration particulièrement riche de son premier étage. En plus d'un belle série de statuettes finement sculptées, on trouve la représentation de l'homme étrange qui donne son nom à l'édifice. Vêtu de peaux de bêtes, son expression est celle d'un illuminé et il tient un long bâton terminé par un visage qui pourrait figurer la « Mère folle » des alchimistes.
Dans la rue du Bourg le no 12, qui est construit au XIVe siècle, possède une porte d'entrée pittoresque. Elle est inscrite à l'inventaire des monuments historiques. Le no 4 de la rue Conchette est une maison à l'architecture datant essentiellement de l'époque classique, comprenant une cour intérieure rectangulaire et un couloir de communication avec la rue. Sur la face sud de cette cour s'élève un escalier de plan carré à quatre niveaux qui dessert l'ensemble de l'habitation. Cet escalier, d'un type assez particulier, est affirmé en façade par le jeu des volées rampantes entre les travées droites des extrémités. Les quatre baies qui éclairent les paliers sont rectangulaires et géminées par un meneau, celle du troisième palier étant à croisillon. Les intérieurs ont été remaniés et modernisés, mais il subsiste certains plafonds à la française et des carrelages rouges.

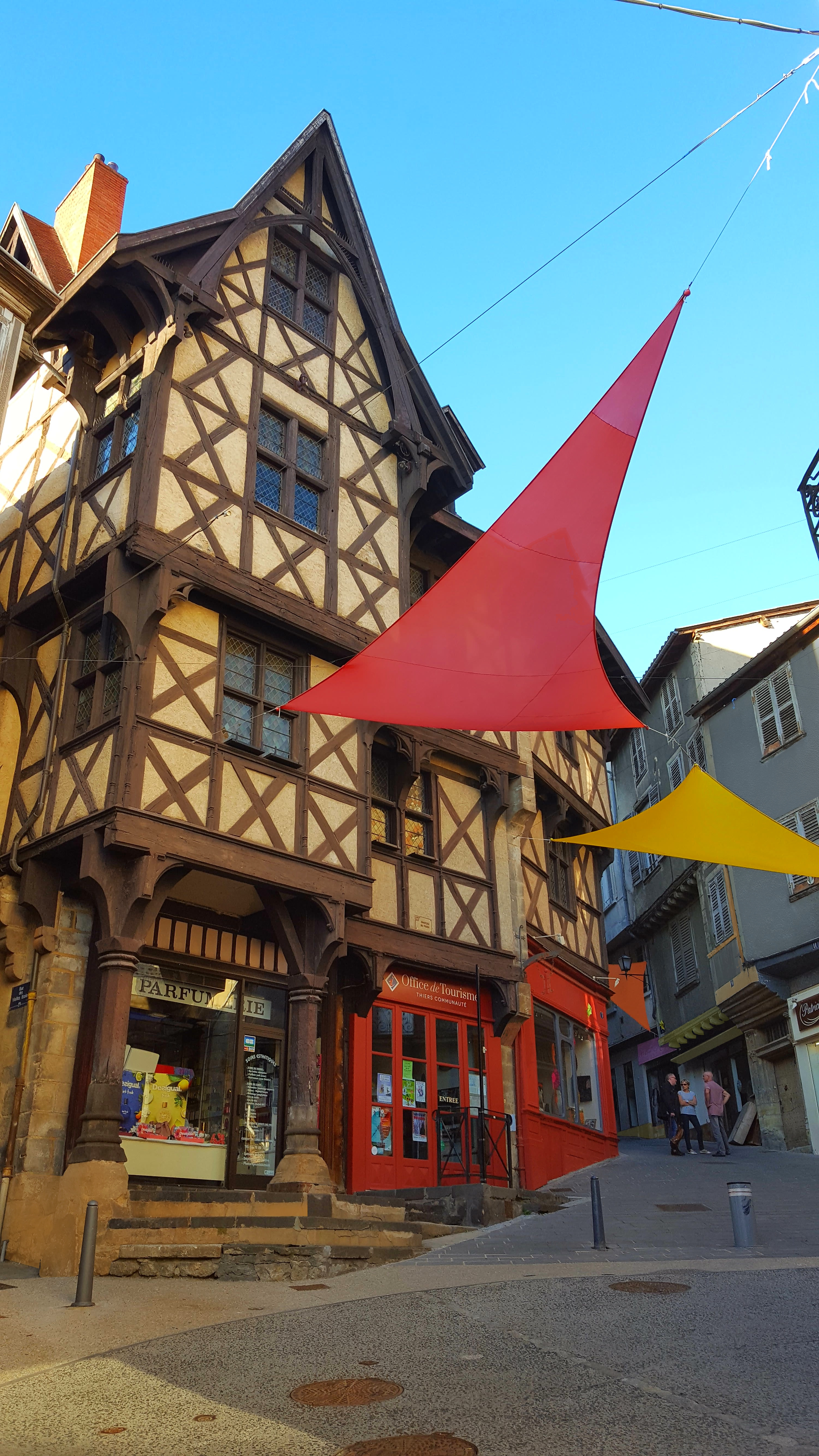
Le château du Pirou pris en 2017.
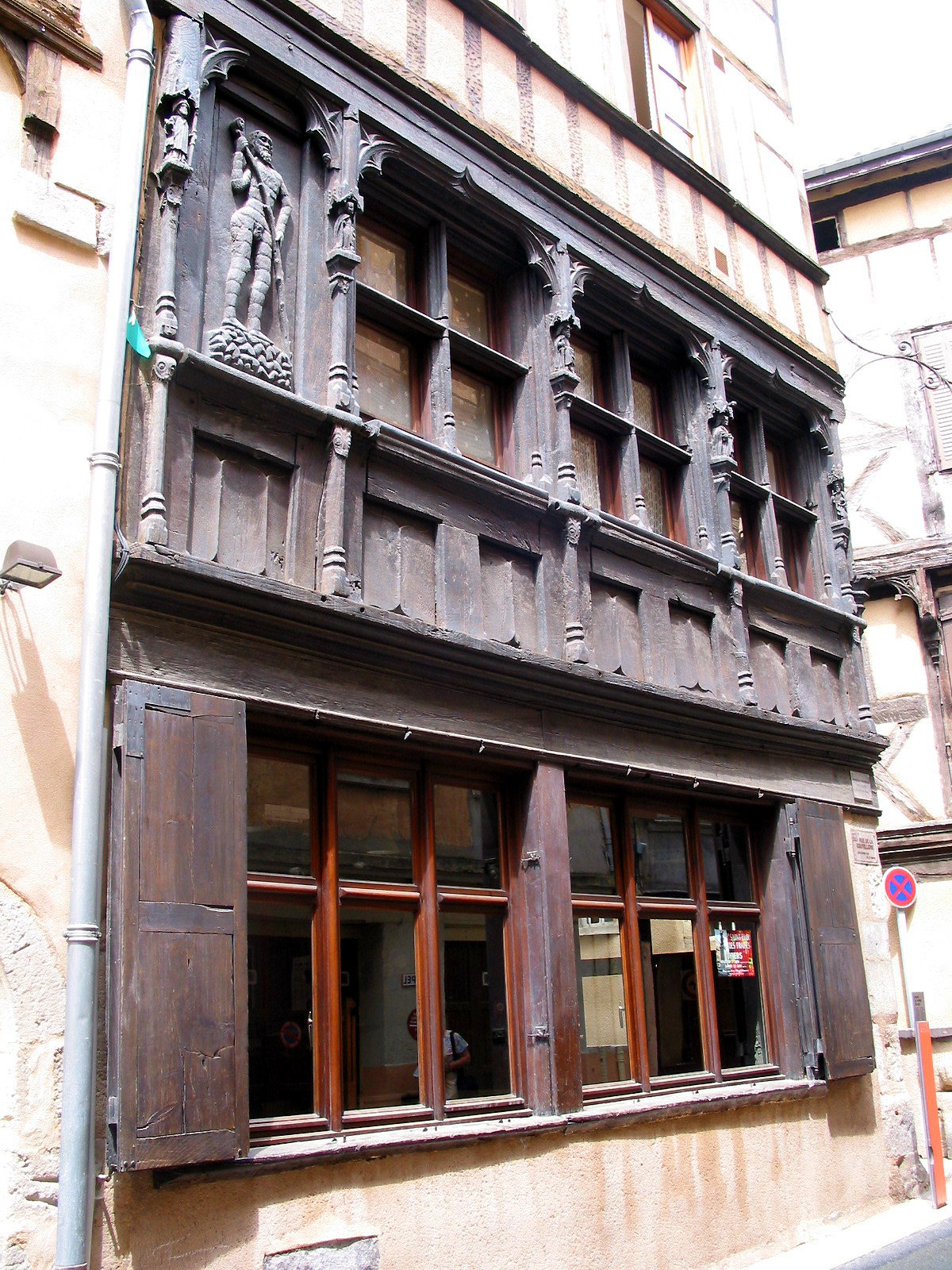
La maison de l'homme des bois et la créature étrange figurant sur la façade de l'immeuble médiéval.
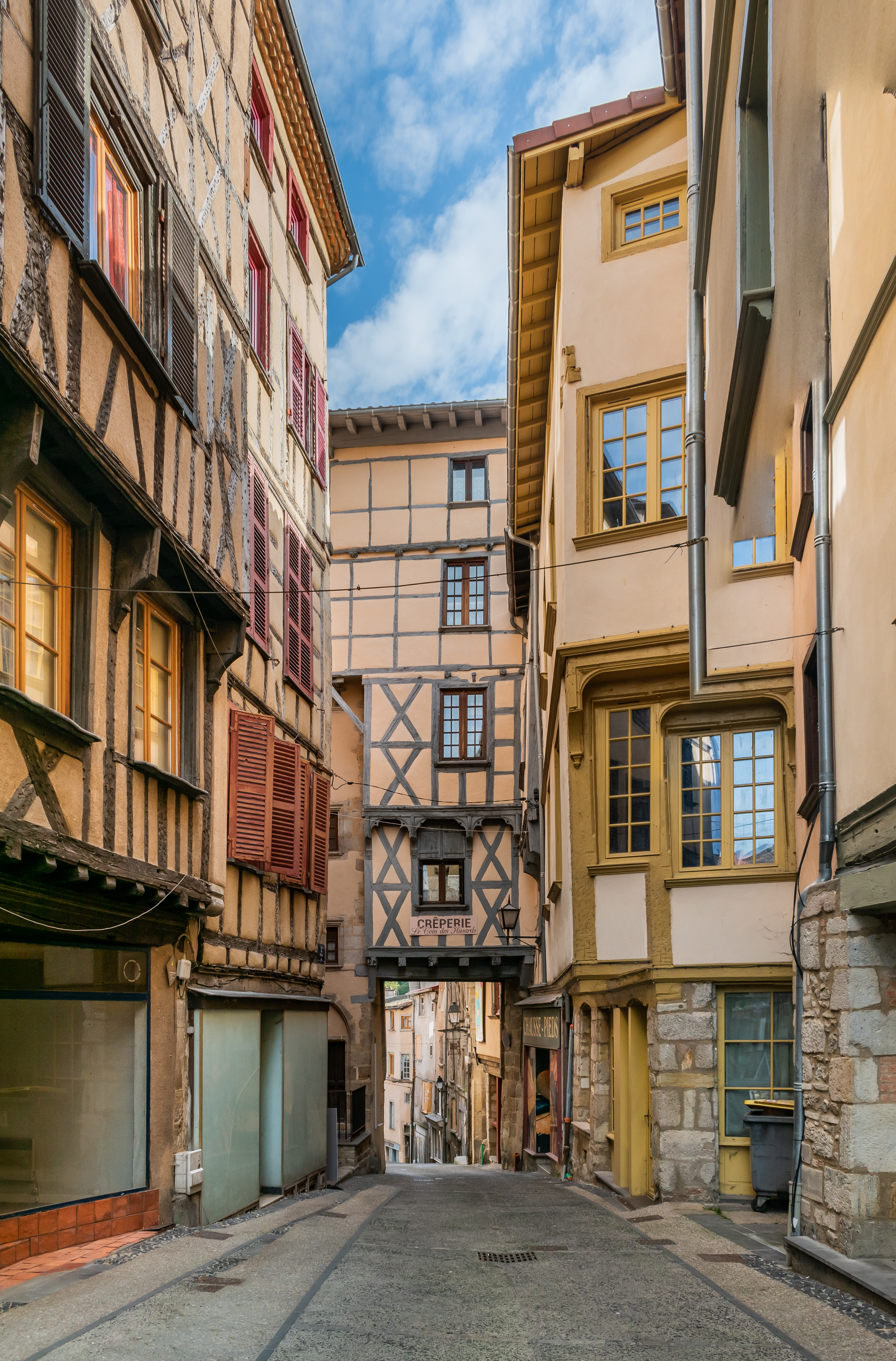
La pedde du Coin des Hasards prise en 2022.
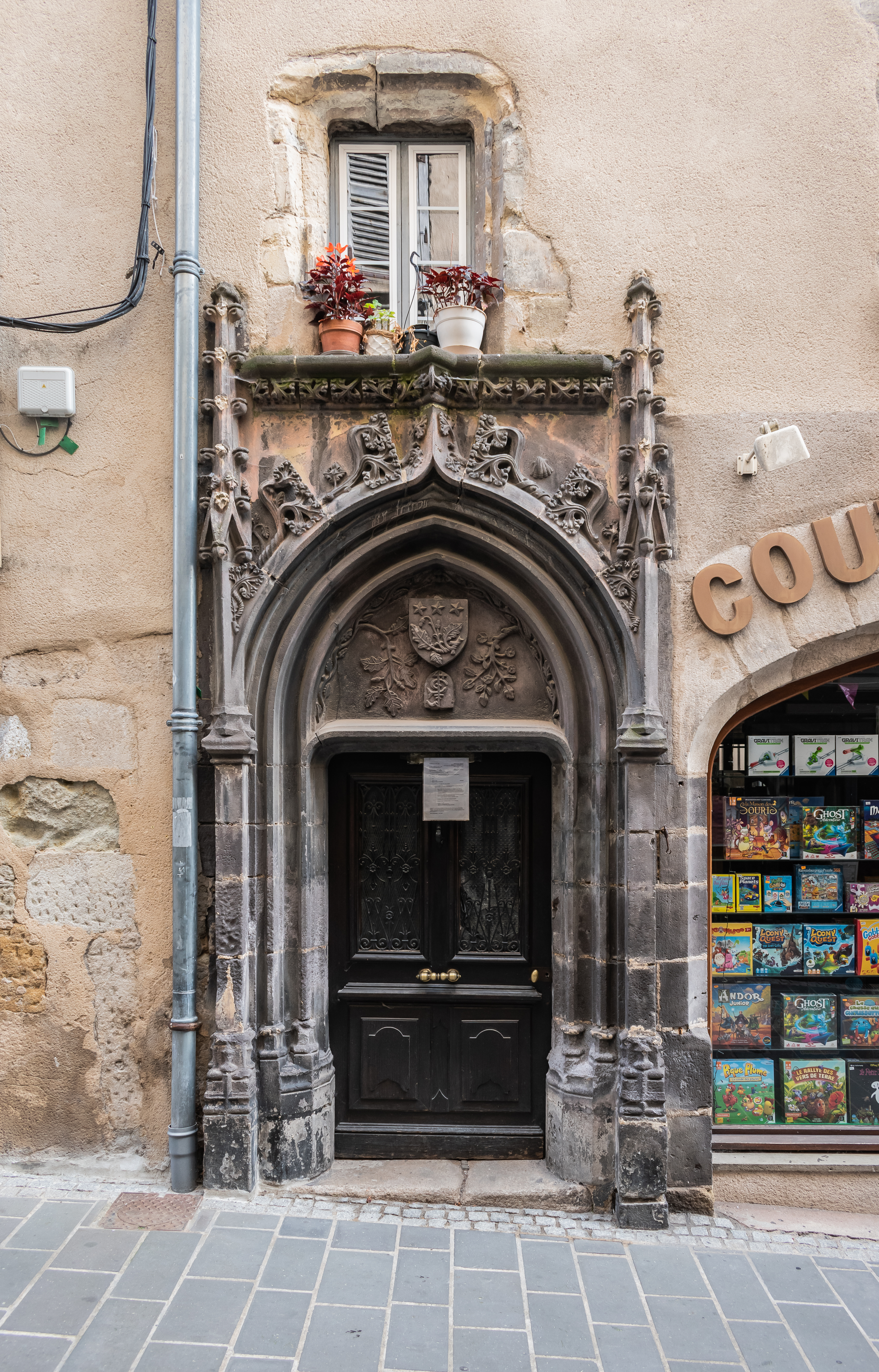
La porte du No 10 de la rue du Bourg jouxtant un magasin de coutellerie.
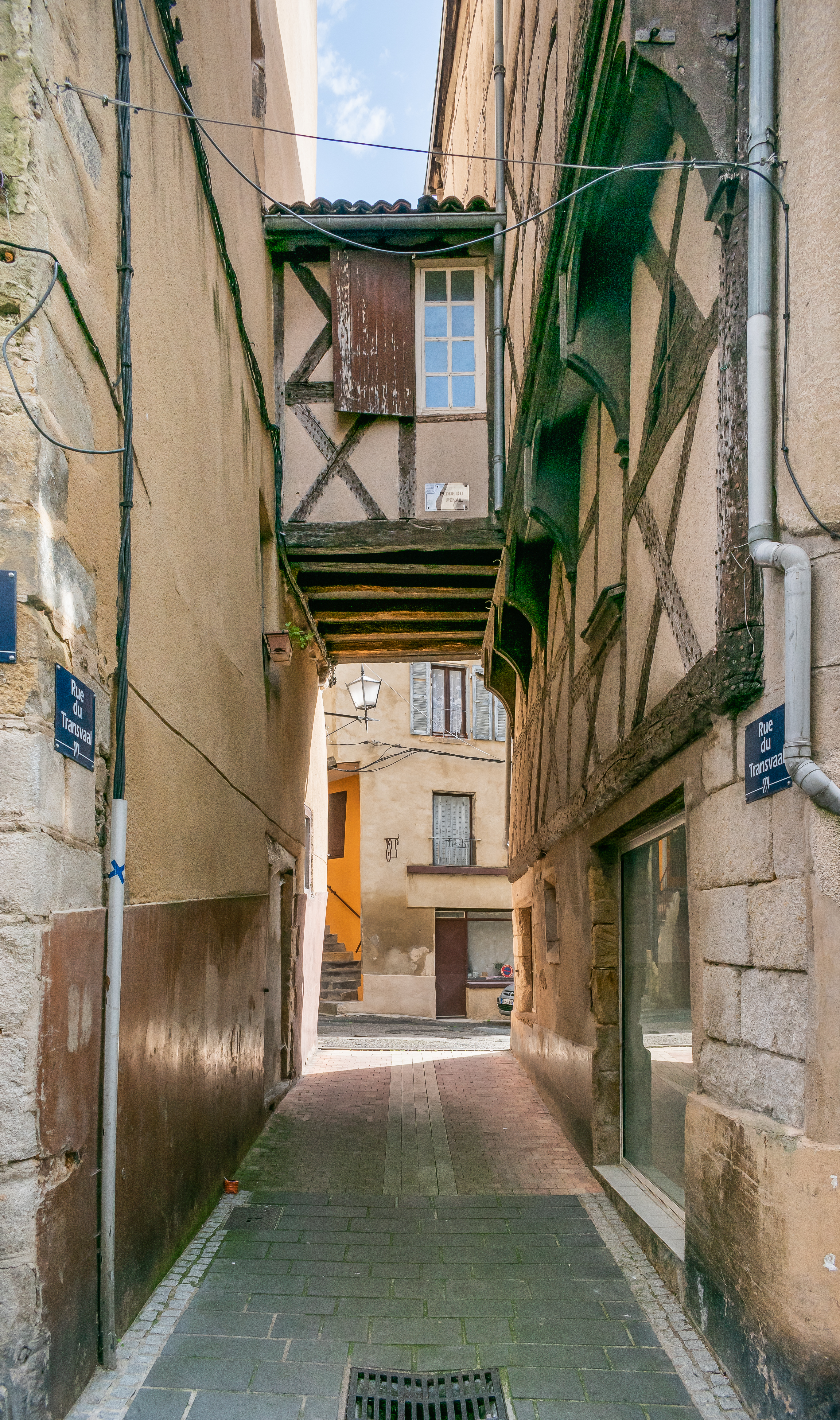
La pedde du Penail entre la rue du Bourg et la rue du Transvaal.
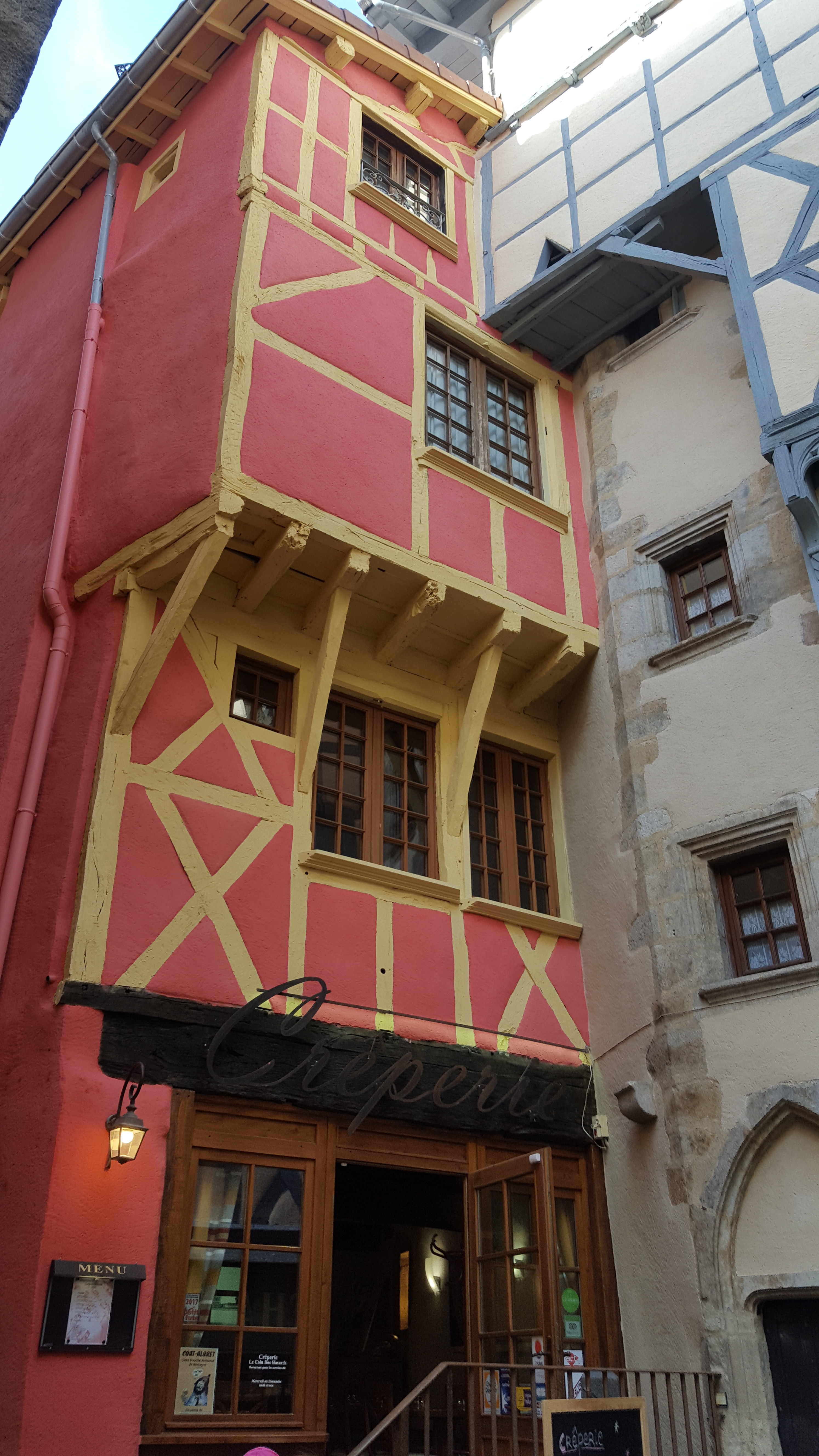
Une partie de l'immeuble médiéval jouxtant la pedde du Coin des Hasards.

#### Restes des enceintes médiévales
Dès le XIe siècle, la ville s'agrandit en cercles concentriques autour des remparts du château du seigneur de Thiers et de l'église Saint-Genès. Au fur et à mesure que des bourgs viennent s'ajouter aux environs des murailles de la cité, la ville close s'agrandit à au moins cinq reprises. Les parties les moins bien entretenues des différentes enceintes sont démolies à la fin du XVIIIe siècle mais ce sont surtout les aménagements urbains du XIXe siècle qui entraînent la démolition de plusieurs segments de la muraille nord et la réaffectation de la muraille est,. Au XIXe siècle, seule la partie est des fortifications reste intacte. Elle sert notamment à retenir les terres des pentes de la ville, jouant le rôle de mur de soutènement.
D'autres éléments sont encore visibles de l'époque où Thiers était protégée par ses enceintes. Du château seigneurial, il reste la tour de l'Horloge — rénovée et mise en valeur en 2018 — qui domine encore le pâté de maisons au sud de la rue du Pirou. De la première enceinte du XIe siècle subsiste la partie basse de la tour carrée de la Chancellerie. C'est aujourd'hui une maison à l'angle de la rue du Palais et de la place du Pirou. Sur sa façade nord, la porte romane qui servait d'entrée jusqu'à 1450 environ est toujours visible. De la deuxième enceinte du XIIIe siècle il reste la pedde du Coin des Hasards (ancienne porte Chanier) et la tour de maistre Raymond — le tout remanié au XVe siècle. Un peu plus haut, rue Alexandre-Dumas, on trouve un joli ensemble avec la tour Pignat que domine une tour de guet. Dans la Rue Rouget-de-l'Isle se trouve la tour Malorie, vestige de la porte du même nom qui ouvrait la troisième enceinte.

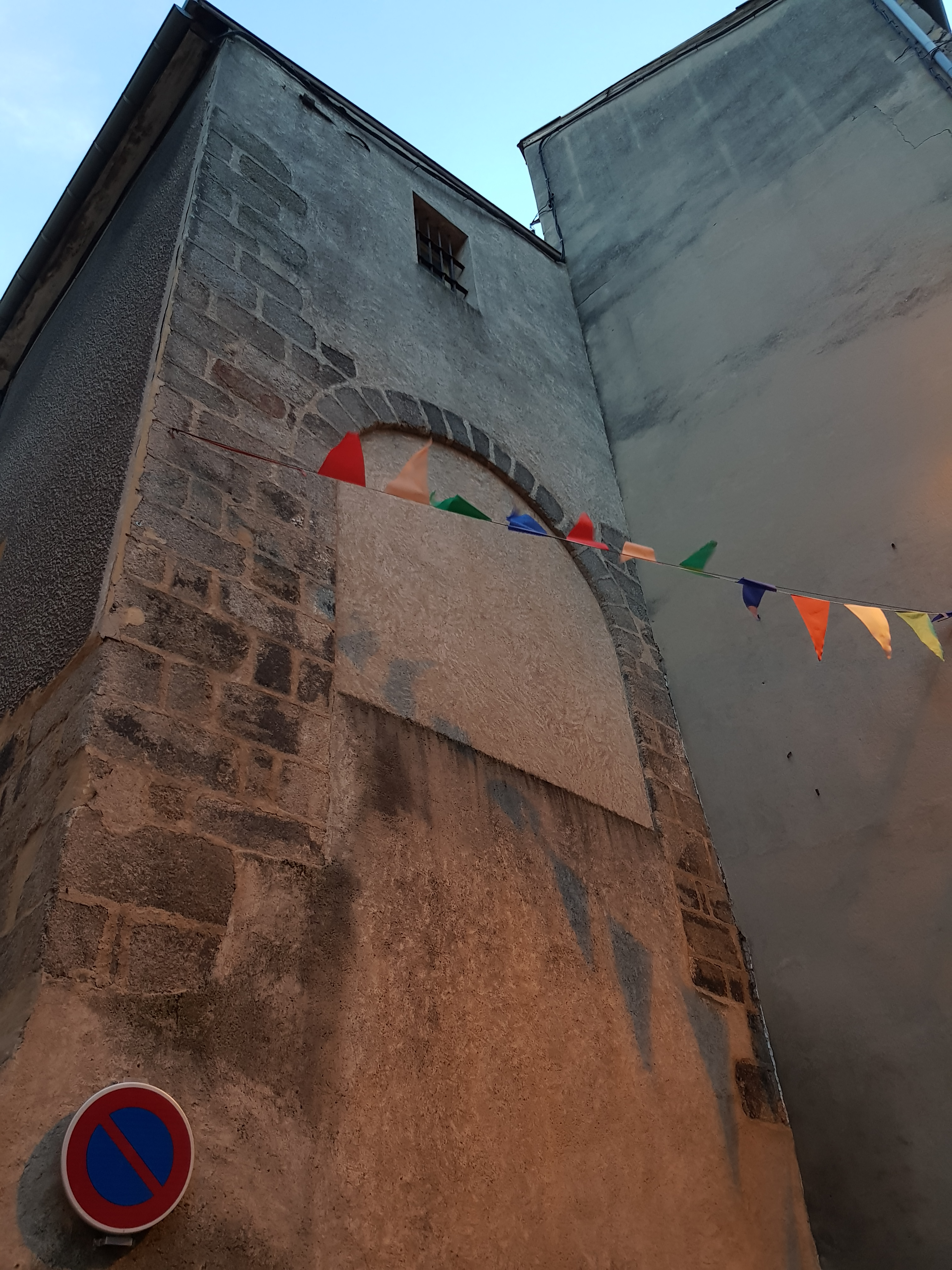
La tour carrée de la Chancellerie prise en 2018.
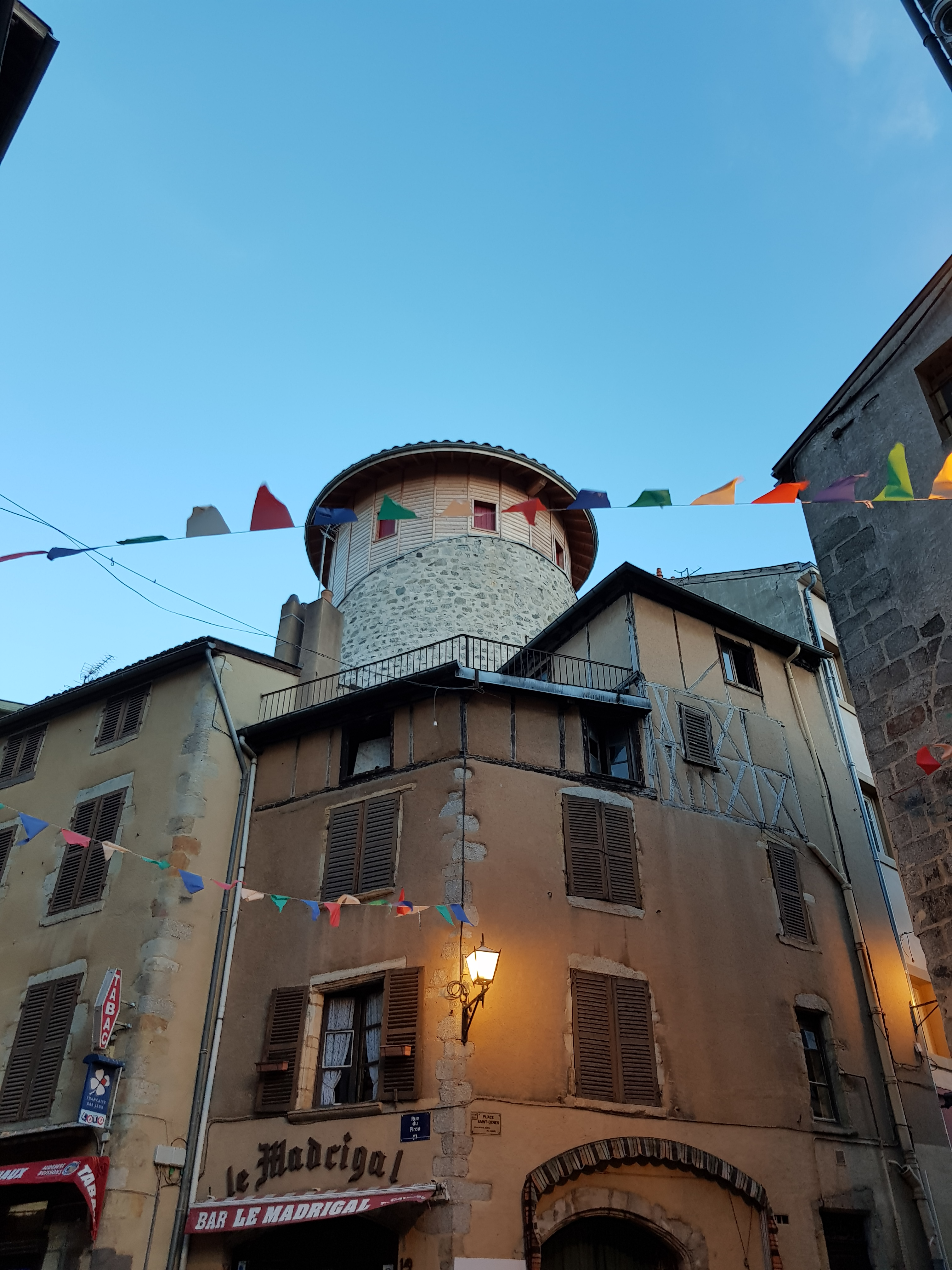
La tour de l'horloge.
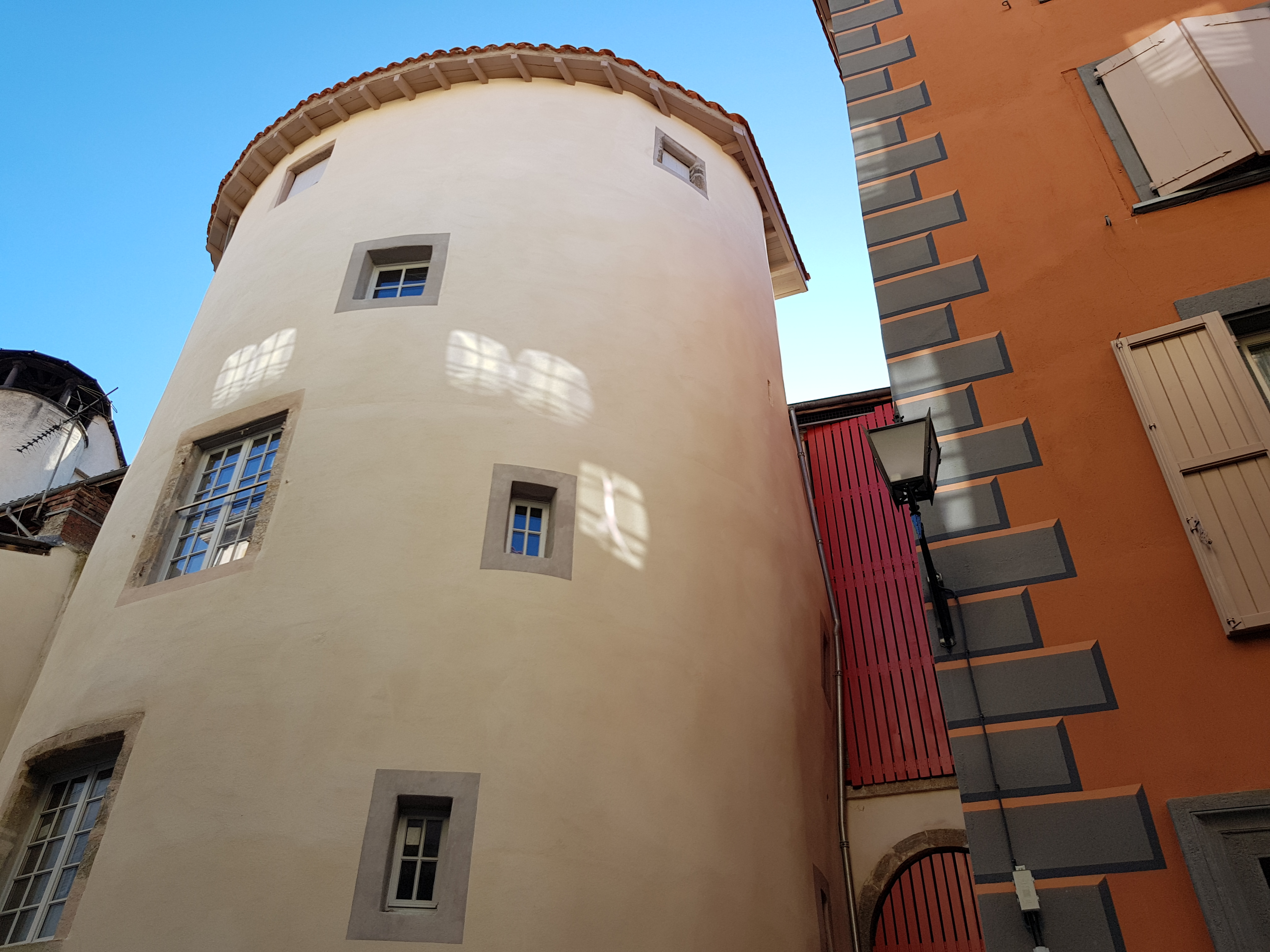
La tour Pignat.
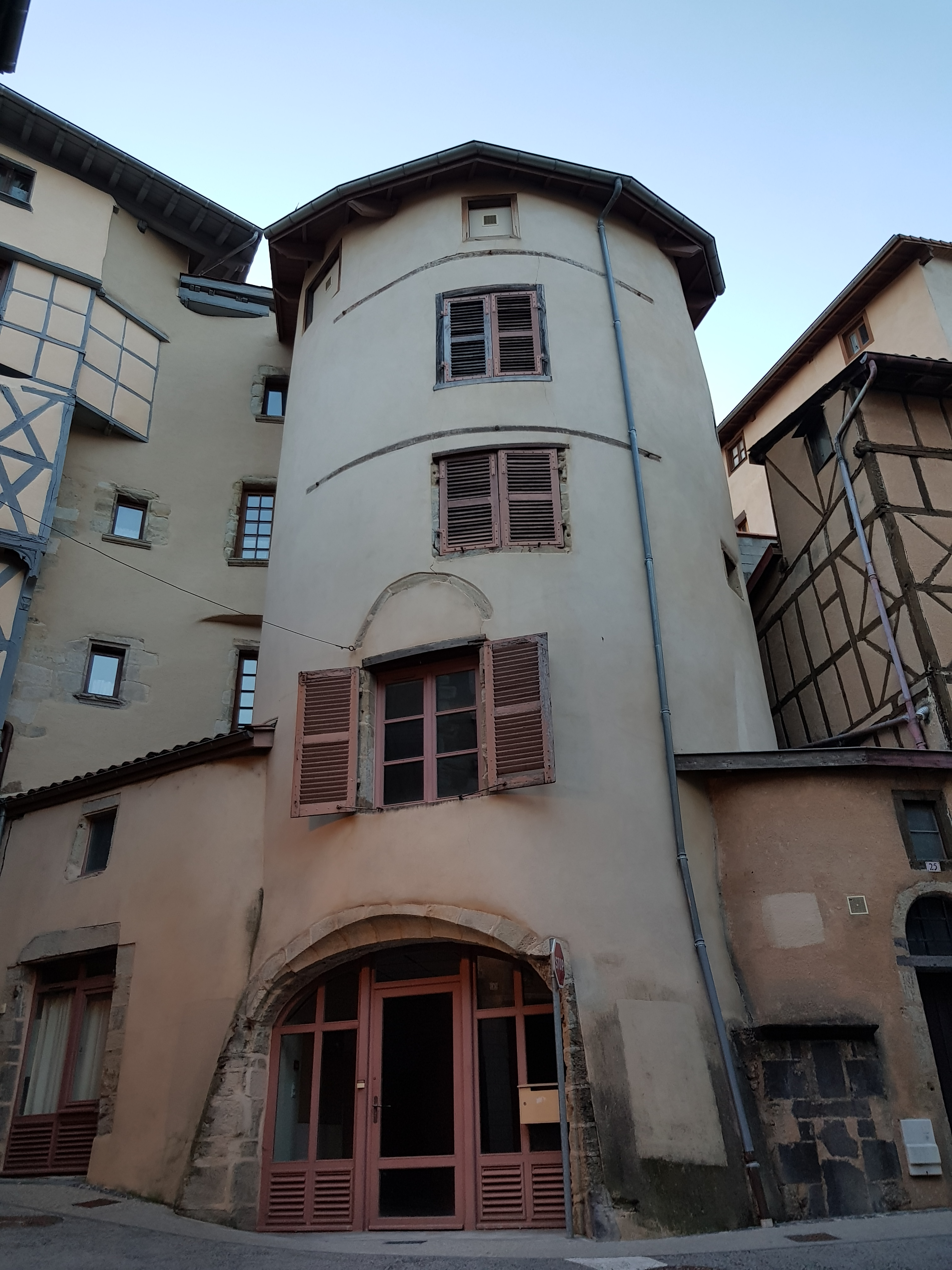
La tour du maistre Raymond.
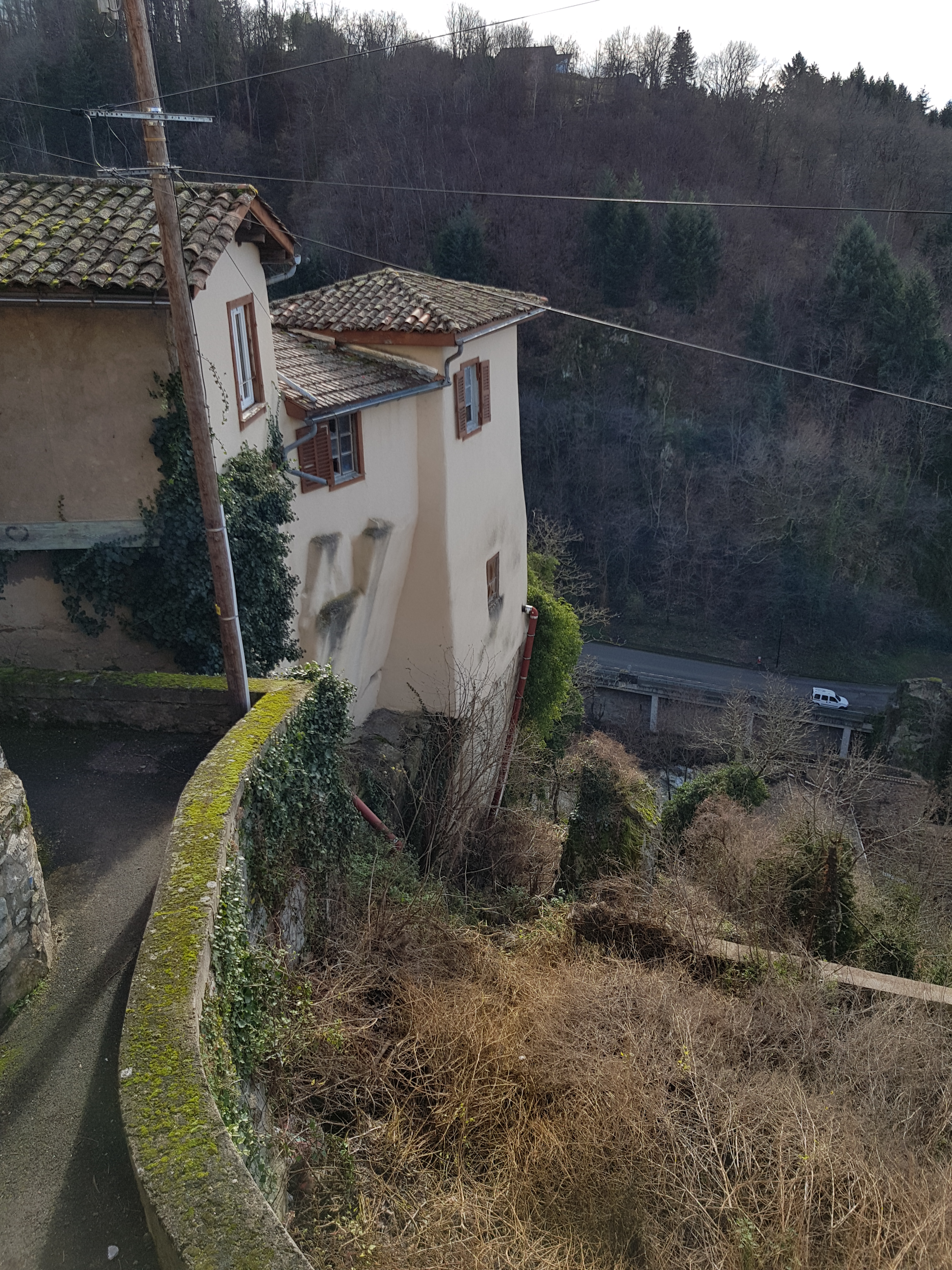
La tour de Coagne entourée par la quatrième enceinte médiévale.

#### Le patrimoine industriel thiernois
La vallée des Usines est le nom donné à une partie de la vallée de la Durolle. Elle est connue pour son long passé industriel car on y exploite la force motrice de la rivière Durolle dès le Moyen Âge. Le milieu du XXe siècle marque le départ des entreprises vers les plaines de la ville-basse de Thiers. À partir de 1985, date d'ouverture du centre d'art contemporain du Creux de l'enfer, la vallée trouve une vocation touristique, plusieurs usines se tournent vers diverses activités touristiques depuis le début du XXIe siècle. Plusieurs usines — réhabilitées ou abandonnées — restent intactes dans cette vallée encore aujourd'hui,.
Fondée au début du 20e siècle, les forges Mondière s'installe dans les locaux d'une ancienne scierie. Le bâtiment subit peu de transformations. Jusqu'au milieu des années 1980, date de la cessation d'activité, y sont fabriquées des lames de couteau droit par estampage. Ayant conservé son matériel, l'usine est intéressante comme témoin de l'histoire des techniques (machines, outillage, produits finis et semi-finis ou encore les matières premières...). L'usine du May édifiée en 1895, est représentative des constructions à usage locatif utilisées par les entreprises familiales. Une passerelle surplombant la Durolle permet d'accéder à cette dernière. Un escalier métallique et un monte-charge desservent l'intérieur. Les quatre niveaux sont découpés en ateliers de différentes surfaces, séparés par des cloisons en bois ou en brique creuse. À chaque étage, des arbres de transmission équipés de poulies traversent les ateliers. Ils sont mis en mouvement par des courroies partant de la turbine hydraulique installée sous le bâtiment. Aujourd'hui, elle est un nouvel espace consacré à la culture pour tous est ouvert pour des expositions temporaires, des résidences d'artistes, de l’événementiel, de l'accompagnement à la connaissance et à l'intégration. Le Creux de l'enfer, après sa fermeture au début des années 1980 est racheté par la ville de Thiers pour devenir en 1988 un centre d'art contemporain. Le lieu accueille le Symposium international de sculpture monumentale métallique organisé par la ville de Thiers en 1985 alors que l'usine a fraîchement fermé ses portes.
À 3 km, à Château-Gaillard, dans la profonde vallée de la Durolle, la Vallée des Rouets organise des visites guidées d'ateliers d'émouleurs mus par la force hydraulique. Un seul est encore en l'état, utilisé jusqu'en 1976 par son dernier propriétaire, Georges Lyonnet. Aujourd'hui, un parcours permet de se rendre compte des vestiges des autres rouets disséminés dans la vallée.

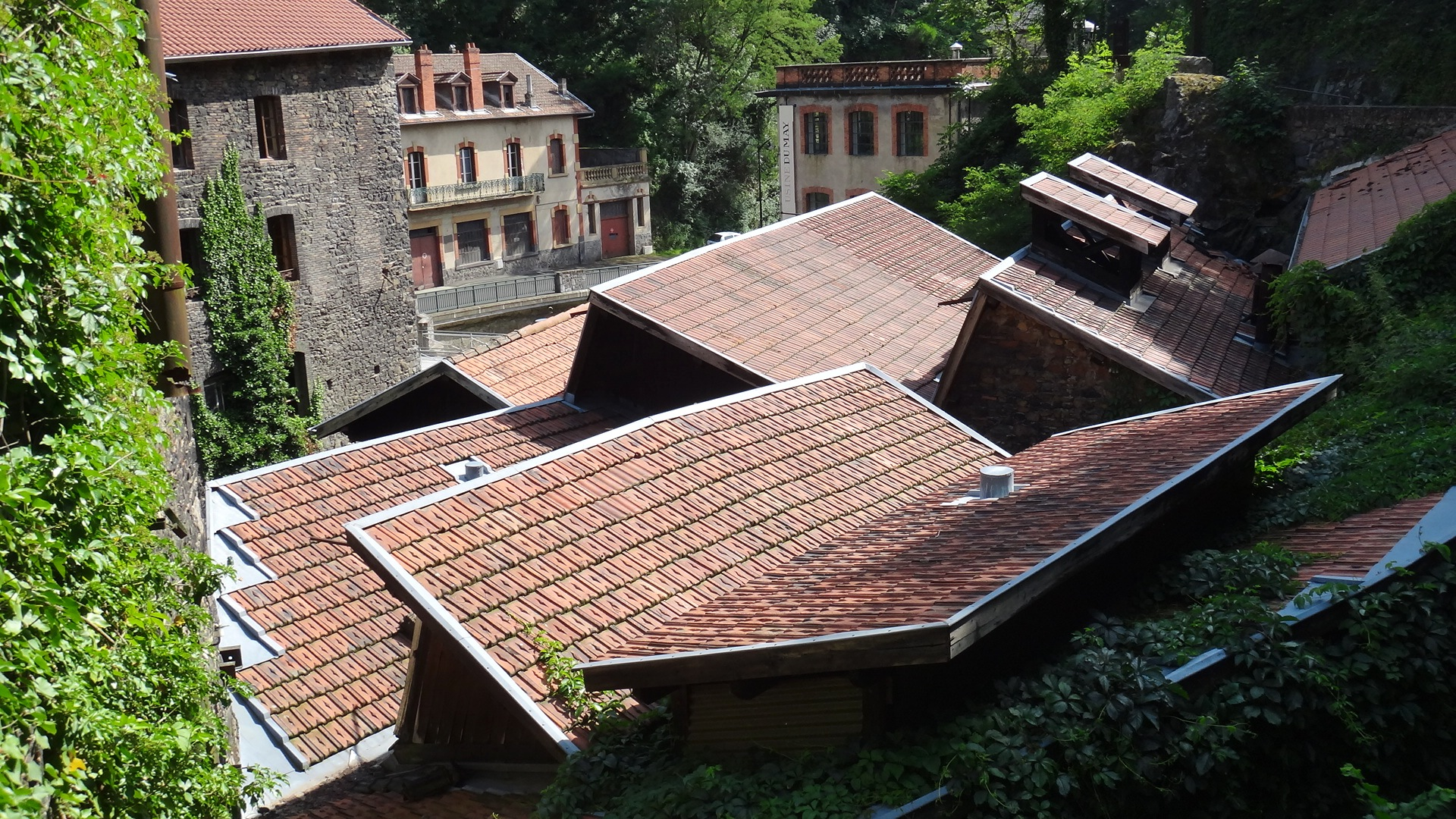
Le toit des forges Mondière.
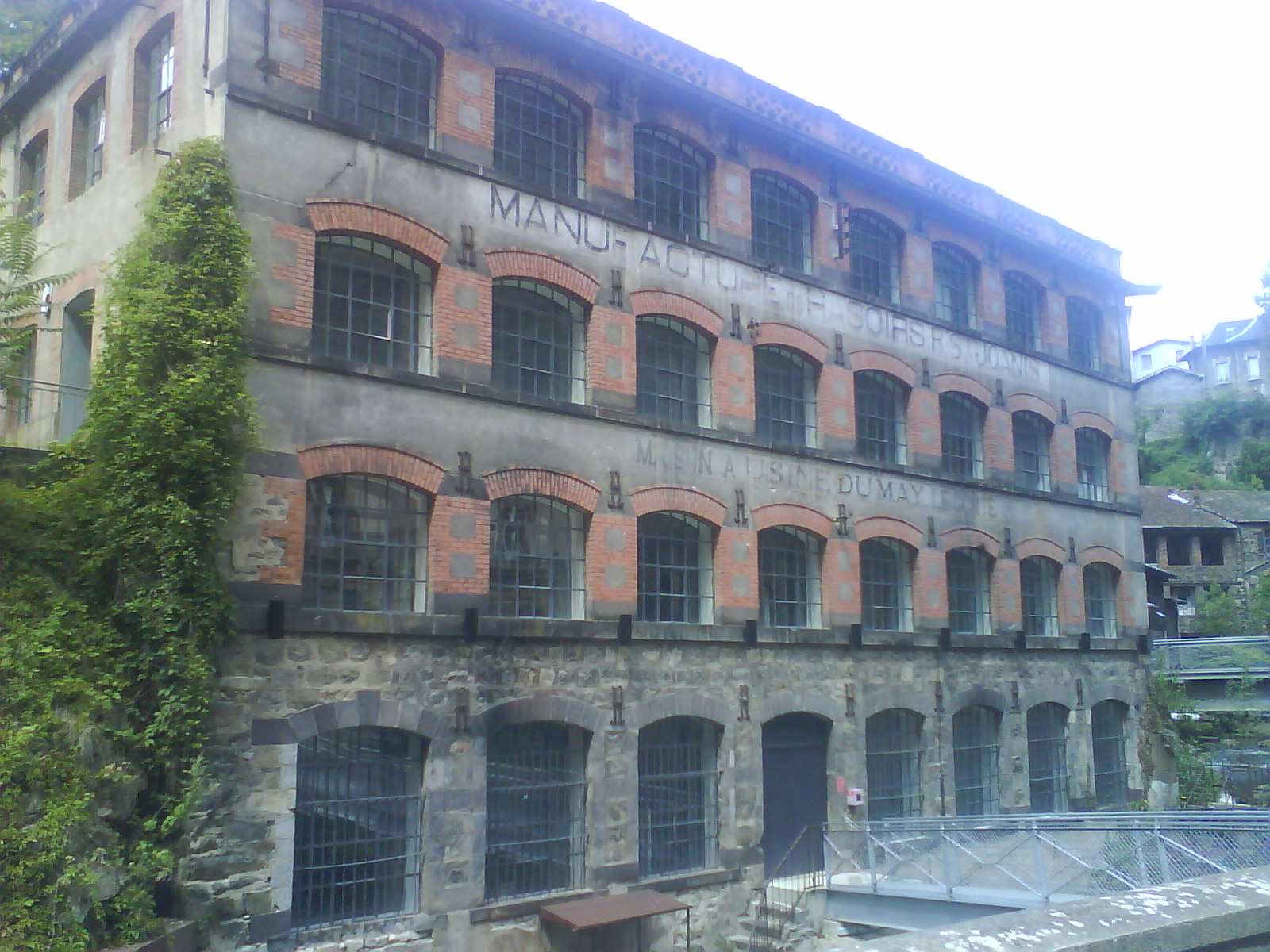
L'usine du May.
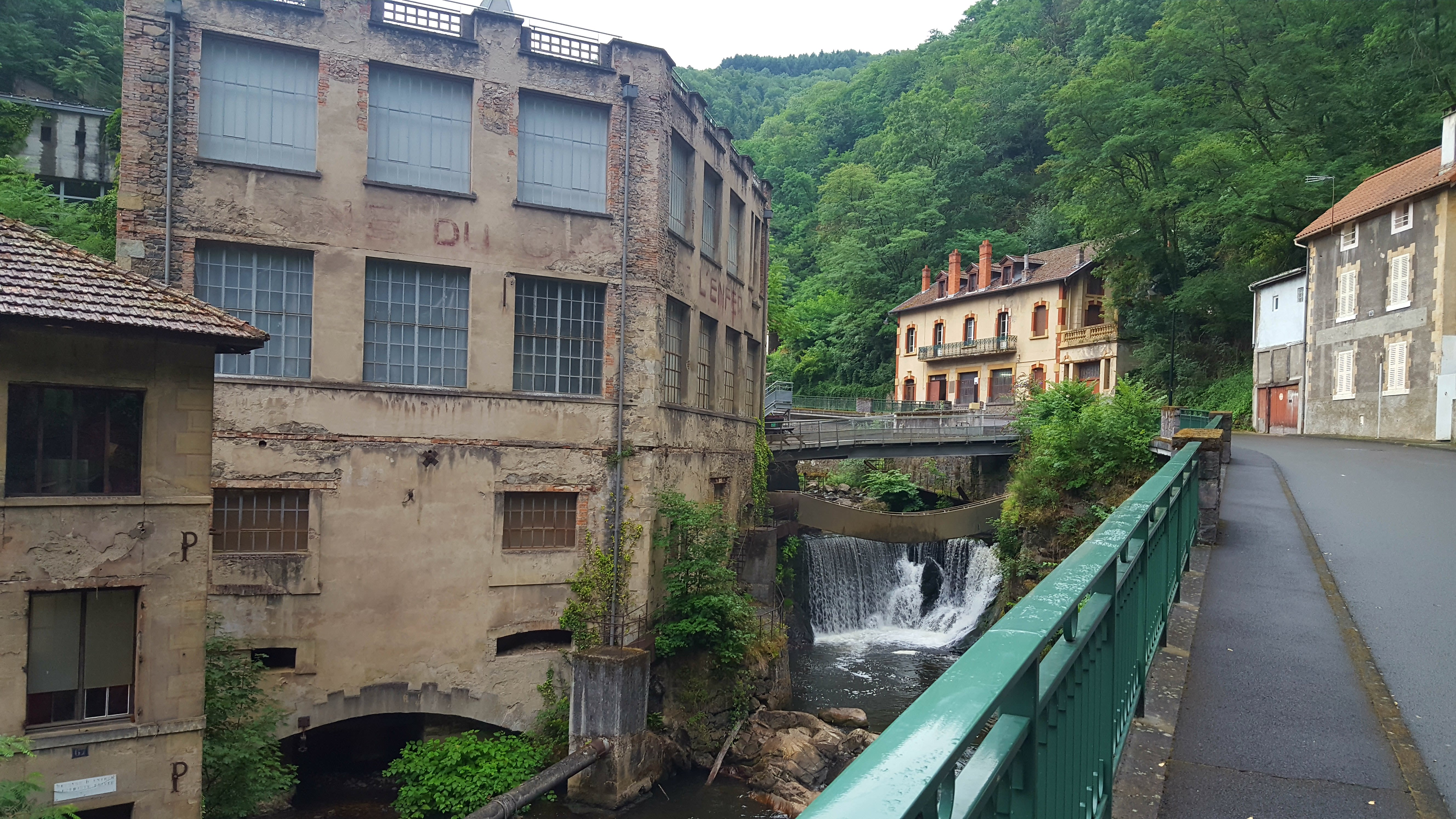
Le Creux de l'enfer.
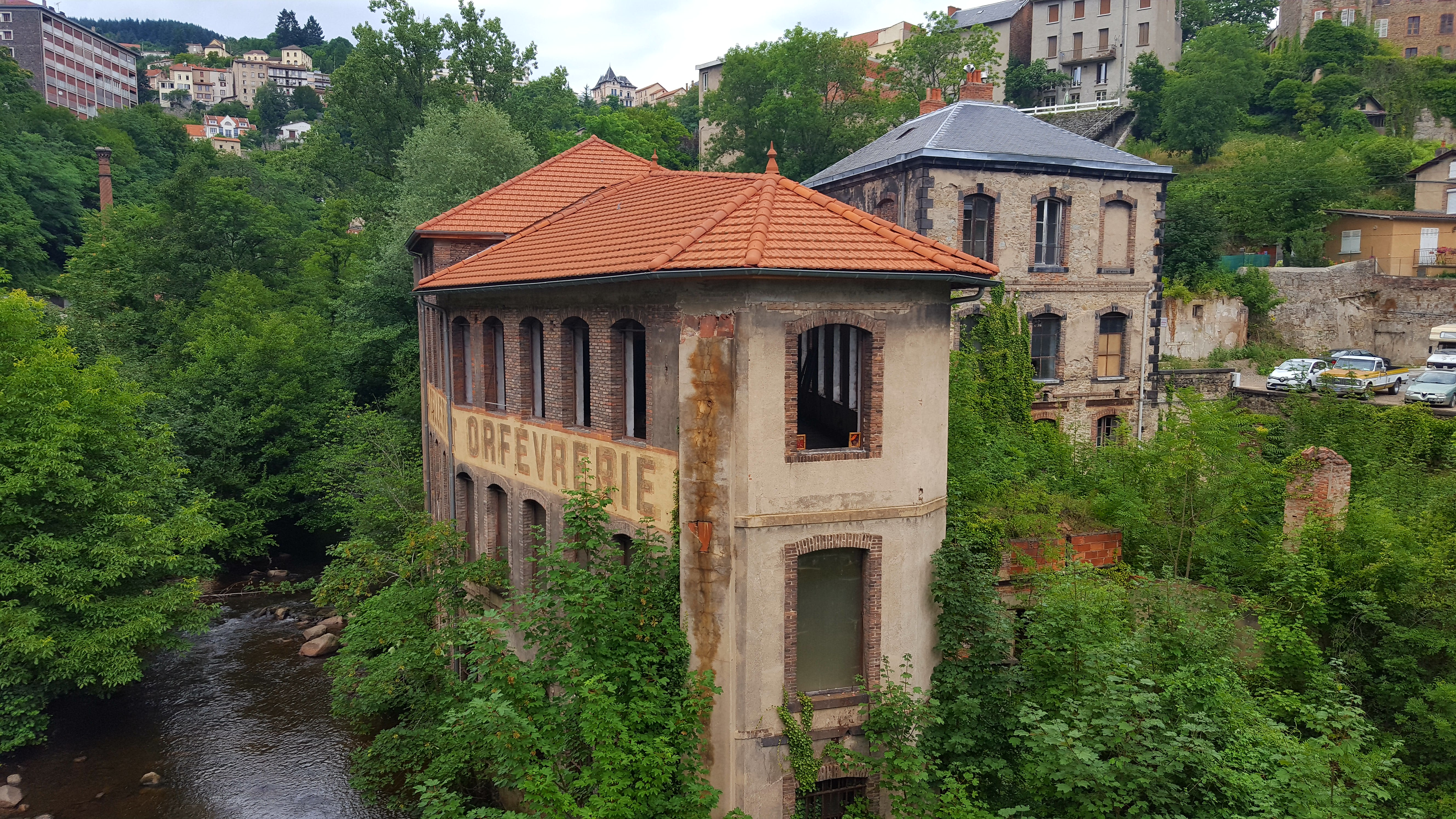
L'usine du pont de Seychalles.
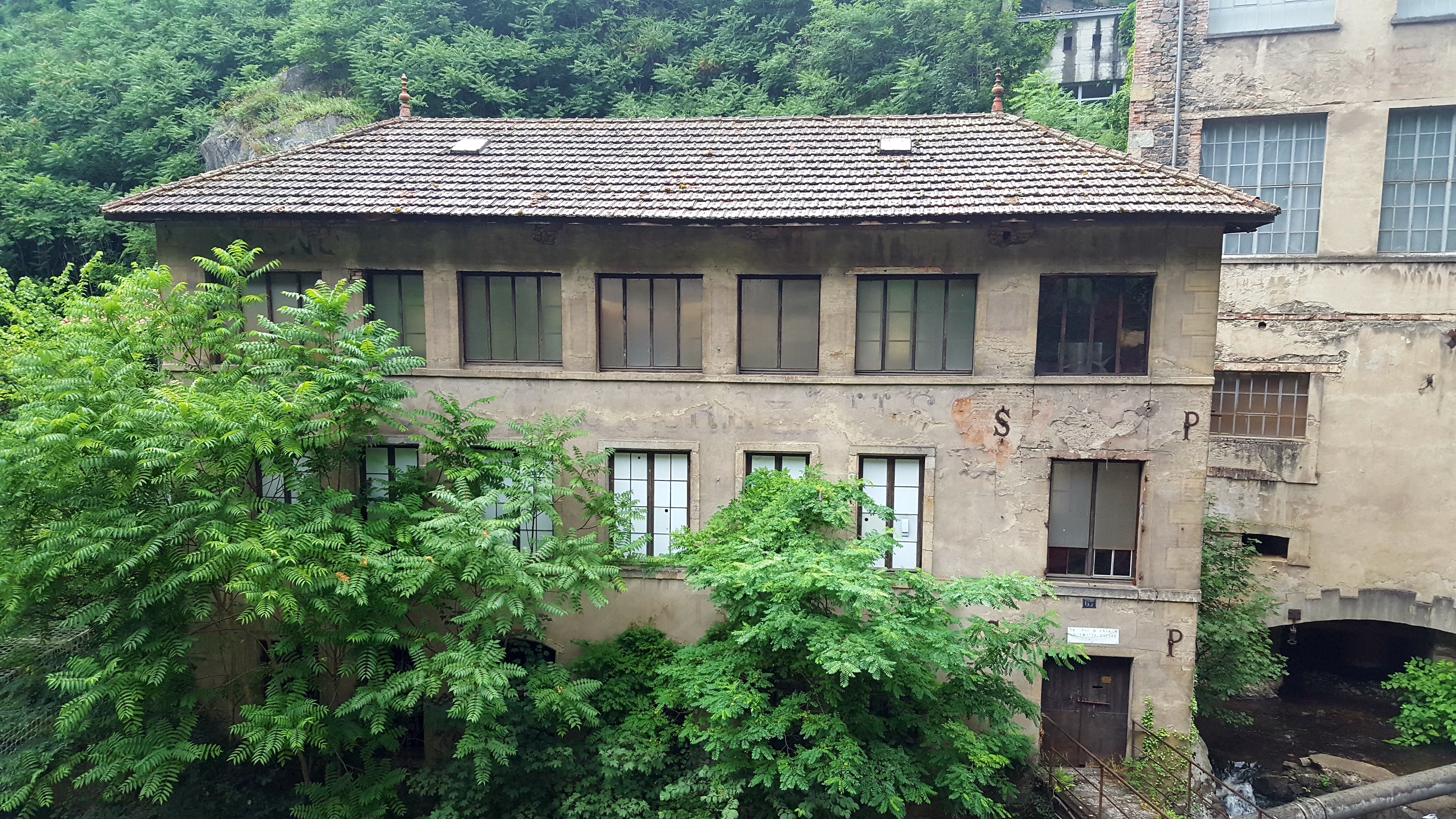
L'usine d'Entraygues.

#### Châteaux et manoirs
Disséminées autour de la ville, plusieurs petites seigneuries lissent leurs empreintes dans le paysage thiernois grâce aux châteaux et manoirs qui les hébergeaient. Le château du Croc (ou Cros Perdrigeon), au nord de la ville, date du début du XIVe siècle comme en témoignent les inscriptions sur les deux tours, et présente encore un bel aspect de demeure fortifiée. Les murs ont jusqu'à deux mètres d'épaisseur avec une base en pierre, le reste est maçonné avec un pisé très dur. On franchit le fossé qui borde le château sur un pont de pierre qui a remplacé le pont-levis au XVIIIe siècle. L'édifice a défendu la ville pendant les Guerres de religion. Un vaste parc et une ferme très ancienne jouxtent l'édifice. De la famille du Croc, on se souviendra de Philibert du Croc, maître d'hôtel ordinaire de Charles IX, nommé ambassadeur auprès de Marie Stuart, reine d'Écosse, en 1565. En 1806, le Croc devient propriété de la famille Perdrigeon qui lui donne son nom. Le château des Horts situé au sommet de la ville subit des modifications aux XVIIIe et XIXe siècles mais conserve lui aussi un aspect de château fort. Les remparts forment un carré encadrant une cour centrale et sont flanqués d'une tour à chaque angle. Construit au XVIe siècle par la famille Ossandon, il passe ensuite aux Riberolles. Le château de Franc-Séjour (ou Freiz-séjour), près du Moûtier, est construit à la fin du XVe siècle pour Jehan Petidé, prévôt de l'église de Thiers et conseiller de Jean de Bourbon. Cette élégante gentilhommière conservée son bel ensemble de bâtiments agricoles. Le château de la Chassaigne se trouve à la sortie de la ville, aux abords de la route de Vichy. Manoir gothique, sa construction date de la fin du XVe siècle. Au premier étage, on trouve la grande galerie ainsi qu'une chapelle bien conservée. La Chassaigne accueille chaque été les visiteurs autour d'une exposition thématique (expliquée et mise en valeur lors de la visite par le copropriétaire des lieux) et propose d'autres manifestations culturelles tout au long de l'année. Le château vaut aussi pour les jardins qui l'entourent. D'esprit anglais, le jardin principal se compose de véritables « chambres » de verdure d'une grande variété d'inspirations. À l'ouest, une terrasse accueille un jardin de style classique.

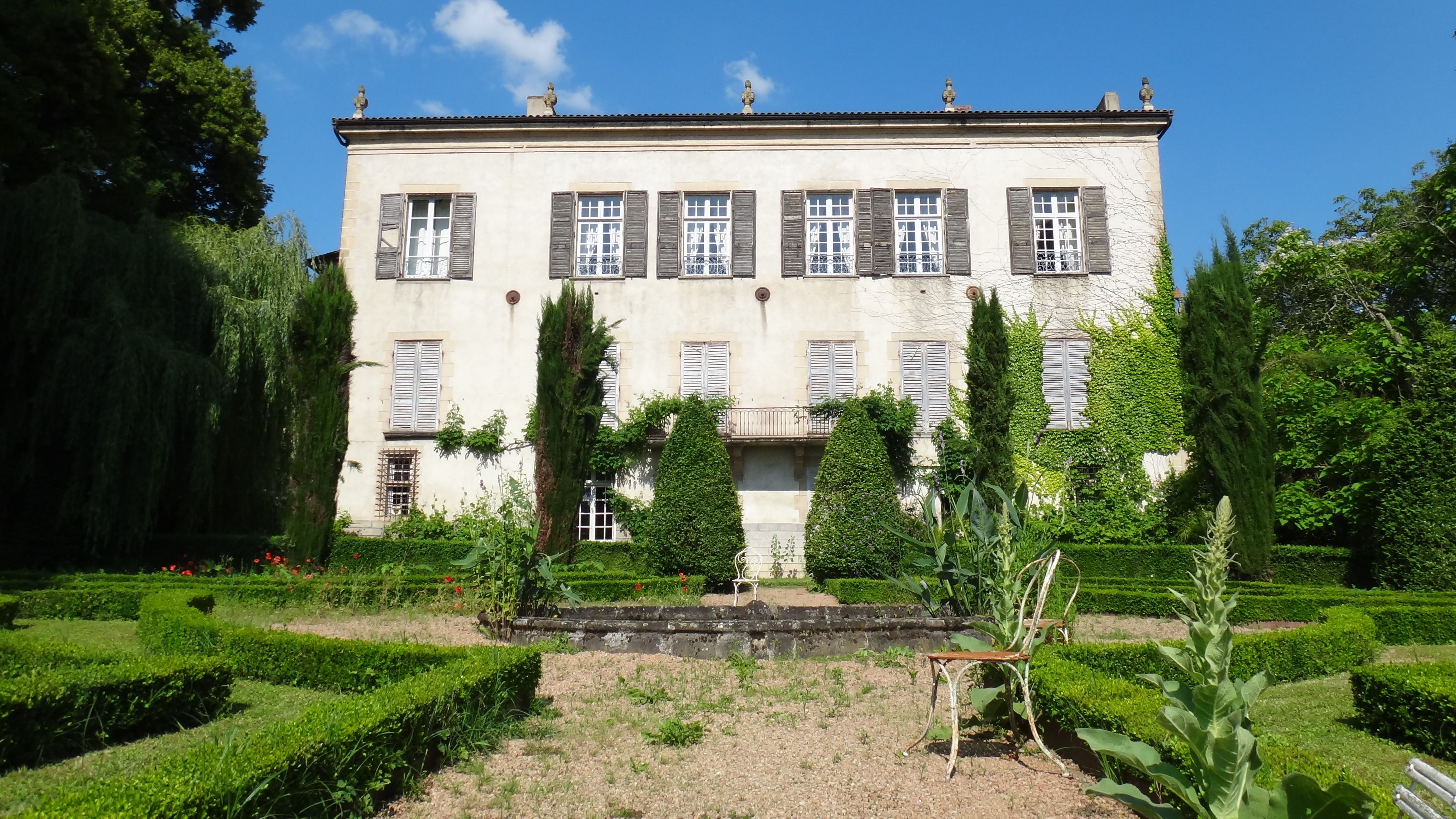
L'arrière du château de la Chassaigne.
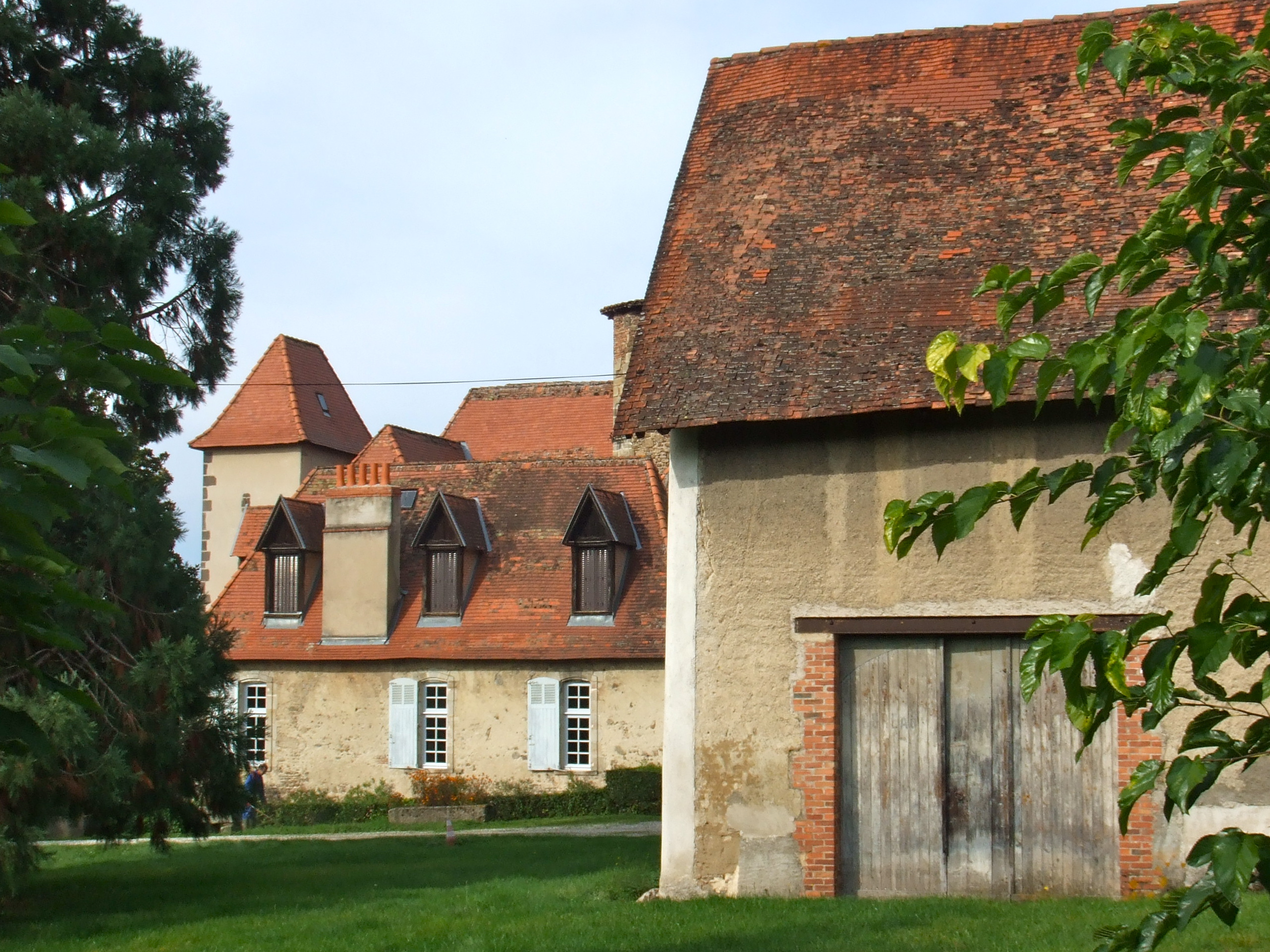
Le château de Franc-Séjour.
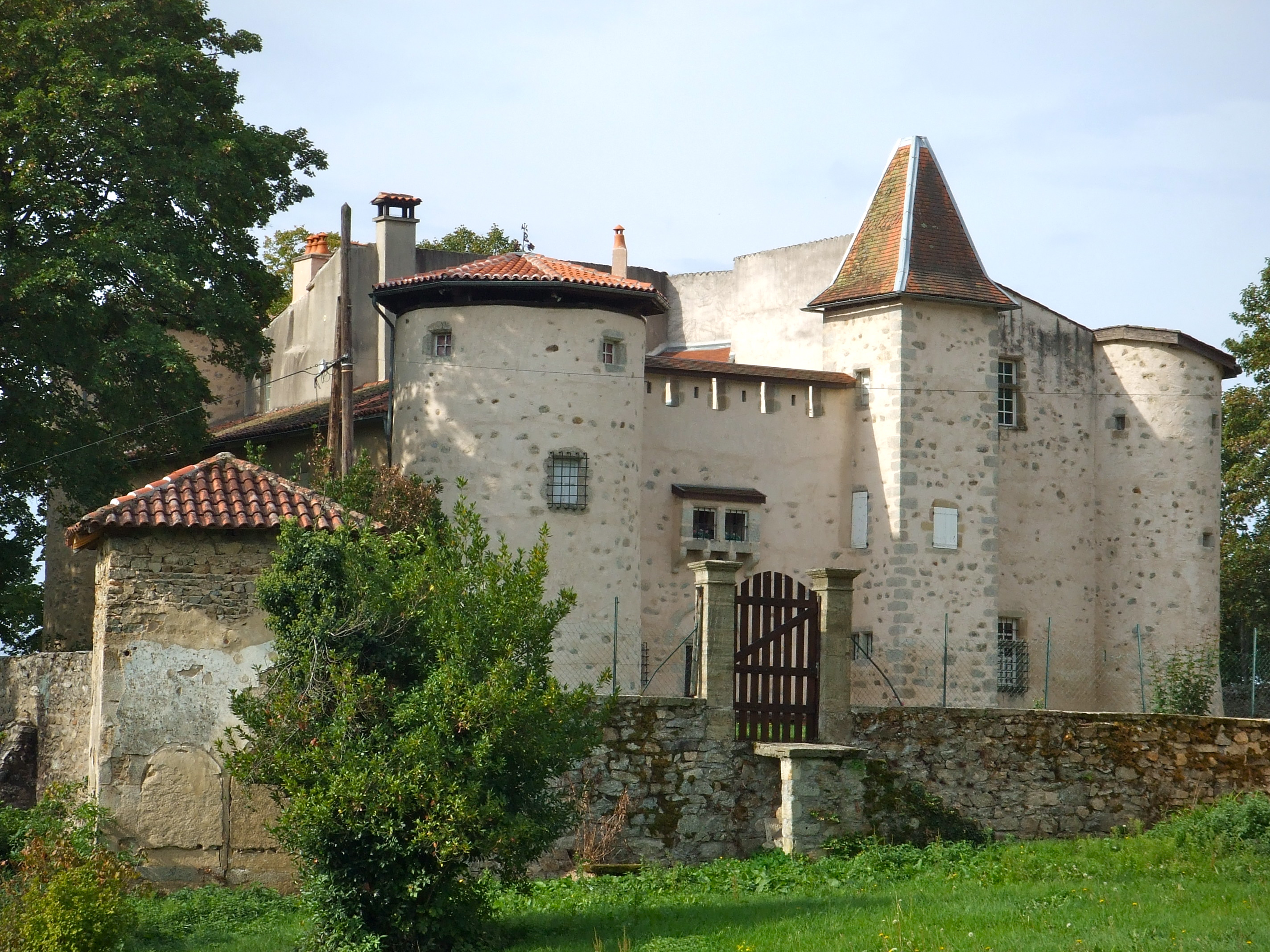
Le Château des Horts.

D'autres châteaux, moins importants d'un point-de-vue historique, sont présents dans la commune. Le château des Béraux est édifié au XVIe siècle par Jean Archimbaud, un riche marchand. Le château des Champs, construit au XVIIe siècle pour la famille Grandsaigne, qui s'allie avec celle de Blaise Pascal. Au XVIIIe siècle, son nouveau propriétaire, subdélégué de Thiers, y implante une magnanerie. Le manoir des Molles abrite les derniers jours du comédien Montdory. Sa fille Catherine épouse son propriétaire l'année précédente. Dans le bas de la ville, au bord de la route allant à Clermont-Ferrand, on peut remarquer un manoir de style néogothique construit en 1892 par la famille Rousselon et flanqué de sa chapelle : le manoir des Rousselon.

#### Autres édifices du patrimoine civil thiernois

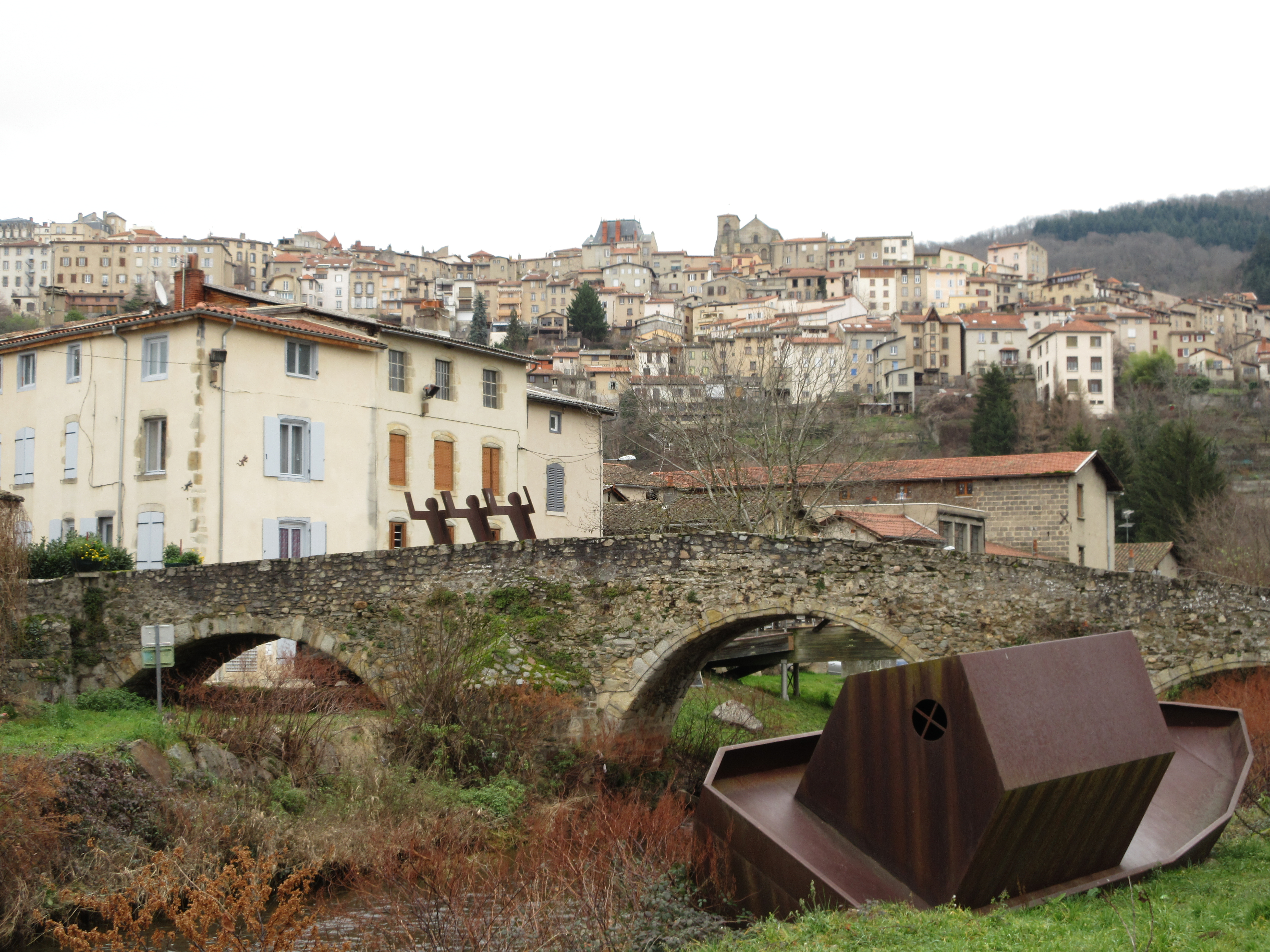
Le pont du navire en 2006.

Viscéralement liée à la Durolle, Thiers compte plusieurs ponts intéressants. Dans un ordre chronologique de construction, les plus importants sont : le pont Vielh, le pont du navire (XVIe – XVIIe siècle), le pont de Seychalles (XVe – XVIIe siècle), le pont Saint-Jean (XVe – XVIe siècle), le viaduc du grand tournant (1877) ou encore le pont de Saint-Roch (1882).
Parmi les réalisations du XXe siècle, on peut citer deux bâtiments de style art déco : le lycée Jean-Zay inauguré en 1933 et la poste centrale achevée avant la Seconde Guerre mondiale. De style plus contemporain, le complexe Espace réalisé par l'architecte Jean-Louis Godivier est inauguré en 1989. La place Antonin-Chastel vient compléter l'offre du patrimoine moderne thiernois. Un automate — ou jacquemart — se trouve sur la place et représente un coutelier frappant son couteau à chaque heure et demi-heure.

#### Monuments commémoratifs
La ville compte plusieurs monuments commémoratifs. Dans un ordre chronologique de construction, les plus importants sont : le monument à la Mutualité (place de la Mutualité) érigé en 1913 est le premier en France à rendre hommage au mutualisme, le monument aux Morts (square de Verdun) construit en 1923 sur les plans de l'architecte Deroure, le monument au Comédien Montdory (à l'entrée de la cité scolaire du Pontel), réalisé par le sculpteur Vaury, est inauguré le 11 juillet 1937 et les orbres de la falaise de Borbe construites par Michel Gérard en 1985.

### Places et rues
La ville compte plusieurs places remarquables, telles que la place Antonin-Chastel, rectangulaire qui ouvre un point de vue à 360° sur les monts du Forez et la vallée des Usines. Son style, profondément moderne, rappelle grâce au jacquemart — un émouleur en acier qui sort au-dessus de l'horloge entourée d'une roue à aubes qui tourne et frappe un couteau à chaque nouvelles heures — la vocation industrielle coutelière de Thiers depuis le Moyen Âge. La place aux arbres (aussi appelée place Duchasseint) est la plus grande place publique de la ville-haute tandis que la place Saint-Genès (aussi appelée place du Palais du Chastel) est la plus importante d'un point de vue historique.
Parmi les quartiers historiques et pittoresques, nombre de rues n'ont pas changé depuis leur création au Moyen Âge. Ainsi, la rue du Bourg ou la rue Conchette gardent leurs aspects médiévaux, d'autant plus que la grande majorité de immeubles présents sont des maisons à colombages datant du XVe siècle. À partir du début du XIXe siècle, de grandes avenues sont percées afin de faciliter la circulation telles que l'avenue des États-Unis, l'avenue Joseph-Claussat ou encore l'avenue Béranger.

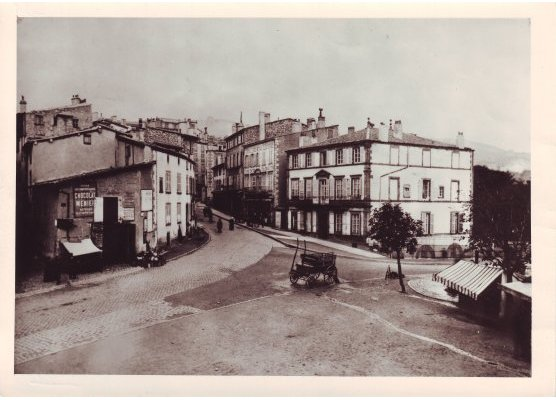
La place Antonin-Chastel prise au tout début du XXe siècle.
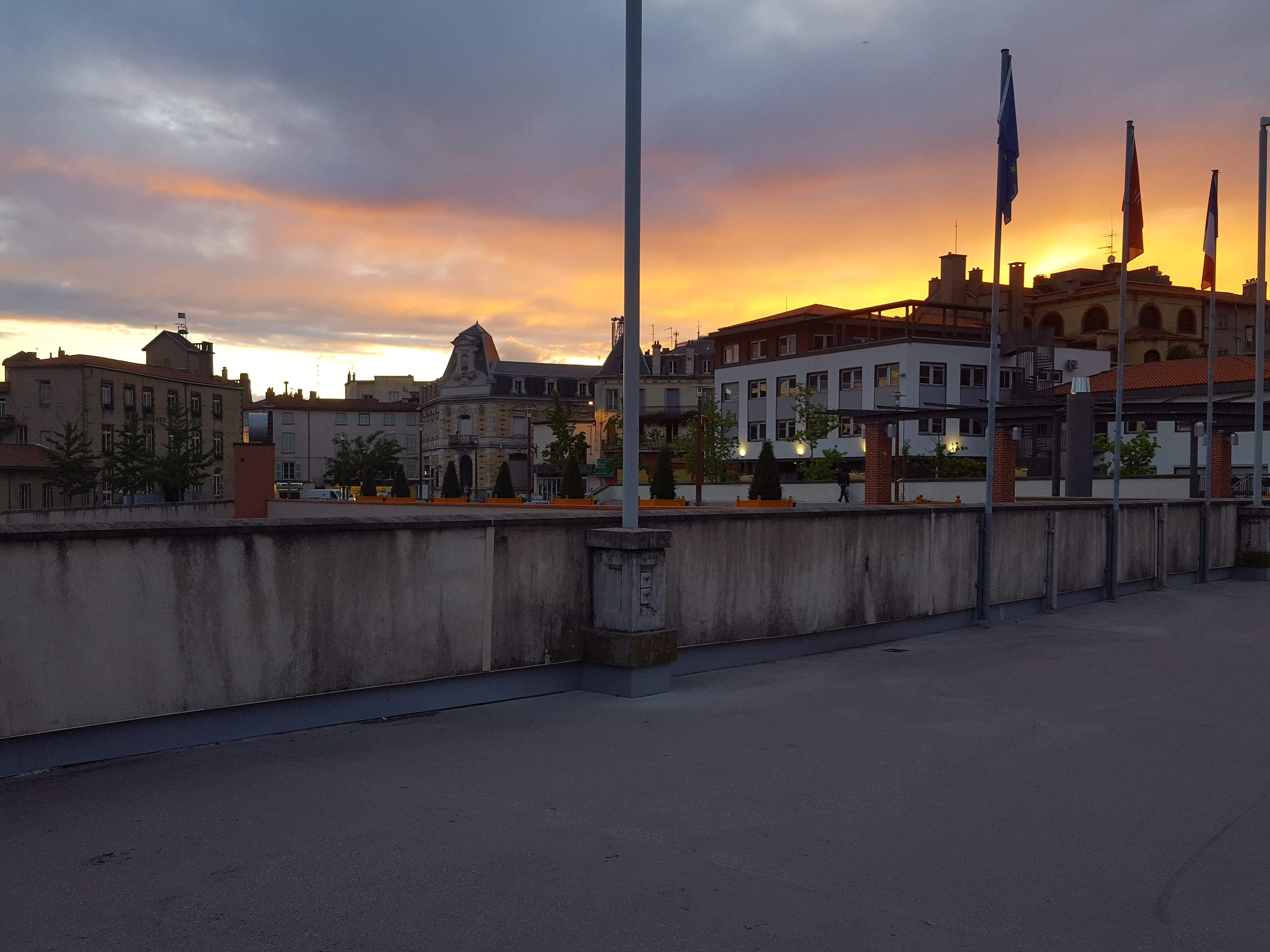
La place Antonin-Chastel prise en 2017.
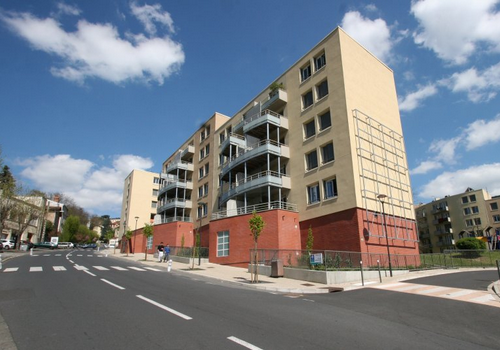
L'avenue Béranger prise en 2017.
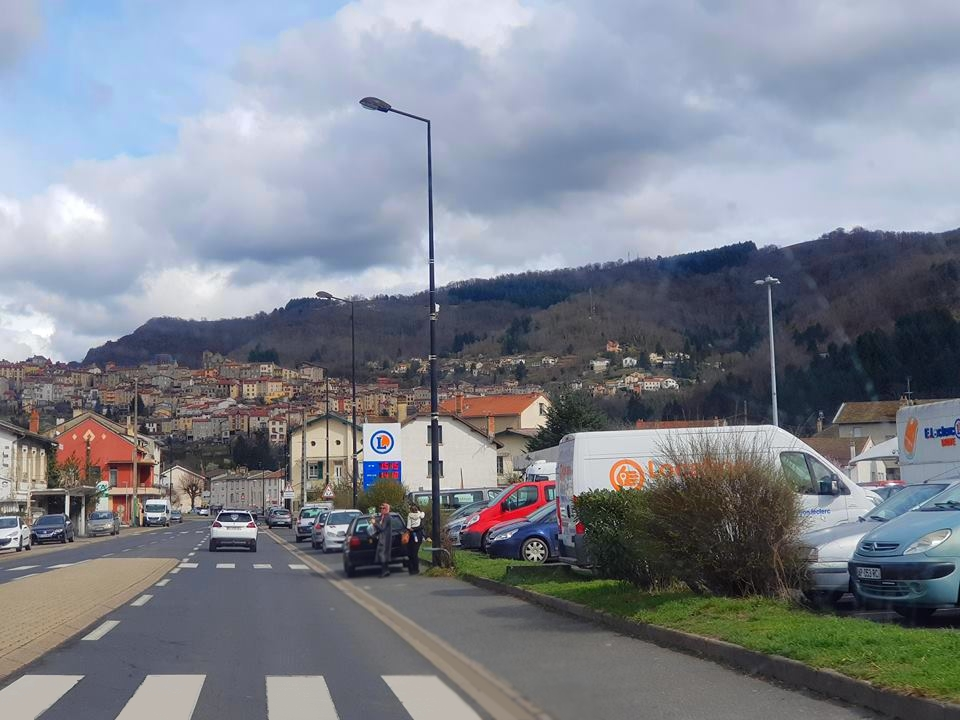
L'avenue Léo-Lagrange prise en 2018.
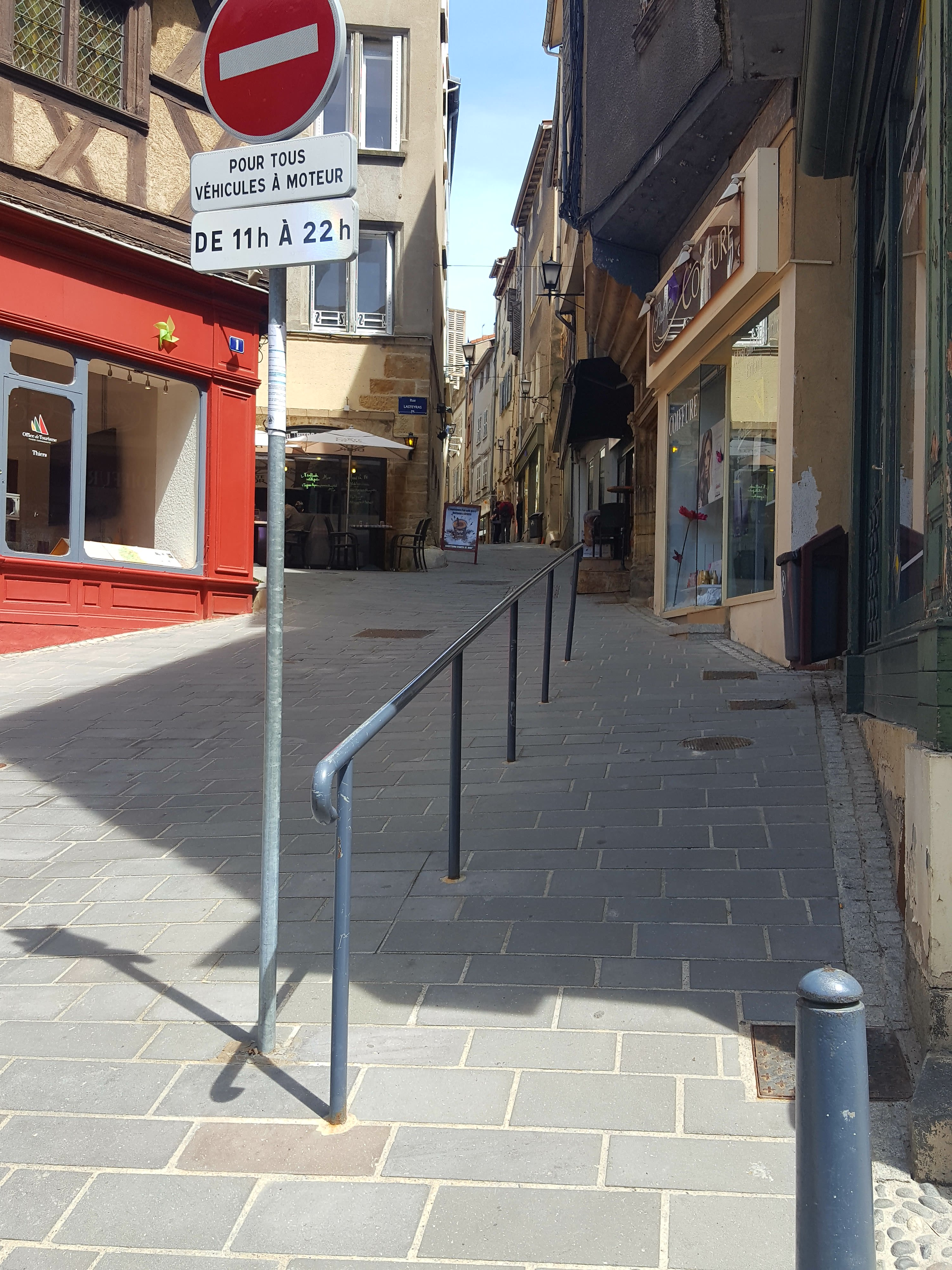
La rue du Bourg, voie piétonne dans la cité médiévale.

## Culture

### Tourisme et hébergement
Thiers compte 8 hôtels, 6 chambres d'hôtes, 3 gîtes, 2 campings et une aire de camping-car pour héberger les nombreux touristes venu visiter les rues de la cité. Pour guider les touristes, un office de tourisme est installé au pied du château du Pirou (château à colombages) en plein centre-ville de Thiers.
En plus des différents musées et salles d'exposition que compte la ville, la vallée des rouets permet aux visiteurs de partir sur les traces des émouleurs, ces artisans travaillant allongés sur une planche au-dessus de leur meule et donnant le tranchant à la lame. De nos jours, la vallée offre l’image d’une nature sauvage marquée par la patience et la ténacité de générations de couteliers thiernois. Un dernier rouet resta en activité jusqu'en 1976 « Chez Lyonnet » et aujourd'hui, le rouet est transformé en petit musée où les visiteurs peuvent voir tourner la roue à aubes, entendre claquer les courroies sur les poulies et monter à la chambre du coutelier.
L'atelier de fabrication du Thiers, couteau spécifique de la ville protégé forme les touristes à fabriquer eux-mêmes leur propre couteau « Le Thiers ». Le temps de fabrication d'un couteau est d'1h30 et contrairement à ce que l'on pourrait penser, ici la fabrication n'est pas salissante.
La vallée des usines est un haut lieu de la production artisanale et industrielle de la ville, du XIVe au XXe siècle. La Vallée des Usines est aujourd’hui un site emblématique qui ne laisse personne indifférent. Durant la nuit, des ruines d'anciennes coutelleries et le lit de la Durolle sont éclairés par des projecteurs pour les mettre en valeur.

### Musées et salles d'expositions
Le musée de la coutellerie a ouvert ses portes en 1982 dans le but de conserver la mémoire de la coutellerie thiernoise. Il est composé de trois bâtiments répartis entre le centre-ville, dont l'un est consacré à l'histoire de la coutellerie (dans l'ancienne « Maison des consuls », inscrite aux Monuments Historiques en 1983) et l'autre à des démonstrations de fabrication de couteaux et à l'exposition de couteaux d'art, et le village de Château-Gaillard où l'on peut visiter le dernier rouet en état de fonctionnement (le Rouet Lyonnet, du nom du dernier émouleur à y avoir travaillé, Georges Lyonnet) où travaillaient les émouleurs couchés.

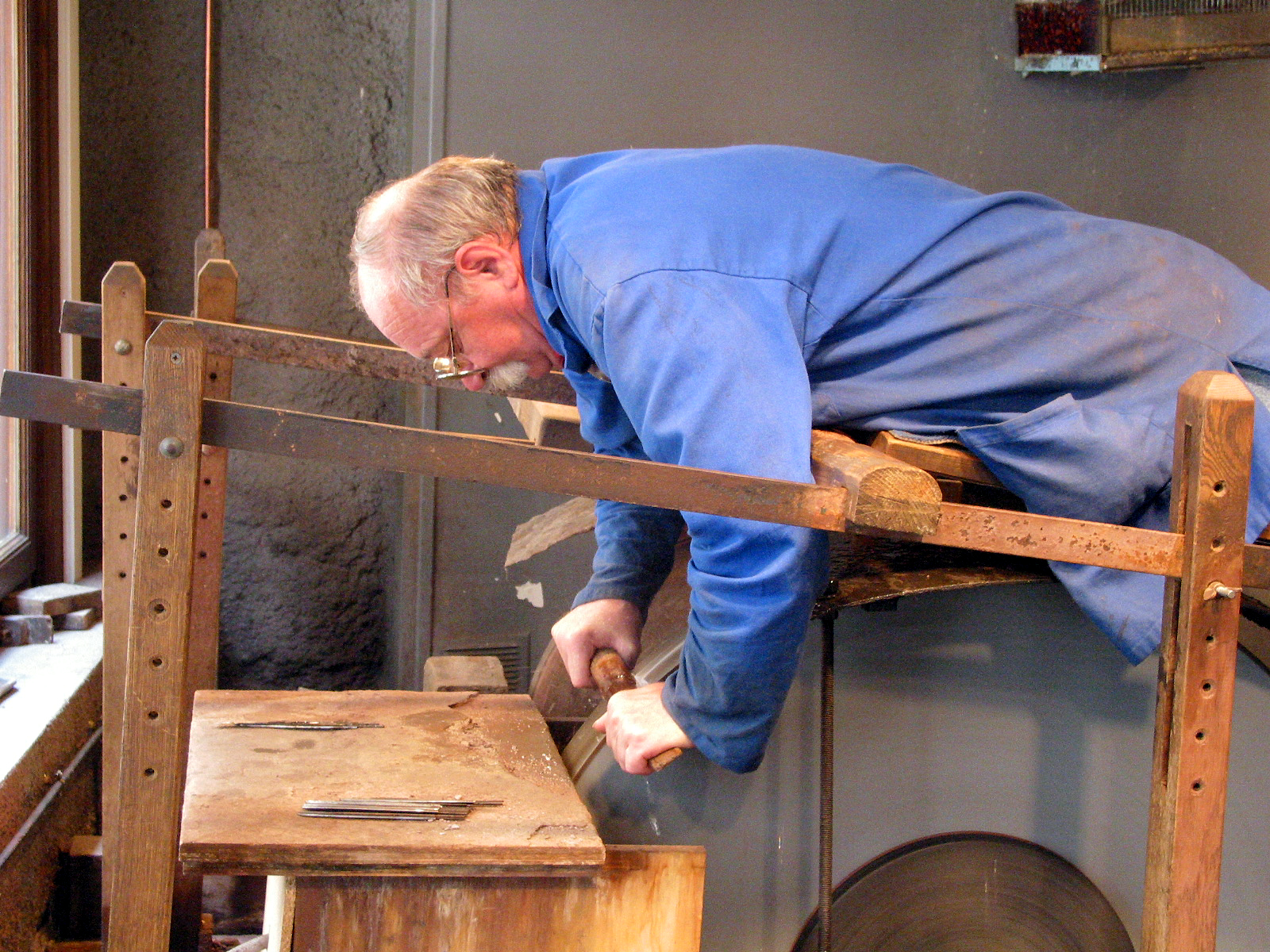
Démonstration d’un émouleur au musée de la coutellerie de Thiers.

Plusieurs autres musées et salles d'exposition sont présentes dans la commune: le château du Pirou, au premier étage du bâtiment qui accueille l'office de tourisme, est exposée la Donation Calamy, une collection d'objets de l'Antiquité (Mésopotamie, Égypte, Grèce…), de céramique d'Iznik, de tapisseries et de meubles anciens, le Creux de l'enfer, centre d'art contemporain avec une programmation nationale et internationale situé dans la vallée des usines, l'usine du May présente l'histoire et les perspectives de l'industrie à Thiers. Elle accueille aussi des expositions d'artistes (Sergio Toppi été 2011, Derib été 2012). La médiathèque et le hall de la mairie accueillent aussi des expositions temporaires. Le château de la Chassaigne (propriété privée) présente chaque été avec l'association La pomme d'or une exposition sur un thème différent (Cluny et le Moyen Âge en 2010 ou L'âme de Thiers à l'été 2011). L'Orangerie (Centre d’initiation et de sensibilisation à l’environnement) dans le parc du Moûtier propose une promenade éducative dans un biotope tropical reconstitué.

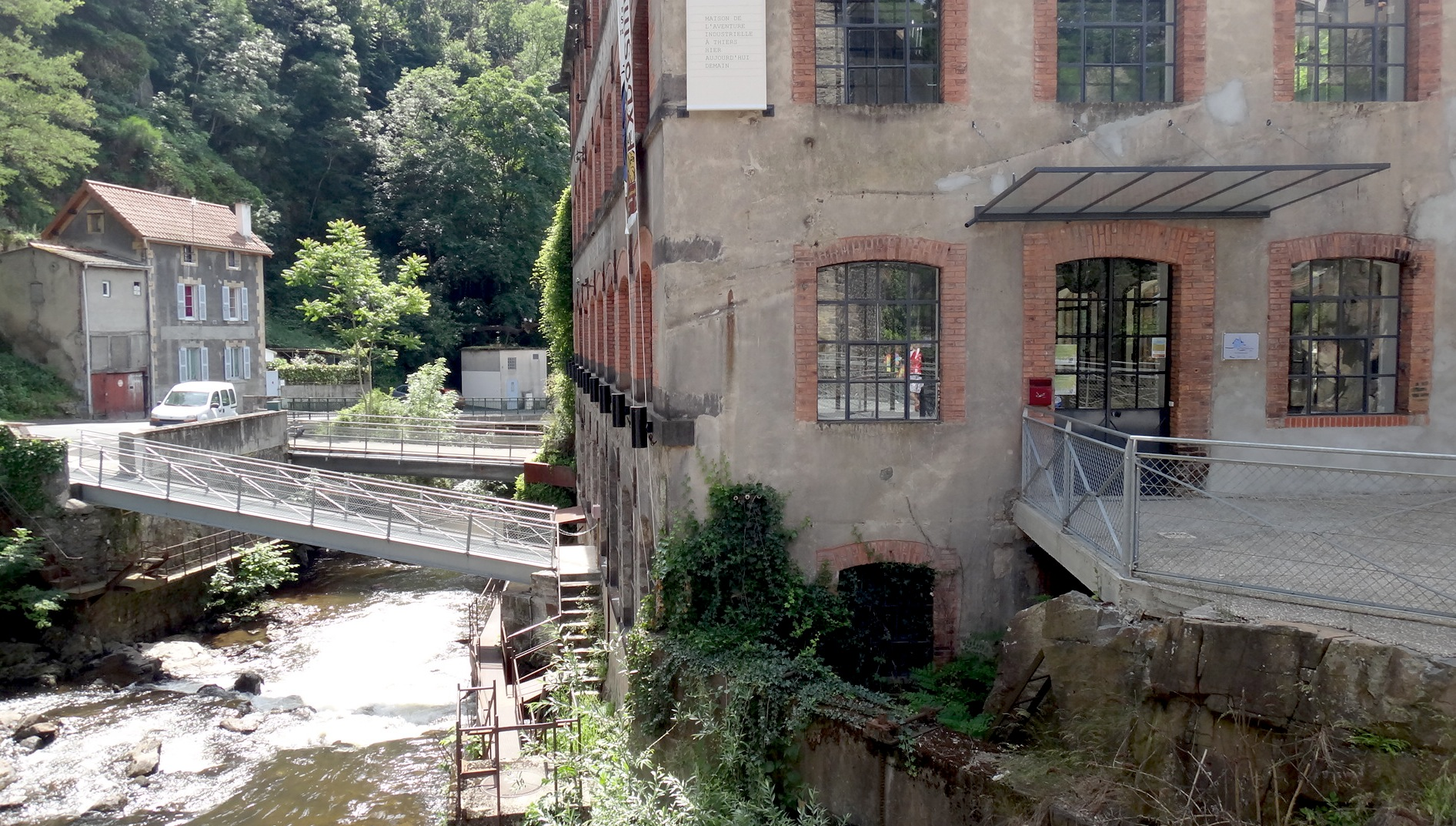
L'usine du May.

La cité des couteliers présente la production coutelière thiernoise du XXIe siècle. Le musée est décliné en trois parties : la première se consacre à une présentation générale de la coutellerie, la deuxième est chargée de présenter la coutellerie thiernoise et la troisième, les couteliers thiernois sont présentés grâce à des vitrines installées dans une pièce centrale. La vallée des Rouets est la continuité de la vallée des usines lorsque nous allons en amont de la Durolle. Le site offre l’image d’une nature sauvage marquée par la patience et la ténacité de générations de couteliers. Des ruines d'anciens ateliers de coutellerie bordés par la Durolle sont visitables. Le dernier rouet en activité ferma en 1976 et se surnommait « chez Lyonnet ». Aujourd'hui ce rouet n'est pas désaffecté et le visiteur via des visites guidés ou librement peut visiter ce rouet ainsi que le reste de la vallée. Une roue à aubes tourne toujours devant le rouet. En 2016, le site a compté 55 000 visiteurs.
Dans les environs de Thiers, on peut aussi visiter le Musée départemental de la Céramique à Lezoux ainsi que le moulin Richard de Bas à Ambert consacré à la papeterie. À Cervières, durant l'été, la Maison des Grenadières est ouverte au public. Le parc naturel régional Livradois-Forez propose avec le circuit de la Route des métiers la découverte d'activités artisanales très variées.

### Salles de spectacles

#### Espace

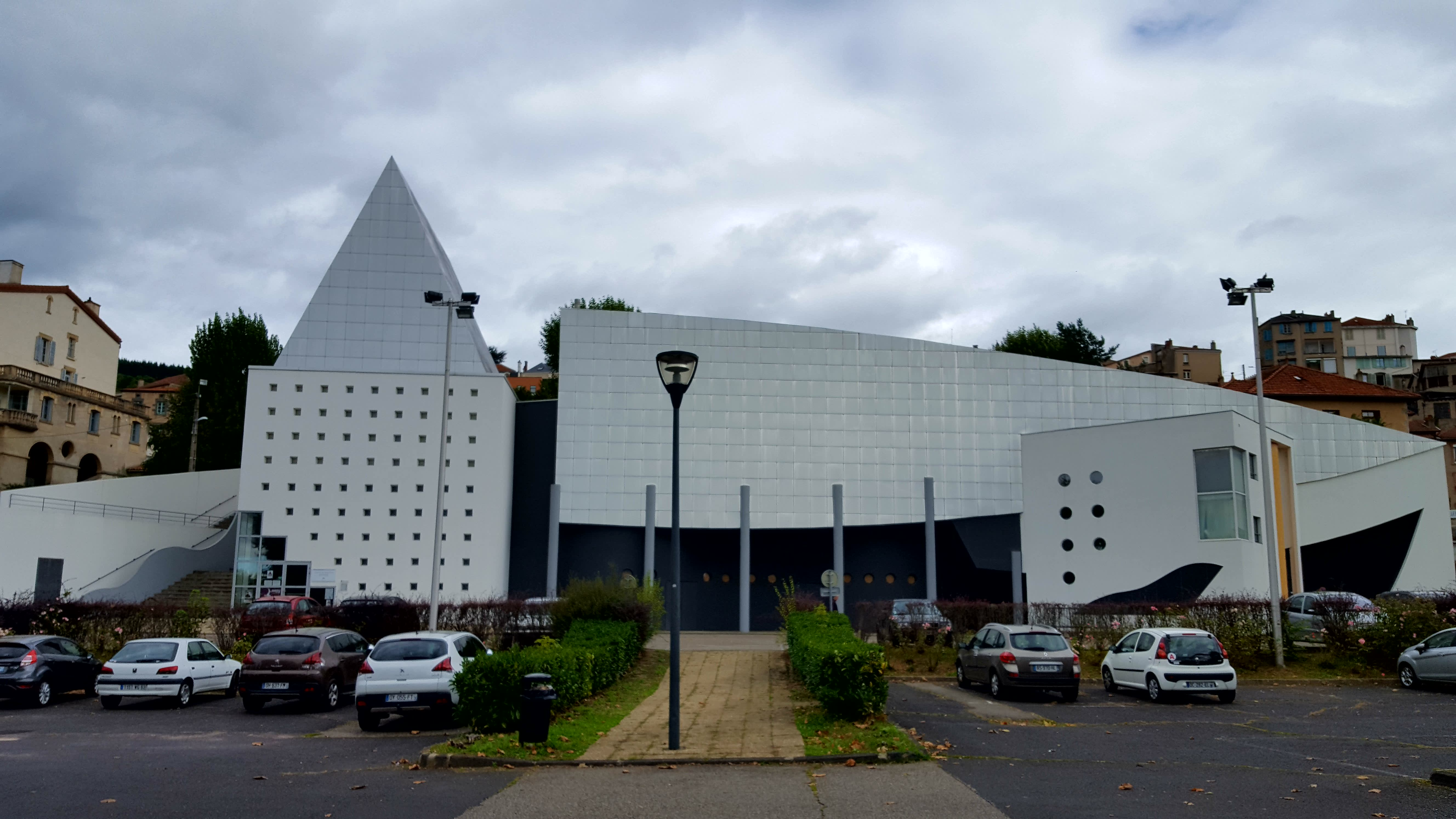
La Salle Espace en 2017.

Espace est un complexe culturel de trois salles adaptées pour tous les types de spectacles comme pour les réunions publiques. L'idée d'une grande salle à Thiers remonte aux années 1970 où une salle polyvalente avait été construite au Breuil dans la ville-basse. À la fin des années 1980, cette salle ne suffit plus pour Thiers. Des projets se succèdent tandis que le foirail en ville-haute est remanié en parking. En 1985, la ville de Thiers (Maurice Adevah-Pœuf est alors maire) confie à Jean-louis Godivier la construction d'un complexe de trois grandes salles de spectacle sur le site du foirail. Le thème de la construction est alors « Bateau et Modernité » d'où l'architecture contemporaine avec la présence de hublots et d'éléments maritimes, le bateau étant l'emblème de Thiers. Lors de l'inauguration du site, les couleurs dominantes sont le jaune et le bleu, les couleurs de la ville de Thiers. Aujourd'hui, la salle a été repeinte avec des couleurs plus modernes: gris foncé, gris clair et blanc. Le bâtiment a une surface totale de 2 800 m2 environ. La plus grande salle a une capacité totale de 500 personnes.

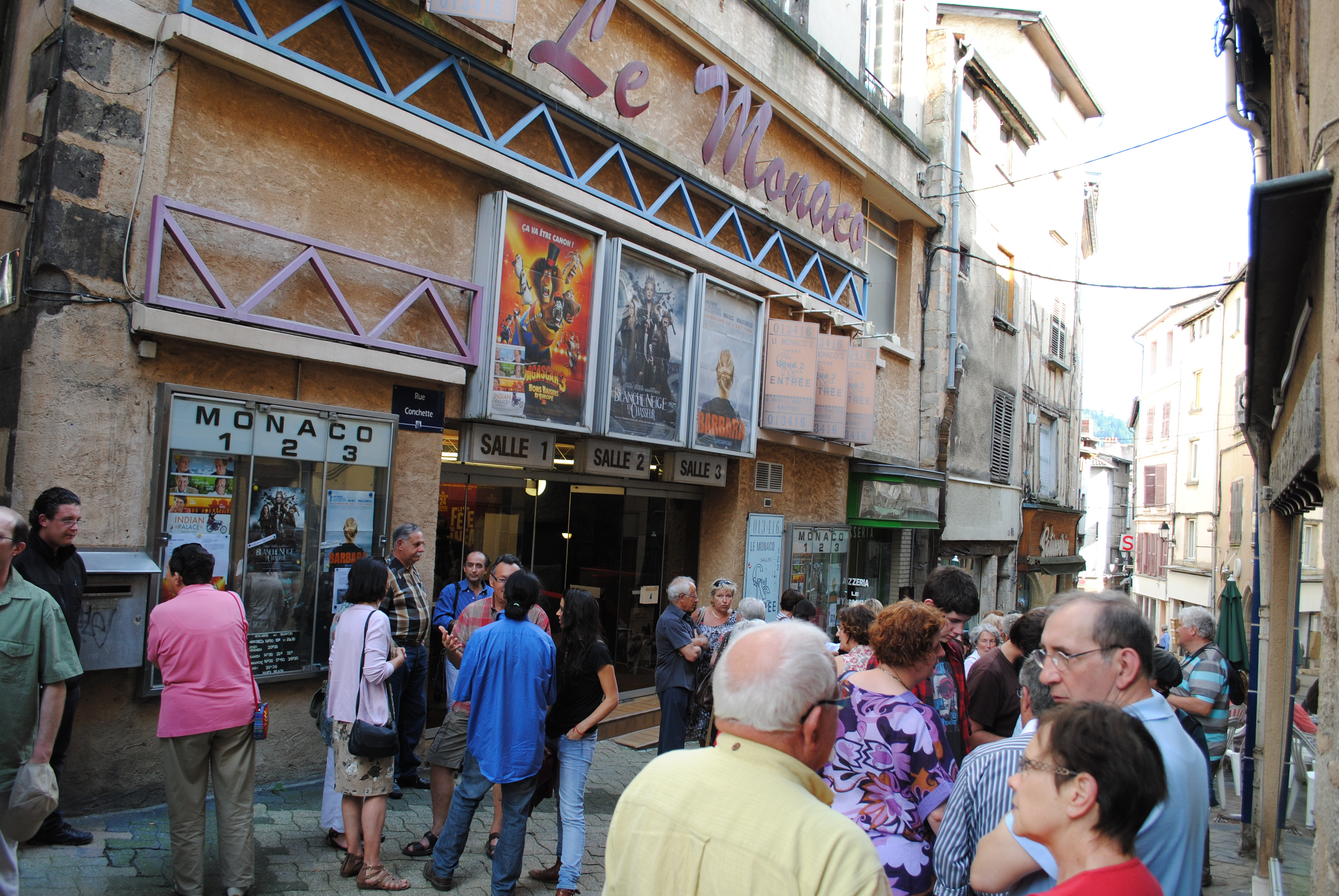
Le cinéma Le Monaco pris en 2011.

#### Le Monaco
Le Monaco est un cinéma possédant trois salles sous forme d'auditorium. Il bénéficie du label « Art et Essai ». Le ciné-club local y présente chaque mois un film. Il est situé en plein centre médiéval de Thiers. De multiples projets voient le déménagement de ce cinéma dans un autre lieu du centre ancien. Il est l'un des trois cinémas qu'a compté la ville de Thiers. Le premier était proche de la place Antonin-Chastel et le deuxième était l'ancien cinéma-théâtre de la ville sous les remparts.

#### Le Moulin bleu
Le Moulin bleu est un cabaret qui propose une revue unique dans la région. Il prend comme model le Moulin-Rouge à Paris. Des danses comme le French cancan sont représentées dans cet ancien hôtel-restaurant.

#### Autre
D'autres salles de spectacles sont présentes dans la commune : le Métro est une salle de concert consacrée aux musiques actuelles, la salle polyvalente Jo-cognet qui sert initialement de boulodrome, la salle de la Sapine au Fau, la salle de la Roussette à Courty, la salle des Ursulines au-dessus de la médiathèque, la salle des Garniers ou encore la chapelle des Belins.
Thiers bénéficie de sa proximité avec des centres urbains plus importants et ses habitants peuvent facilement profiter de la programmation culturelle de ceux-ci : Clermont-Ferrand et Vichy sont environ à une demi-heure de route,, Roanne et Saint-Étienne à une heure,.

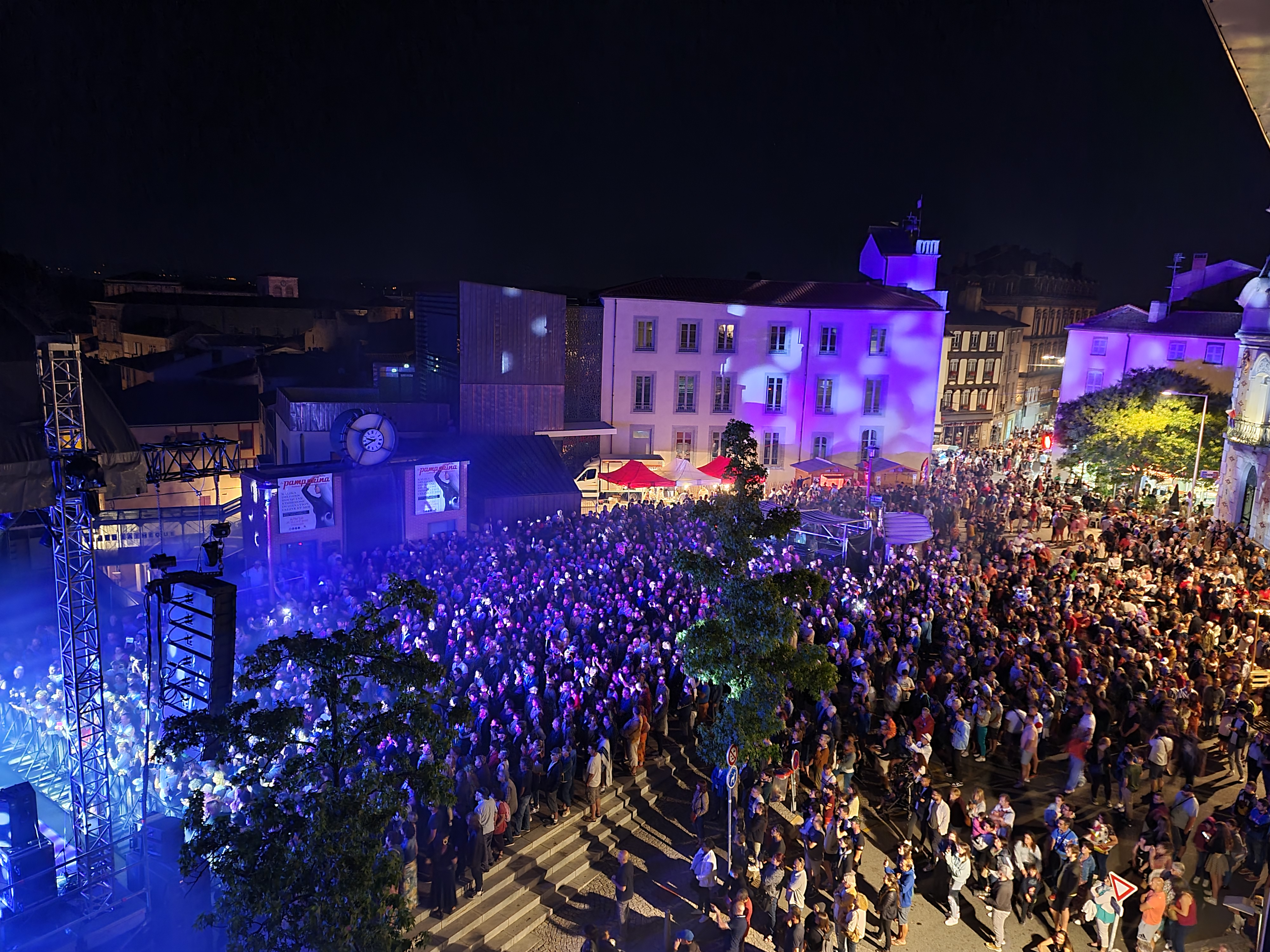
La place Antonin-Chastel pendant le festival de la Pamparina en 2022.

### Manifestations culturelles et festivités

#### La Pamparina
Chaque année depuis 1997, le premier week-end de juillet, a lieu La Pamparina, un festival de musiques qui se tient dans les rues de la ville autour d'un thème qui change chaque année (cordes, voix, percussions, danses, etc.). Ce festival international, a attiré plus de 45 000 personnes dans les rues de Thiers en 2017.

#### La Foire au pré
C'est une foire qui se tient au Moûtier, dans le bas de la ville, le deuxième week-end de septembre (initialement le 14 septembre uniquement). Véritable « fête nationale » de Thiers selon l'expression de Jean Anglade, c'est un rendez-vous presque obligatoire pour les habitants de tout le pays Thiernois. Son existence remonte à huit-cents ans, sans doute plus. On y trouve tous genres de stands, des souvenirs aux vêtements, des manèges aux chevaux de trait. La coutume est d'y manger de la tripe dès l'aurore. Au Moyen Âge, cette fête se déroulait sur la place de Pirou et la place Saint-Genès.

#### Les13kmthiernois
Les 13 km thiernois a lieu début juin depuis plus de 18 ans. La forte déclivité de la ville rend cette course à pied délicate. Le même circuit a été pris pour les marcheurs la veille de la course. Lors de cet événement, une course autorisé aux mineurs de plus de 16 ans a été créée: Tout Thiers Court.

#### La marche Roanne-Thiers
La marche Roanne-Thiers lance, chaque premier samedi du mois de décembre à minuit, ses quelques centaines de participants sur la route reliant les deux villes. Longue de 56 km, elle part alternativement de Thiers (les années paires) ou de Roanne (les années impaires).

#### Coutellia

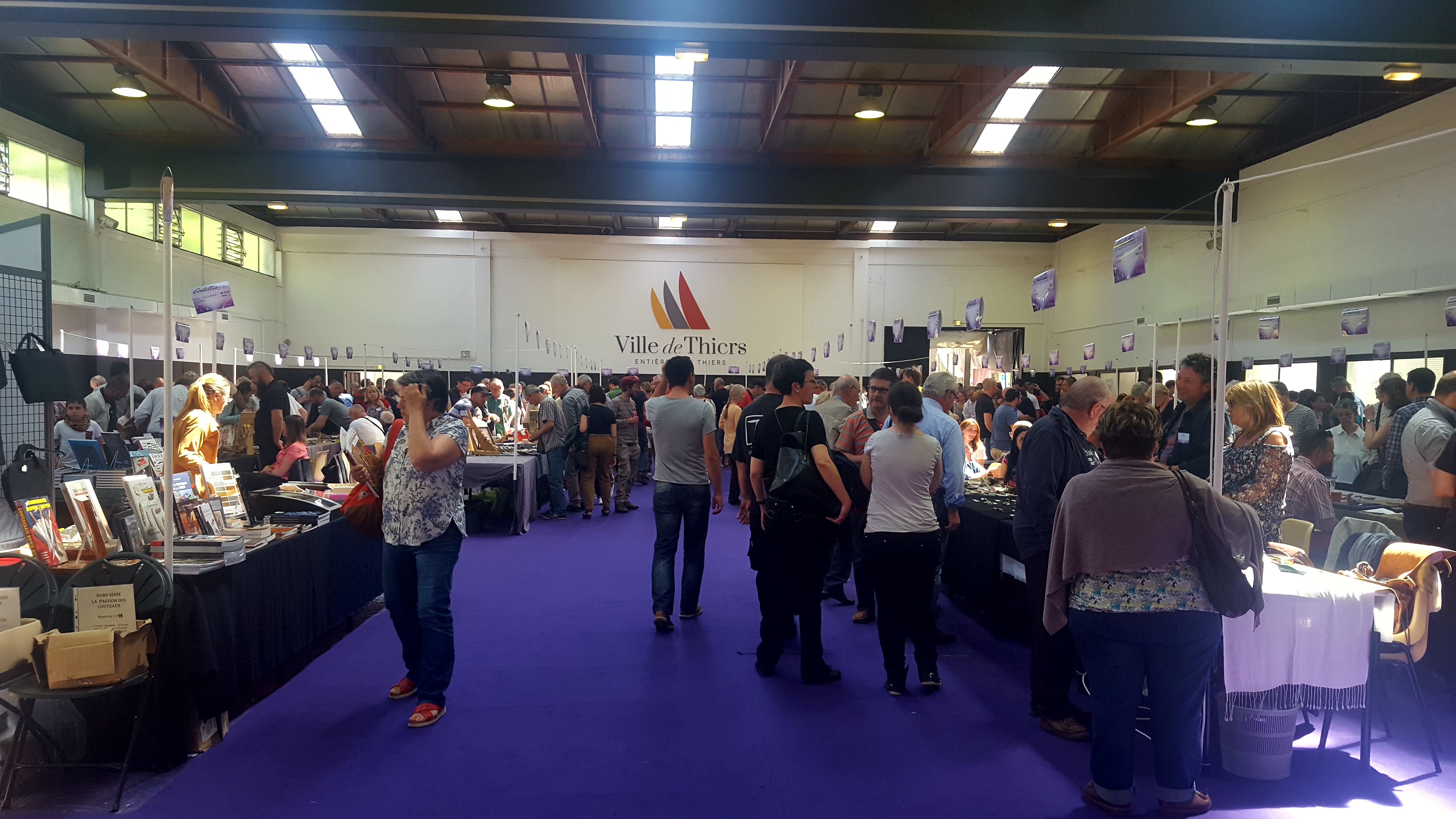
La salle 1 de l'édition 2017 de Coutellia.

Chaque printemps, depuis 1991, se déroule Coutellia, un festival du couteau d'art. Plus de cent exposants venus du monde entier participent à cet événement. Des démonstrations sont faites et les visiteurs peuvent mieux comprendre comment est fabriqué un couteaux. C'est aussi l'occasion d'un concours de créations, toujours dans un esprit confraternel.

#### Le marché de noël
Depuis 2012, la ville de Thiers organise avec l'association des commerçants de Thiers un Marché de noël. Exposants, artisans, animations musicales, ateliers divers, défilés d’enfants, lectures de contes, expositions, balades en calèche sont présents chaque année. Le marché se passe généralement pendant le deuxième week-end de décembre et a lieu en centre-ville. Il est divisé en trois parties : la première est située sur la place Antonin-Chastel, la deuxième dans l'ancien marché couvert et la troisième dans les locaux de l'ex Défi-mode.

#### Les Feux d'artifice
Chaque année se déroule le lancer de feux d'artifice à Thiers le 14 juillet sur la base de loisirs Iloa Les Rives de Thiers. L’événement est accompagné d'un bal populaire au club house d'Iloa. Plusieurs milliers de personnes sont au rendez-vous. Jusqu'en 2014, les feux d'artifice sont uniquement tirés depuis le Parc du Breuil au Moutier.

#### Thiers, ville haute en couleur
Chaque année, l’opération « Thiers, ville haute en couleur », organisée par le collectif « Artistes » et les services municipaux, revient durant tout l’été dans les rues de Thiers. Le principe est que des bannières, peintes par des artistes locaux ou de toute la France voire d’autres pays, sont mises en place durant la saison estivale dans les rues de Thiers et des villages alentour. Un nouveau thème destiné à inspirer les artistes est proposé chaque année.

#### Journées Européennes des Métiers d'Arts
Créées en France à l’initiative des pouvoirs publics, les Journées Européennes des Métiers d’Art sont le premier événement international consacré aux métiers d’art, coordonné par l’Institut National des Métiers d’Art, pour soutenir fortement ce secteur à haut potentiel de développement économique et culturel. Ce rendez-vous met chaque année en lumière plus de 200 métiers et encore plus de savoir-faire alliant gestes de tradition, de création et échanges humains, ancrés dans l’économie réelle de nos territoires dont ils concourent au dynamisme et à l’attractivité. Passeurs de mémoires par la transmission de leurs savoir-faire, les professionnels des métiers d’art sont des « gens de métiers », tournés vers l’avenir : puisant leurs racines dans le compagnonnage, les arts décoratifs et les arts appliqués, ils œuvrent pour restaurer notre patrimoine autant que pour le réinventer. Ateliers-laboratoires de l’innovation, ils élaborent une culture nouvelle du travail et de l’entrepreneuriat au sein de l’économie créative, préfigurant un nouveau modèle économique et social, collaboratif et transdisciplinaire, inventant de nouveaux marchés, locaux et mondiaux. Ainsi, leurs gestes de deux mains, parfois très anciens, se transforment pour devenir les gestes de demain. Gestes de demain, et gestes pour demain, les métiers d’art sont aussi les racines du futur, des sources d’inspiration et des repères collectifs pour réinventer un héritage français et européen.
Avec ces journées, l’Institut National des Métiers d’Art et l’ensemble de ses partenaires et acteurs sur les plans national, territorial et européen, contribuent ainsi à préparer l’avenir de ce secteur dans une société en mutation, pour que les métiers d’hier et d’aujourd’hui soient toujours les métiers de demain.

#### Thiers Meetings
La première édition a lieu en mai 2016, quelques jours en amont de Coutellia. La vocation de Thiers Meetings est de faire se rencontrer les acteurs internationaux de la filière coutelière et de permettre au Thiers de s’imposer comme marque internationale. 27 villes ou bassins couteliers, avec une importance plus ou moins importante en fonction de leur histoire son dénombrées dans le monde mais Thiers est la seule ville avec 800 ans d’histoire coutelière ininterrompue. Le nom de Thiers est connu par les couteliers du monde entier de façon très marquée pour certains et plus diffuse pour d’autres.
L’industrie du luxe est représentée par quatre filières en Auvergne : maroquinerie, cosmétique, packaging et coutellerie. Les grandes marques confient à Thiers la fabrication de leurs articles. Le positionnement sur les produits d’exception s’est naturellement imposé, après 800 ans d’activité. Organiser à Thiers des rencontres mondiales de la coutellerie permet d’affirmer la position du bassin thiernois sur l’échiquier mondial de la coutellerie.

#### Symposium international de sculpture monumentale métallique

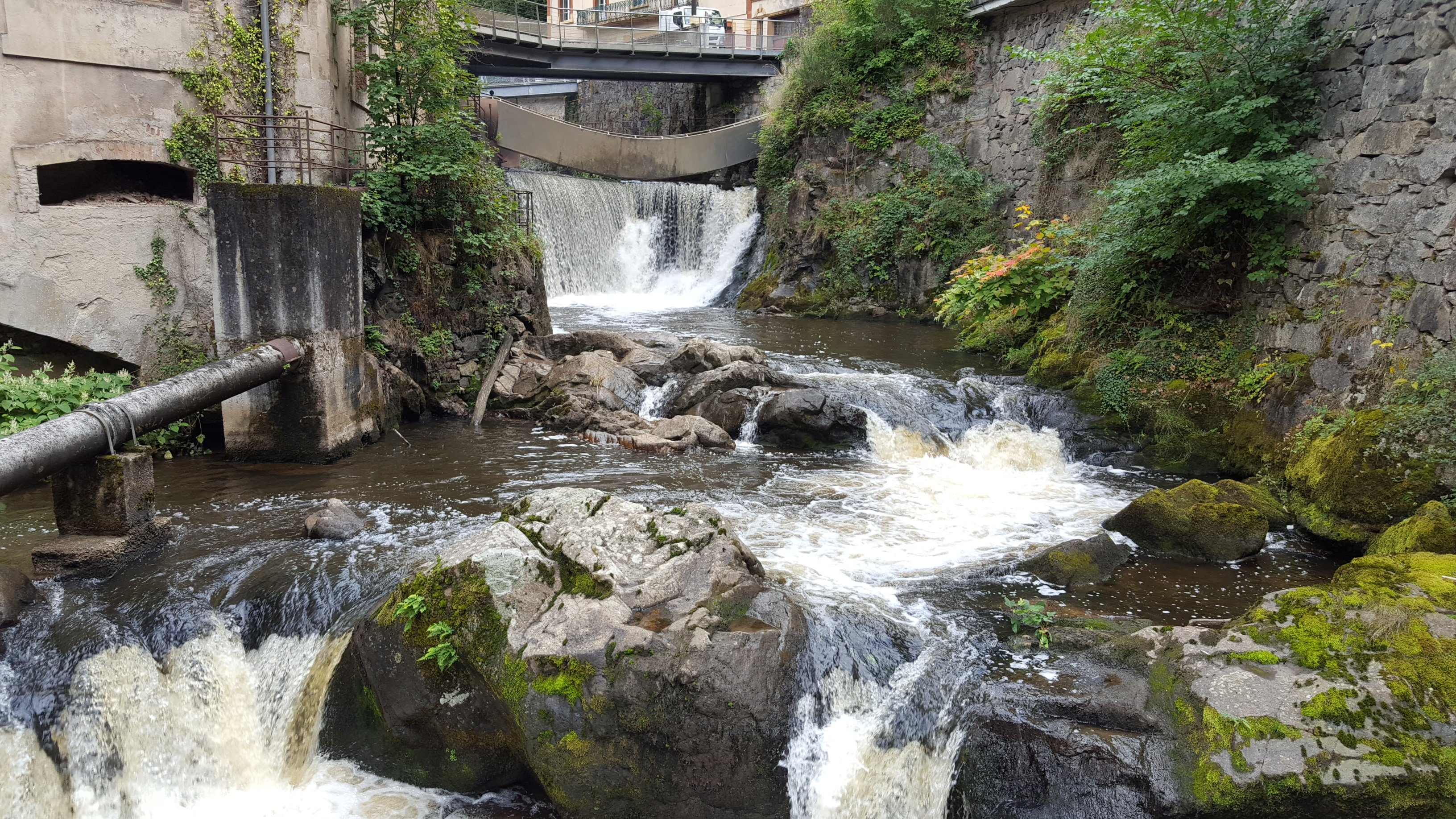
Le « Pont-épée » juste devant la cascade du Creux de l'enfer.

En 1985, Thiers accueille le Symposium international de sculpture monumentale métallique. Il permettre à six artistes régionaux et internationaux, Yves Guérin, Michel Gérard, Dennis Oppenheim, Patrick Raynaud et Vladimir Skoda de collaborer avec des artisans locaux autour de la réalisation de leurs œuvres. Des sculptures qui s’implantent, pour la plupart, avec justesse dans le contexte de la ville et de sa périphérie. Le sixième artiste, George Trakas, anticipe l’histoire du centre d'art du Creux-de-l’enfer. Ainsi que le ferait le héros d’un roman d’aventure de Jules Verne, il va tendre une passerelle métallique au ras de l’eau, véritable pont de cordes suspendu drossé dans les embruns de la cascade.
Plusieurs œuvres monumentales en acier sont dispersées sur la commune. Les plus connues sont les « Orbres de Borbes », le « Grand balancier », le « Bateau échoué », le « Pont-épée » construit par le canadien George Trakas ou encore le « Dragon de la Vallée des Usines »,.

### Gastronomie

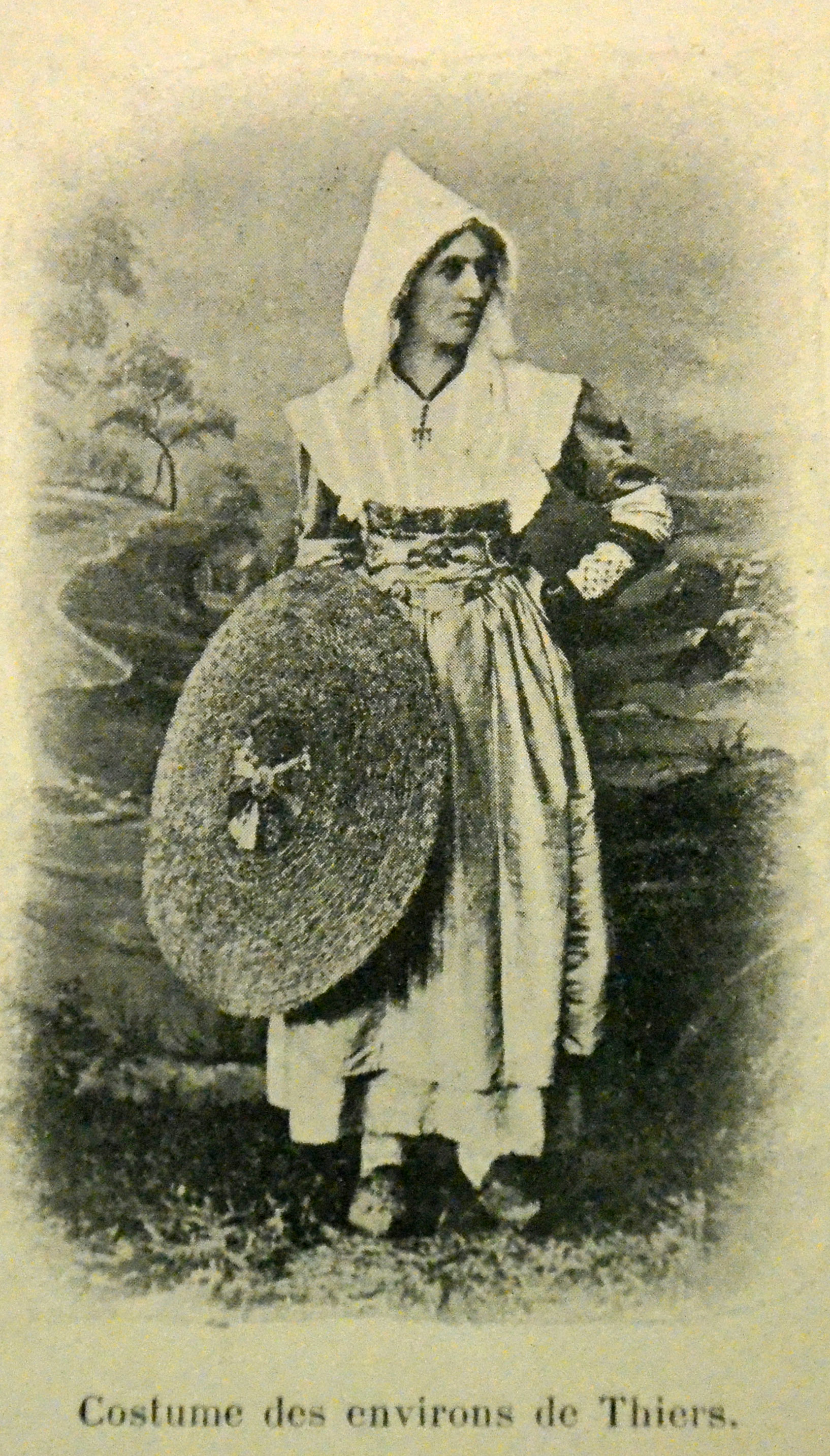
Costume des environs de Thiers à la fin du XVIIIe siècle, début XIXe siècle.

Les cochonnailles sont souvent à l'honneur à Thiers comme dans le reste du Massif central. Elles sont la base d'une gastronomie populaire, peu onéreuse et très « nourrissante ». Les tripes « à la mode de Thiers » sont incontournables à l'occasion de la foire au Pré. Le « rapoutet » est préparé à base de morceaux de jarret de jambon cuit généralement accompagné de choux et de pommes de terre. La saucisse de choux d'Arconsat faite à partir de poitrine de porc et de choux est la spécialité la plus reconnue de la montagne thiernoise et à sa confrérie.
Pour le fromage, le gaperon est produit dans la région (secteur entre Thiers, Lezoux et Ris) et le chèvreton, qui vient plutôt de la montagne. Thiers se situe dans les zones AOP de la fourme d'Ambert et du bleu d'Auvergne.
La tarte à la bouillie est un dessert des plus typiques du pays. Comme dans beaucoup de régions de montagne la myrtille est utilisée pour les tartes ou la confiture. Les baies bleues sont célébrées à la mi-août au col du Béal (communes de Saint-Pierre-la-Bourlhonne et de Chalmazel). Les guenilles sont des beignets (proches des bugnes lyonnaises) qui se mangent, selon Jean Anglade en trois occasions : « Au temps du Carnaval, pour la foire au Pré et dans n'importe quelle autre circonstance. »

### Thiers dans les arts

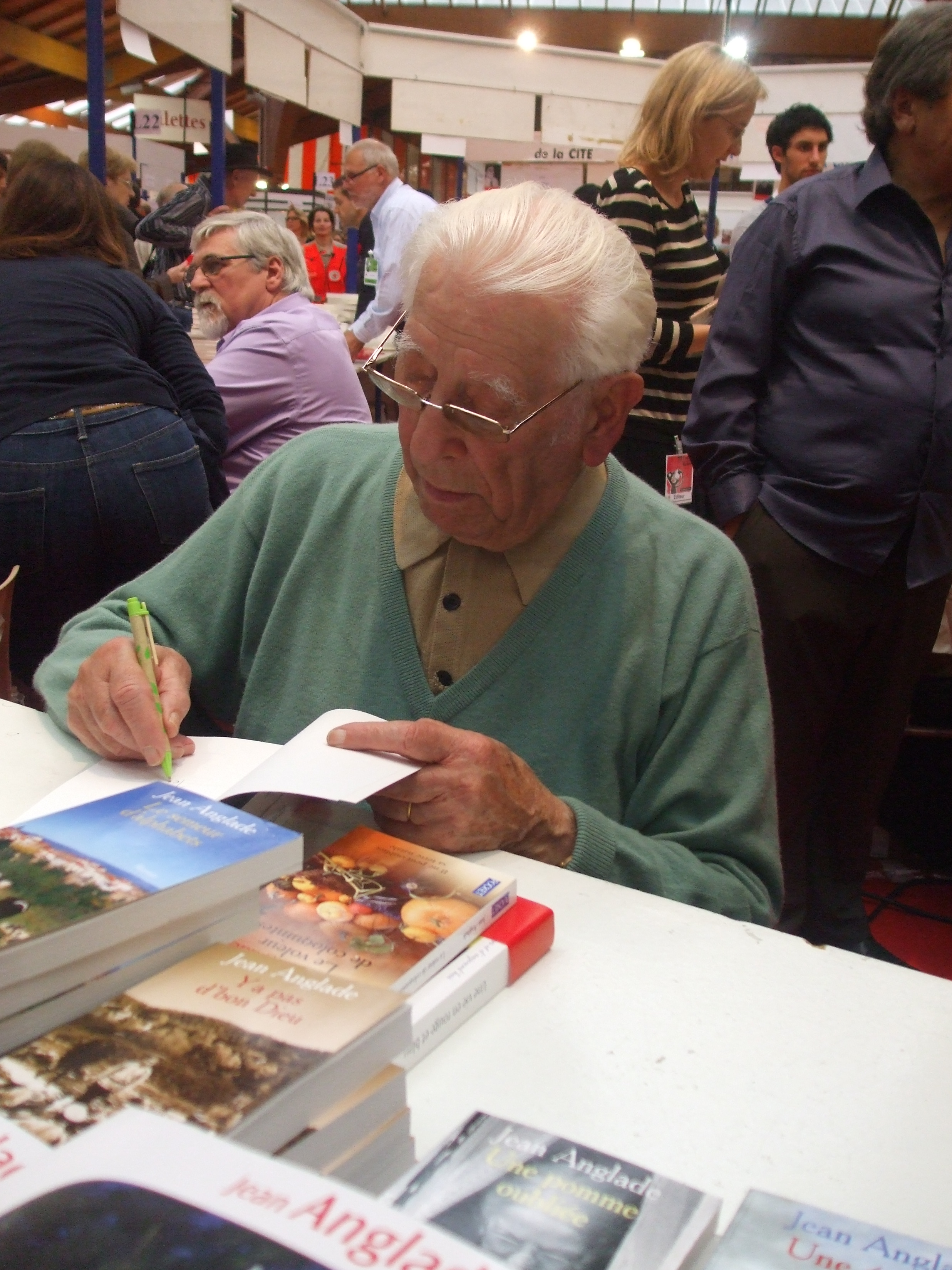
Jean Anglade à la foire du livre de Brive-la-Gaillarde en 2010.

La ville de Thiers est mentionnée dans la littérature dès le Moyen Âge. Guillaume de Revel en fait notamment la description dans son armorial. Dès 1860, la romancière et dramaturge française George Sand publie un roman ayant pour modèle le fonctionnement de la ville de Thiers. L'histoire du livre tourne autour du monde ouvrier et industriel. En 1955, Pierre Molaine écrit le roman Samson a soif où Thiers est largement évoquée. Dans ce dernier, il parsème le récit de souvenirs personnels notamment lorsqu'il visite la ville. Huit ans après avoir écrit un premier livre sur la ville, il sort un deuxième livre nommé J'ai rêvé de lumière. À partir de 1979, Jean Anglade écrit plusieurs romans ayant pour thème commun la ville. Dans l'ordre chronologique : Les ventres jaunes (1979), La Bonne Rosée (1980), Les Permissions de mai (1981), Dans le secret des roseaux (2002) puis Une étrange entreprise (2005). En 2002, il publie un récit de souvenirs nommé Le Pain de Lamirand.
En 1975, François Truffaut tourne à Thiers l’essentiel de son film L'Argent de poche qui sort le 17 mars 1976. Le film connait un grand succès en France avec plus d'1,8 million d'entrées en salle. En 1981, La Ville noire, téléfilm en deux parties de Jacques Tréfouël tiré du roman de George Sand, avec Catherine Frot et Lionnel Astier dans l'un de leurs premiers rôles, est tourné à Thiers.
Trois timbres en rapport avec Thiers sont émis à partir de 1976, « Thiers », dessiné par Marie-Noëlle Goffin et gravé par Eugène Lacaque avec une valeur faciale de 1,70 F. Oblitération 1er jour à Thiers le 9 octobre 1976, en 1987, « Coutellerie d'art - Thiers», dessiné et gravé par Patrick Lubin. Valeur faciale de 1,90 F et en 2004, « La Coutellerie », par Bruno Ghiringhelli dans la série Portraits de régions no 3 - La France à vivre. Valeur faciale de 0,50 €. Oblitération 1er jour à Thiers le 27 mars 2004.

### Langue régionale
La ville de Thiers s'inscrit dans le domaine linguistique de l'occitan,' (nom Tièrn) et ce depuis les débuts de la langue au Moyen Âge. Une variante locale appelée sous-dialecte est parlée à Thiers : le parler thiernois.
La commune de Thiers accueille d'ailleurs le siège de l'antenne Liuradés de l'Institut d'Études Occitanes,. Des ateliers et cours de langue occitane sont par ailleurs dispensés par cette association comme dans toutes les autres sous-préfectures du département depuis 2021.
Chansons locales
La bujadeira est une chanson thiernoise reprenant l'air de la Marseillaise. Elle met en avant l'occitan local ainsi que l'accent du langage de la région. Plusieurs chansons en nord-occitan sont à recenser comme la « Chanson de lus esmouleus », en français « la chanson des émouleurs », qui raconte la vie des ouvriers œuvrant dans la coutellerie thiernoise.

### Personnalités liées à la ville
De nombreuses personnalités ont un attachement particulier à la ville de Thiers. Les plus connus sont cités dans la liste ci-après (classement par année de naissance) :
- Montdory (° 1594-† 1653 ou 1654), né Guillaume Desgilberts, comédien vedette du théâtre du Marais, créateur du personnage du Cid. Il meurt entre novembre 1653 et novembre 1654 à Thiers ;
- Gervais Lasteyras (1809-† 1854 à Thiers), homme politique, député du Puy-de-Dôme de 1848 à 1851.
- Prosper Mérimée, ami de Marilhat, rend compte du patrimoine thiernois dans Notes d'un voyage en Auvergne en 1838 ;
- George Sand tire de son passage à Thiers les 25 et 26 juin 1859 le décor de son roman La Ville noire. Elle est ainsi (avant Zola) la première romancière qui s'intéresse au monde ouvrier ;
- Prosper Marilhat (° 1811-† 1847), peintre naturaliste. Il fut avec Alexandre-Gabriel Decamps et Eugène Delacroix un pionnier de l'orientalisme ;
- Coco Chanel (°1883- 1971), grande couturière. Au printemps 1896, Gabrielle Chanel vivait à Thiers, rue Durolle, chez Anaïs Clouvel, cousine germaine de sa mère. Gabrielle Chanel, alors âgée de douze ans, y est « bonne d'enfants et domestique"[330].
- Louis Lasteyras (° 1851-† 1931), homme politique, maire radical de Vichy ;
- Jean Anglade (1915-2017), écrivain centenaire de l'École naturaliste, chevalier de la Légion d'honneur de la République italienne, chevalier de la Légion d'honneur de la République française ;
- René Barnérias (° 1928-† 2011), ancien député-maire UDF et conseiller général de Thiers ;
- Colette Guillaumin (° 1934-† 2017) est une sociologue française et une militante antiraciste et féministe. Elle est une théoricienne importante des mécanismes du racisme, du sexisme et des rapports de domination.
- Michel Charasse (° 1941), homme politique, ministre du budget et proche de François Mitterrand, ancien sénateur du Puy-de-Dôme et ancien maire de la commune voisine de Puy-Guillaume ;
- Maurice Adevah-Pœuf (° 1943), homme politique, ancien député PS de la cinquième circonscription du Puy-de-Dôme (dite Thiers-Ambert) de 1981 à 1993 et de 1997 à 2002 et maire de Thiers de 1977 à 2001 ;
- Claire Chazal (° 1956), présentatrice de journaux télévisés née à Thiers. Auteure du roman L'Institutrice, en partie inspiré des souvenirs de sa jeunesse dans le Puy-de-Dôme ;
- Zinedine Soualem (° 1957), acteur né à Thiers ;
- Dorine Bourneton, née le 6 septembre 1974 à Thiers. Aviatrice écrivaine et conférencière française. Seule rescapée d'un accident d'avion à l'âge de 16 ans, elle devient la première femme handicapée au monde pilote de voltige aérienne.

Personnalités liées à Thiers (sélection).
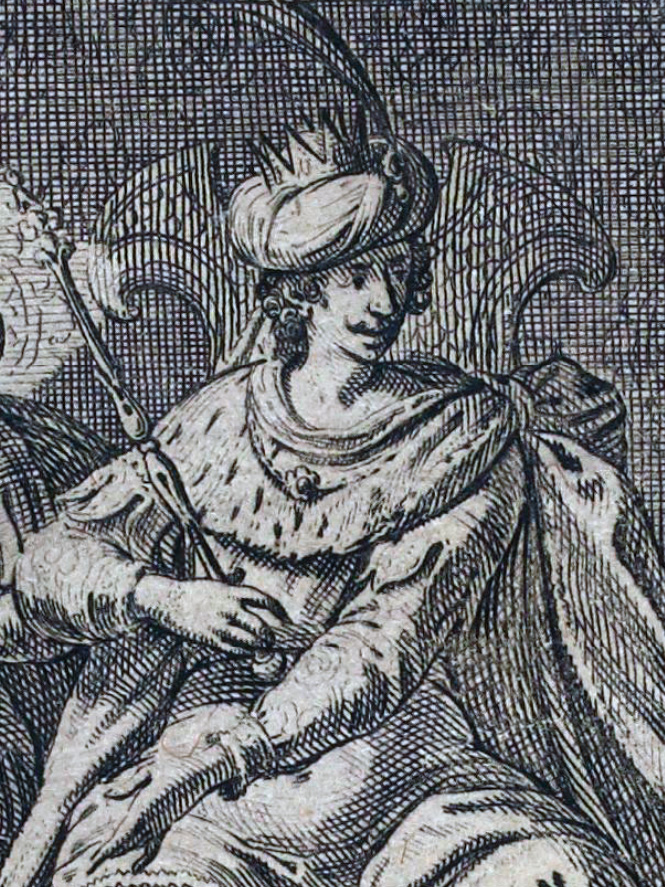
Représentation de Montdory datant de 1636.
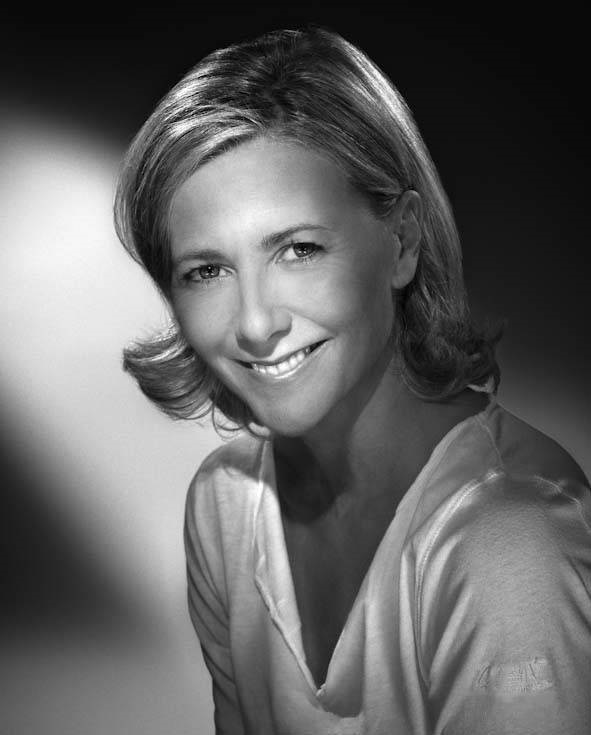
Claire Chazal prise en 2009 dans le Studio Harcourt.
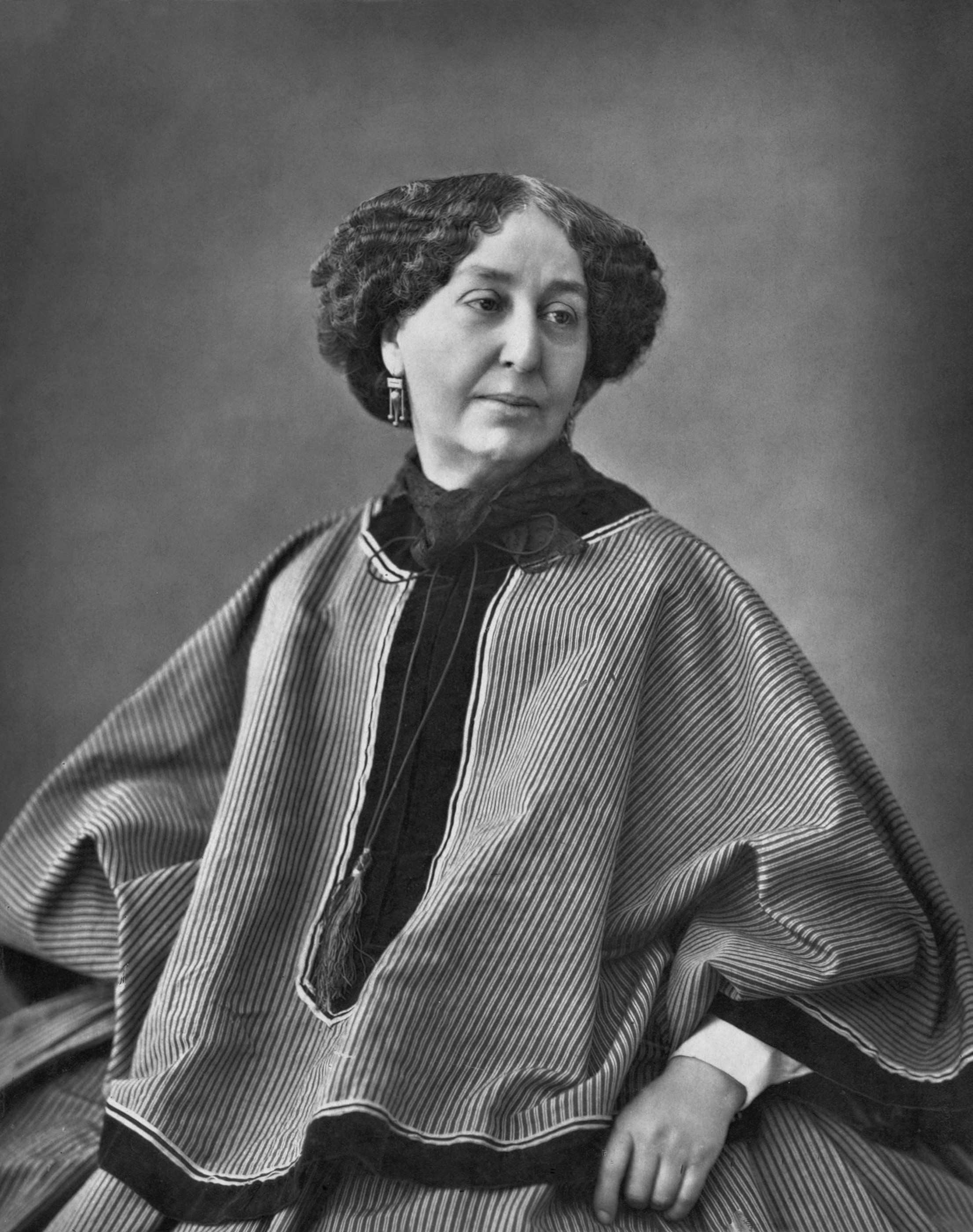
George Sand en 1864.
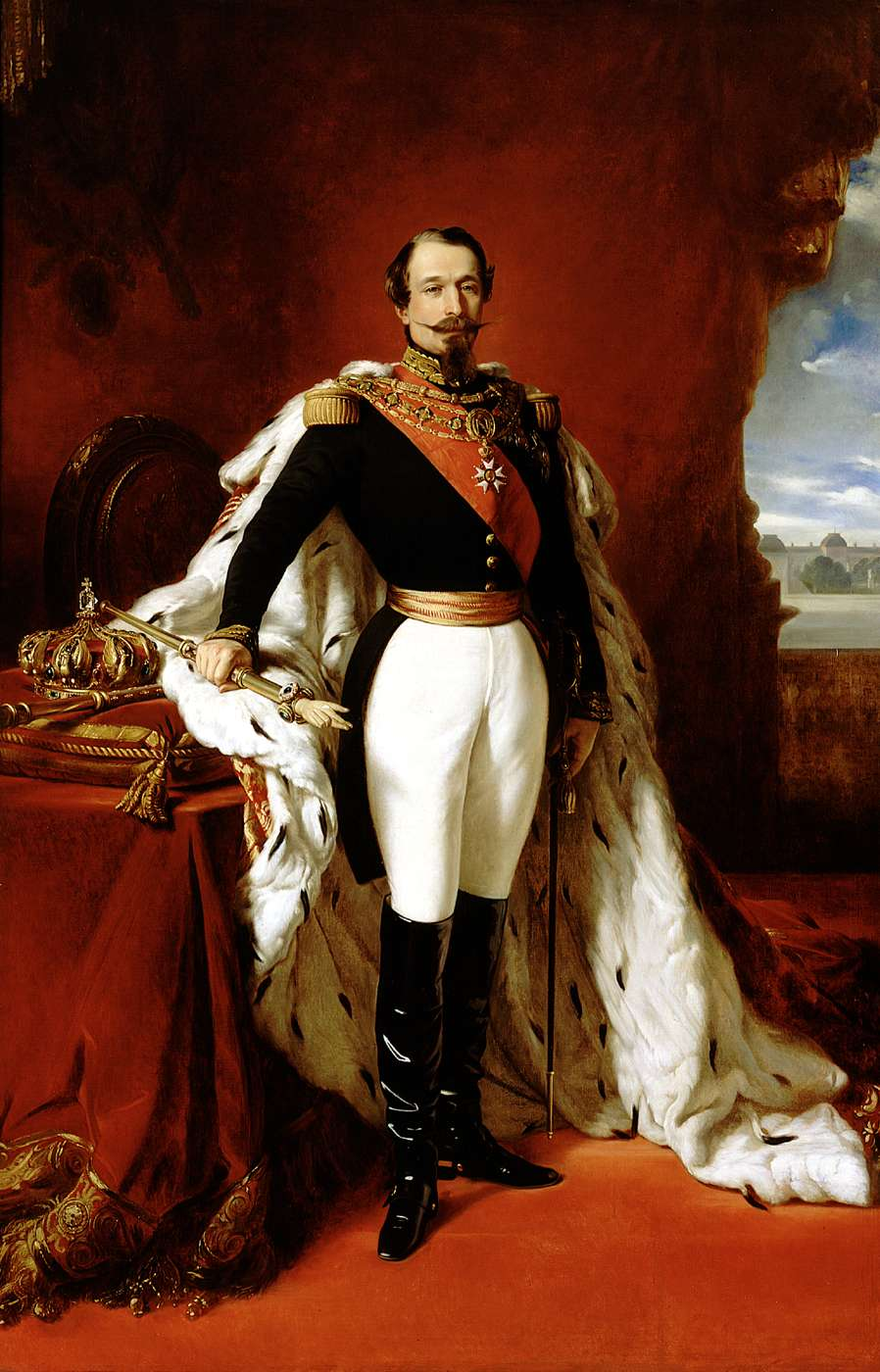
Napoléon III par Winterhalter en 1855.
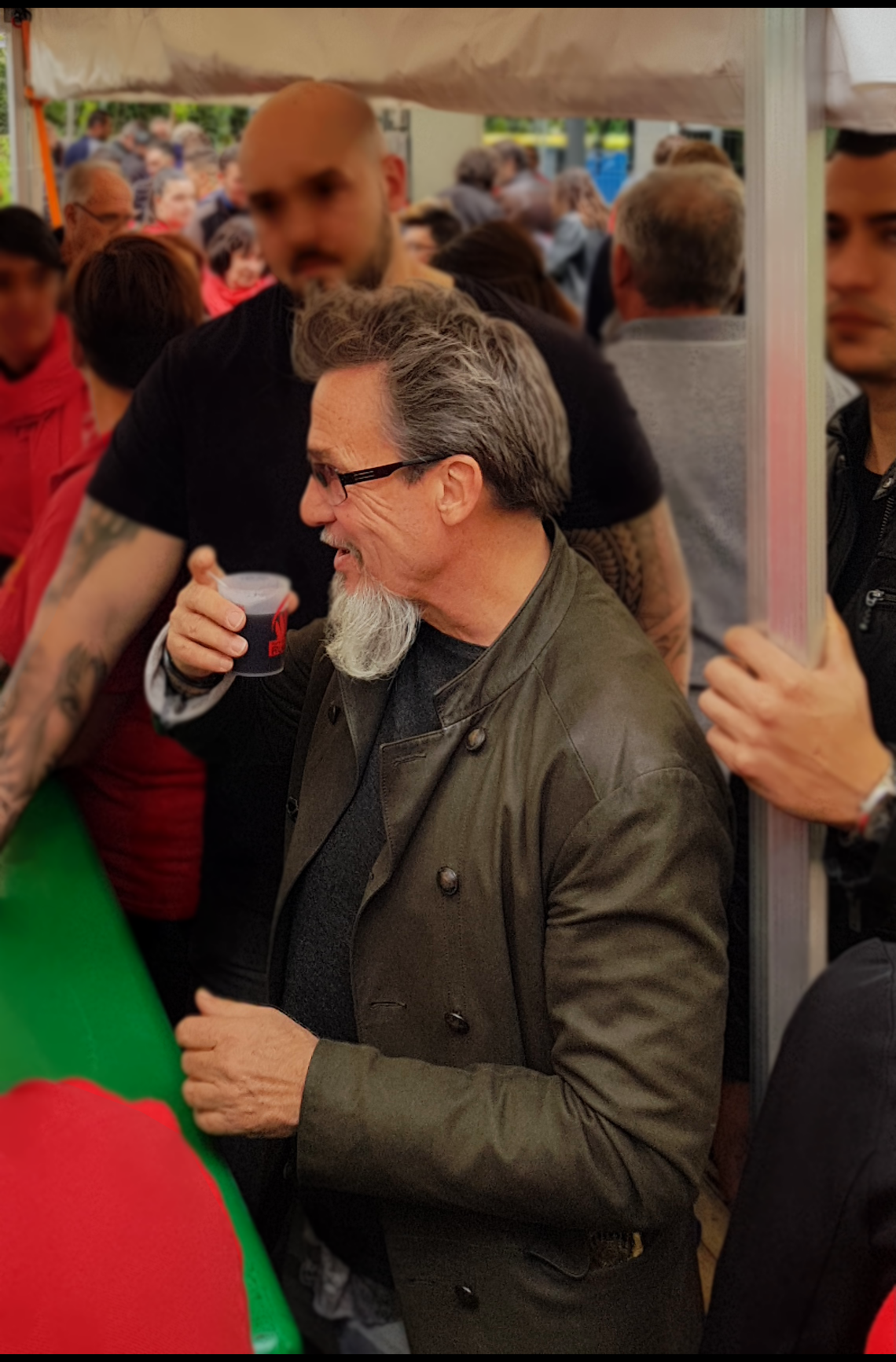
Florent Pagny en 2019 à Thiers lors de Coutellia.
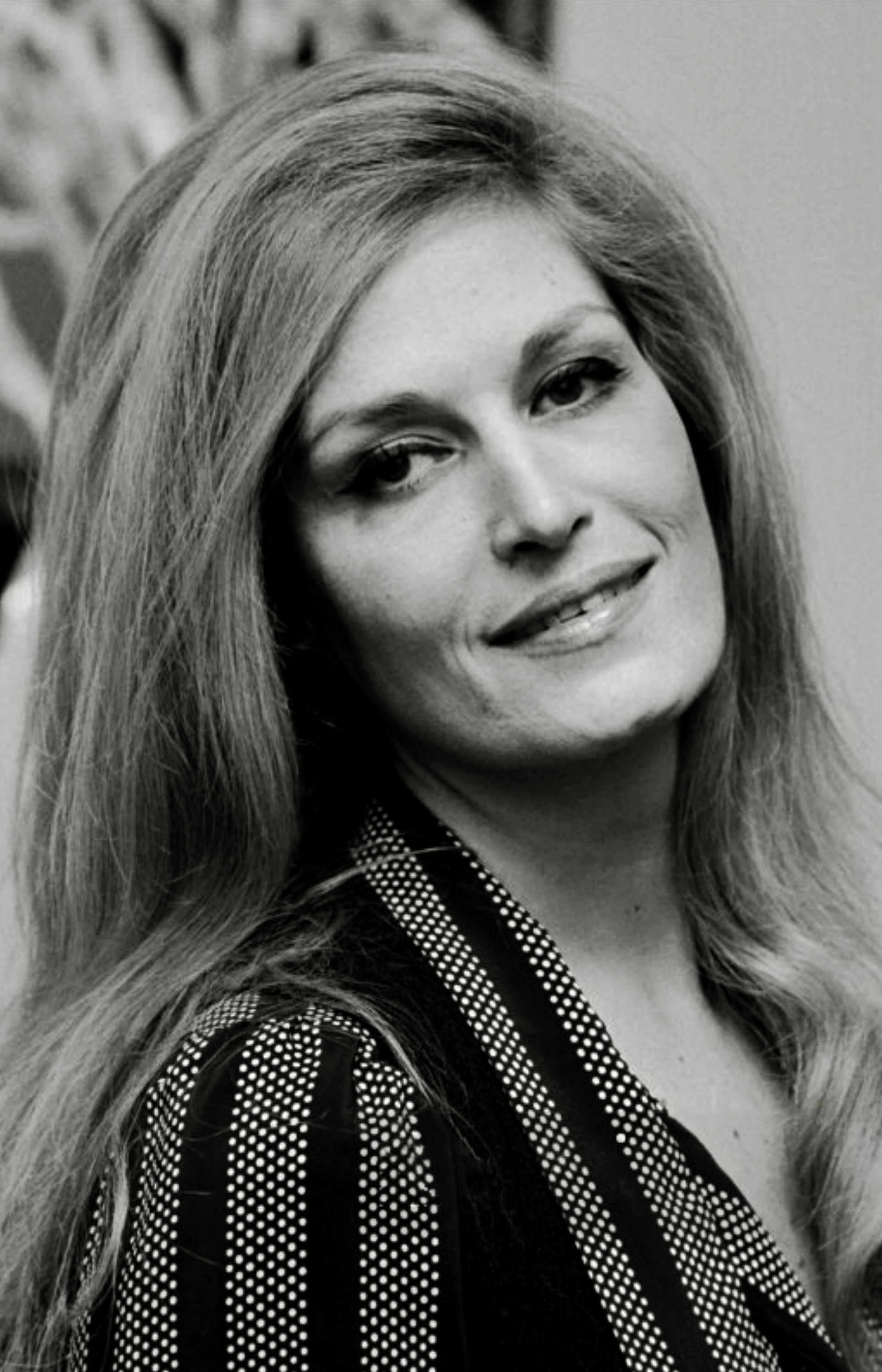
Dalida en 1974.

### Héraldique, logotype et devise
| Représentation du blason de Thiers. | - Selon Dany Hadjadj dans Pays de Thiers : le regard et la mémoire, les armes de Thiers se blasonnent ainsi : - De gueules à un navire d'argent sur une mer du même - Remarques - Le blason où un navire est représenté est effectif en 1450. - La mise en place d'un blason comportant un navire est vivement critiquée par la population de la ville, qui préférerait voir une grappe de raisin ou un pichet de vin — la production de raisin et de vin étant encore à l'époque très populaire dans la ville. - Devise - La devise de Thiers est en latin : Labor omnia vincit (« Le travail vient à bout de tout ») |
| Ancien blason de Thiers             | - Toujours selon Dany Hadjadj, les armes de la famille des seigneurs de Thiers se blasonnent ainsi : - Du fond jaune avec un lion rampant rouge au guindant - Remarques - Le blason disparaît définitivement en 1450 à la suite de son remplacement. |

## Historiques des logos

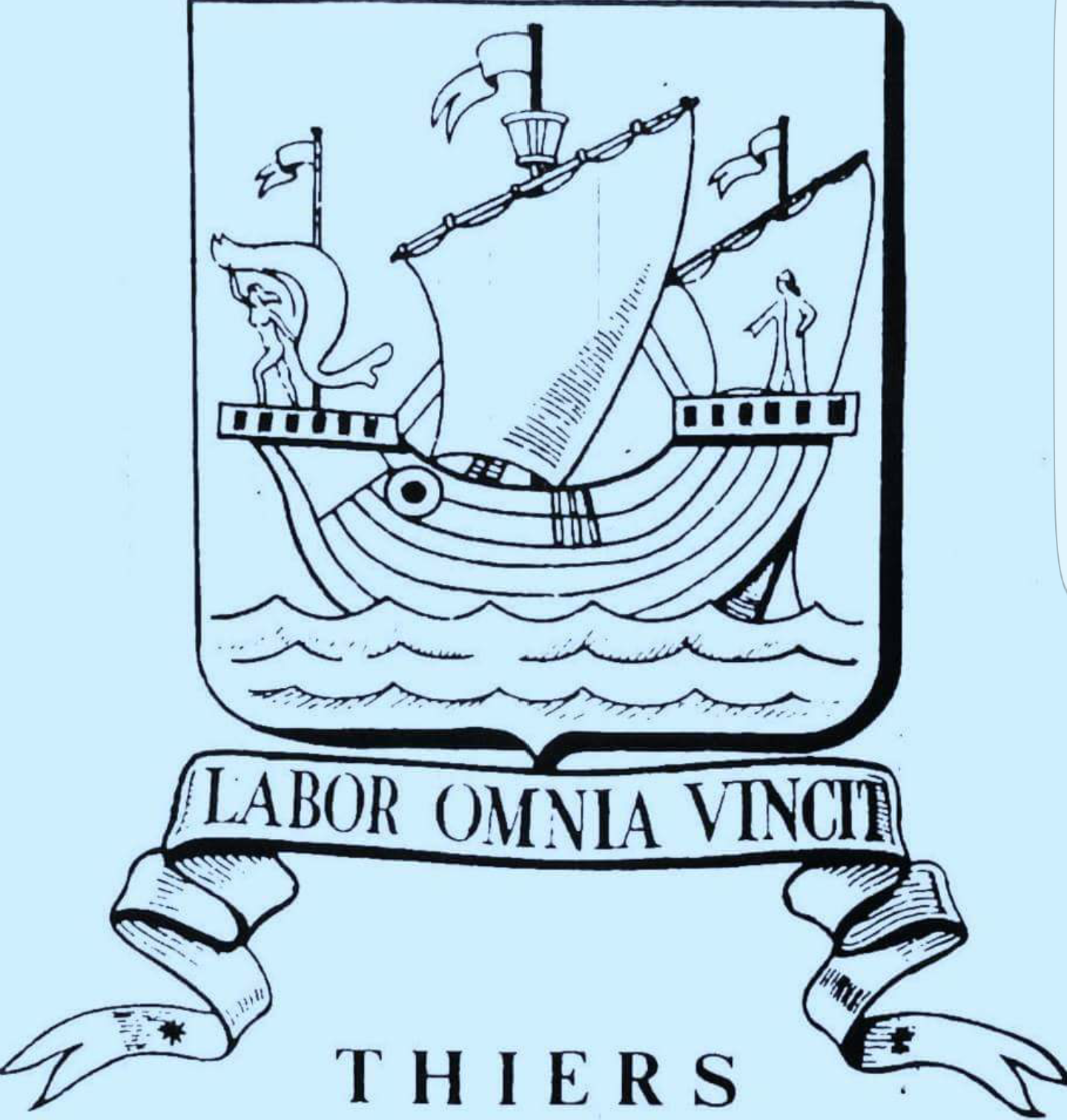
Logo avant 1977.
Logo de 1977 à 1982
Logo de 1982 à 1989
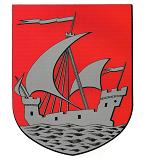
Logo de 1989 à 1994
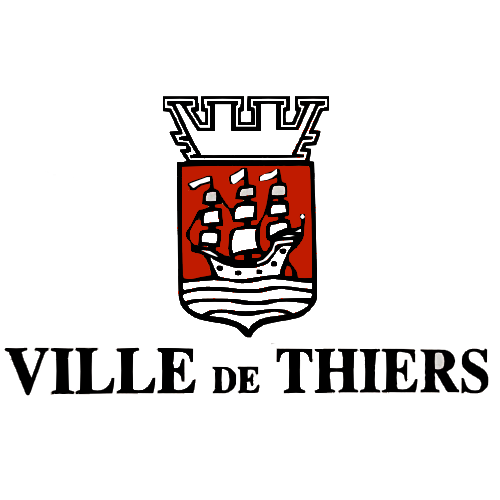
Logo de 1994 à 2001.
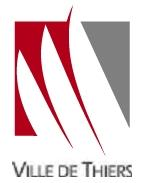
Logo de 2001 à 2011.
Logo actuel de la ville de Thiers.

Le premier « logo » est en fait la représentation du blason de la ville tandis que le deuxième reprend l'idée de ce dernier tout en ajoutant la couleur rouge d'origine en arrière plan. Il y a toujours un bateau à trois voiles. Les troisième, quatrième et cinquième « logo » sont une modernisation du précédent et le sixième « logo » de Thiers, plus contemporain, reprend les couleurs du blason de la ville en les associant symboliquement avec la vocation industrielle de la ville (gris pour le métal et rouge pour le feu). Les trois lames de couteaux qui s'en détachent évoquent aussi les voiles du navire qui y figurent. Le « logo » actuel possède une lame jaune, une lame grise et une lame rouge. Ce logo est inspiré du précédent en faisant référence aux couleurs du blason ancien, rouge et gris azur en plus du jaune,.